# Adidas

A 2006 óta használt Adidas-logó

Az Adidas AG (saját írásmóddal: adidas) egy német sportszergyártó vállalat, melynek központja alapítása óta a bajorországi Herzogenaurachban található, Nürnberg közelében. A vállalkozás 1989 óta részvénytársasági formában működik, a tőzsdére 1995-ben vezették be. 2006 májusa óta a cég hivatalos neve Adidas AG, ami holdingja az Adidas Csoportnak (Adidas Group), mely az FC Bayern München német labdarúgócsapat 8,33%-ával rendelkezik és birtokosa a Runtastic osztrák fitnesz-technológiai cégnek. Az Adidas 2018-as bevétele 21,915 milliárd eurót tett ki.
A vállalat cipőket, öltözékeket, sportfelszereléseket és divatkellékeket kínál saját üzletláncain és közvetítőkön keresztül. A kínálatához tartoznak licenc termékek is, mint karórák, kozmetikai cikkek és szemüvegek. A konszern a Nike után a második legnagyobb sportszergyártónak számít a világon és ismert sportolók, csapatok és nemzetközi sportrendezvények szponzoraként ismert.
A cég jogelődjét Adolf Dassler alapította a szülői ház mosókonyhájában. Bátyja, Rudolf Dassler csatlakozása után jegyeztették be a közös vállalkozásukat 1924-ben Gebrüder Dassler Schuhfabrik névvel. Dasslerék hozzájárultak a szegecses futócipők fejlődéséhez és termékeik számos atlétikai versenyen vettek részt a két világháború között. Adolf Dassler az 1936-os olimpián rávette Jesse Owens amerikai atlétát, hogy használja az ő cipőit, és ezekben versenyezve négy aranyat nyert. A második világháború ideje alatt a két testvér viszonya megromlott, ami végül 1949-ben a vállalat kettéosztásához vezetett. Adolf Dassler a cégének az Adidas, Rudolf a sajátjának a Puma nevet adta.
Az Adidas márkajele a három sáv lett, erre 1952-ben szerezte meg a kizárólagos jogot a finn Karhu sportszergyártótól, mely cég ezt a jelzést már korábban is használta. A márkajelzés olyannyira népszerű lett, hogy Adolf Dassler „a 3 sávos márkaként” („Die Marke mit den 3 Streifen”) is utalt a cégére.

## Története

### A jogelőd Dassler Testvérek Cipőgyár

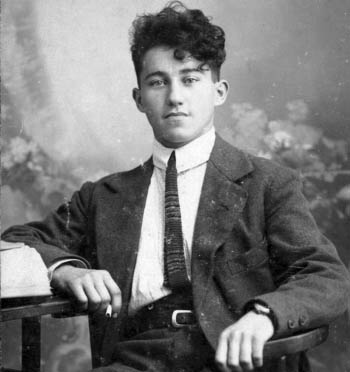
A tinédzser Adolf Dassler 1915-ben

Az 1920-as évek elején Herzogenaurachban egy fiatal testvérpár, Adolf Dassler és Rudolf Dassler az anyjuk régi mosókonyhájában sportcipők gyártásába kezdett, melyeket úgy alakítottak ki, hogy az adott sportágnak a lehető legjobban megfeleljen. A cégüket 1924-ben jegyeztették be hivatalosan Gebrüder Dassler Schuhfabrik (Dassler Testvérek Cipőgyár) névvel a helyi cégjegyzékbe. A testvérek között már ekkoriban is adódtak időnként nézeteltérések. A főként az üzleti ügyekkel foglalkozó Rudolf volt az extrovertáltabb kettőjük közül, míg a cipészmesterséget elsajátító Adolf inkább volt introvertált és neki volt a nagyobb kézügyessége is.
1925-től speciális cipők gyártásába kezdtek külön a labdarúgók, és külön a futók számára. Az elsők között voltak, akik stoplikkal látták el a focicsukákat. Az 1928. évi nyári olimpiai játékokon Amszterdamban viseltek először sportolók – az atlétikai sportágakban – Dassler cipőket az olimpián. Dassler cipőkben versenyezve szerzett aranyérmet az egyik első nemzetközi hírnévre szert tett sportolónő, Lina Radke a 800 méteres futásban. Az 1930-as évek közepén a különböző sportágak számára egyedi modelleket fejlesztettek ki, köztük 1931-ben megjelentek az első teniszcipőik. Az 1936-os olimpián Jesse Owens három pár, külön az ő számára elkészített cipőt kapott ajándékba az őt felkereső Adolf Dasslertől. Úgy tartják, hogy ezeket viselve szerezte a négy aranyérmét.
Adolf és Rudolf Dassler 1933. május 1-én beléptek az NSDAP-be és később a Nemzetiszocialista Motoros Hadtestbe is.:28 Adolf 1935-től a háború végéig edzősködött a Hitlerjugendben, amivel pártfunkcionáriusnak számított.:41 A második világháborúban a Dassler testvéreké volt a legtovább működő sportcipőgyár Németországban: főleg a Wehrmachtot látta el sportcipőkkel és speciális lábbelikkel.:57
1943 decemberében fel kellett hagyni a sportcipők gyártásával, helyettük a cég mindkét gyáregységében a Schricker & Co. Raketenpanzerbüchse 54 – más néven Panzerschreck („páncélrém”) – típusú páncélelhárító fegyvereit szerelték össze (ponthegesztéssel rögzítették a kivetőcsőhöz az irányzékot és a védőpajzsot). 1942 és 1945 között legalább kilenc kényszermunkást alkalmaztak a cégnél.:64
A második világháború után 1946-ban a sportcipőgyártás ismét felfutott, a vállalat egy újabb gyáregységgel bővült, de Adolf és Rudolf Dassler élesen összekülönböztek és a cég kettéosztása mellett döntöttek. A felosztásnál a dolgozók maguk dönthették el, melyik testvérnél folytatják, és kétharmaduk Adolf mellett döntött. A két gyáregység közül Adolfé lett az eredeti telephely, Rudolfé az újonnan beszerzett. 1948-ban Rudolf megalapította a Pumát, ami hosszú éveken át az Adolf által megalapított Adidas legnagyobb vetélytársa lett a sportcipők terén. Mindkét herzogenaurachi cég a sportcipők széles spektrumát lefedve állítja elő termékeit. Harcukat 2016-ban egy tv-filmben mutatták be (Duell der Brüder – Die Geschichte von Adidas und Puma).

Képek a Dassler Testvérek Cipőgyár korszakából
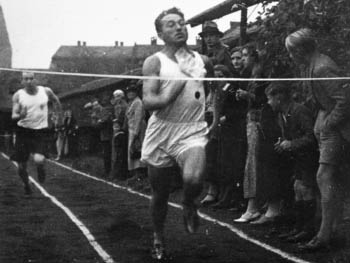
Adolf Dassler egy futóverseny befutóján
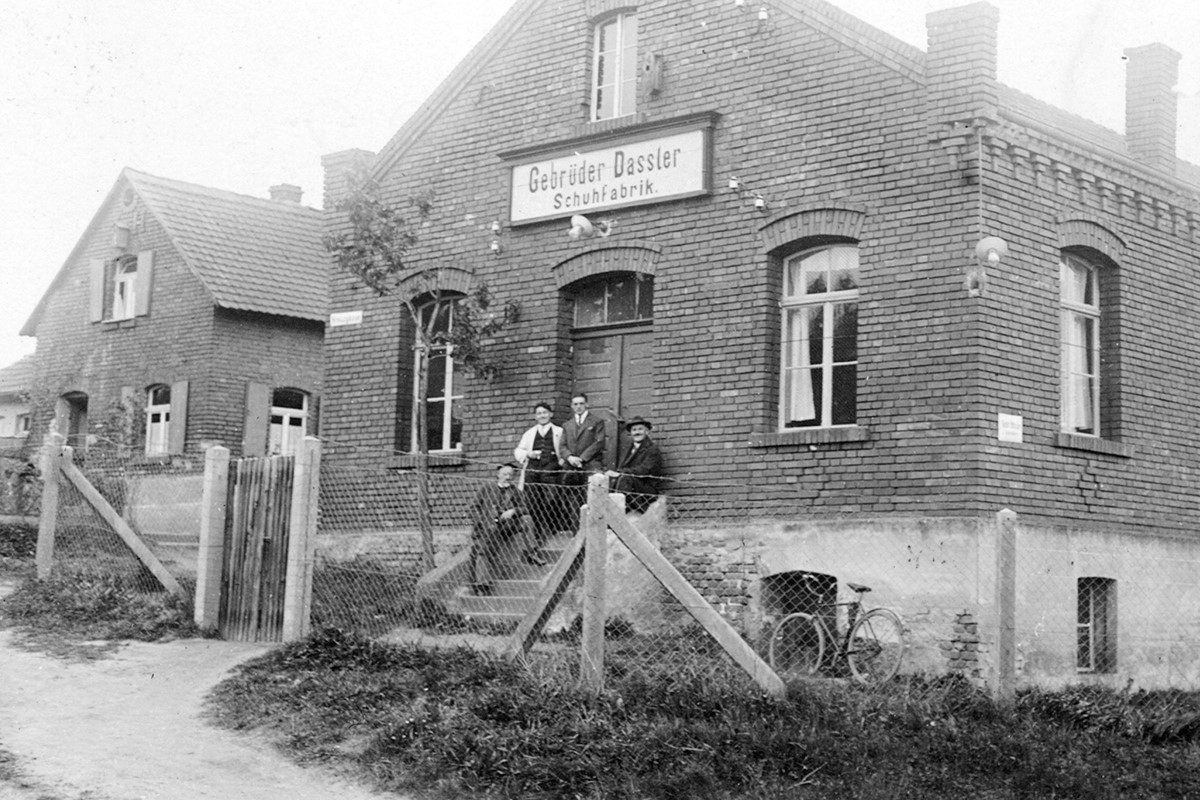
A Dassler Testvérek Cipőgyár 1928-ban
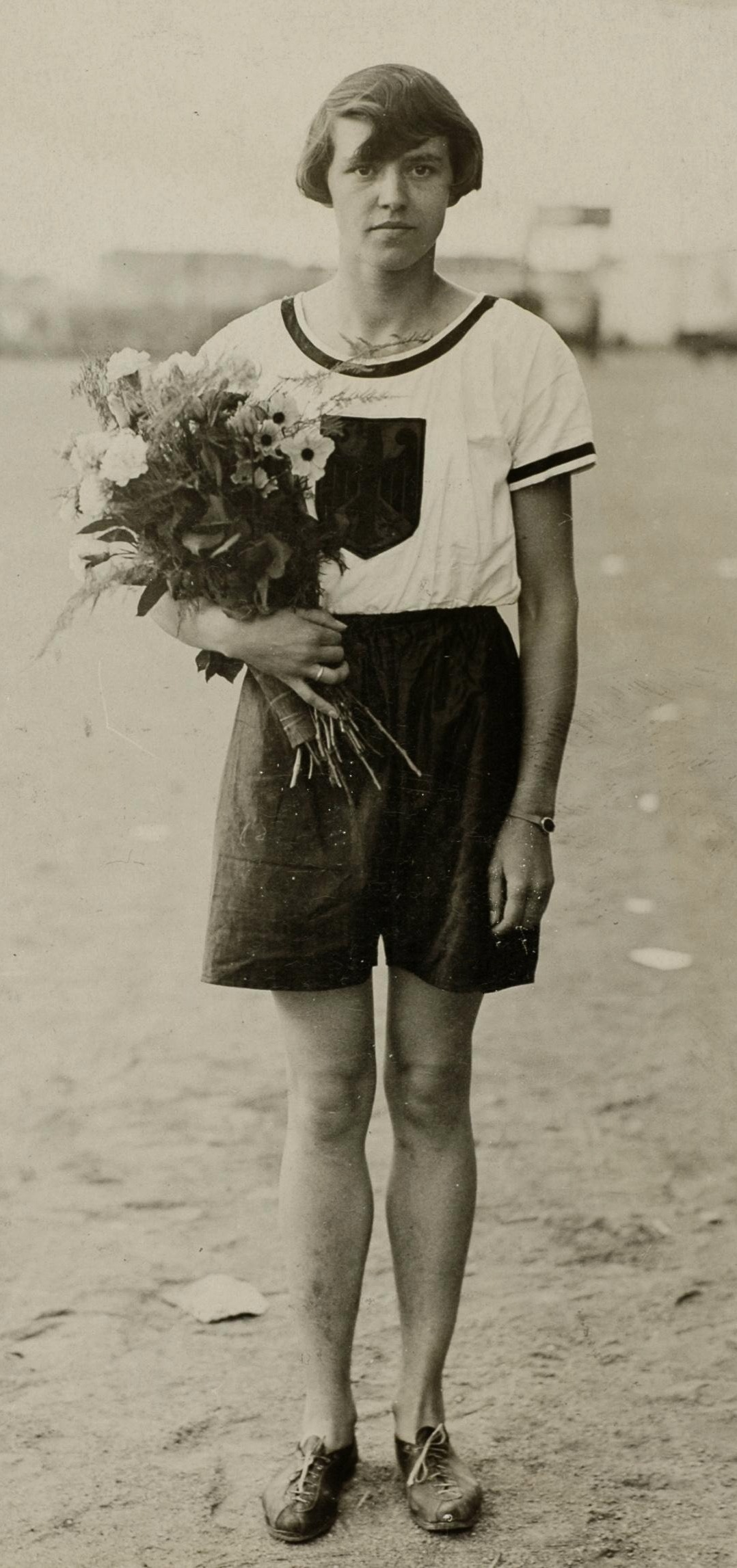
Lina Radke, az első Dassler-cipős olimpiai bajnok
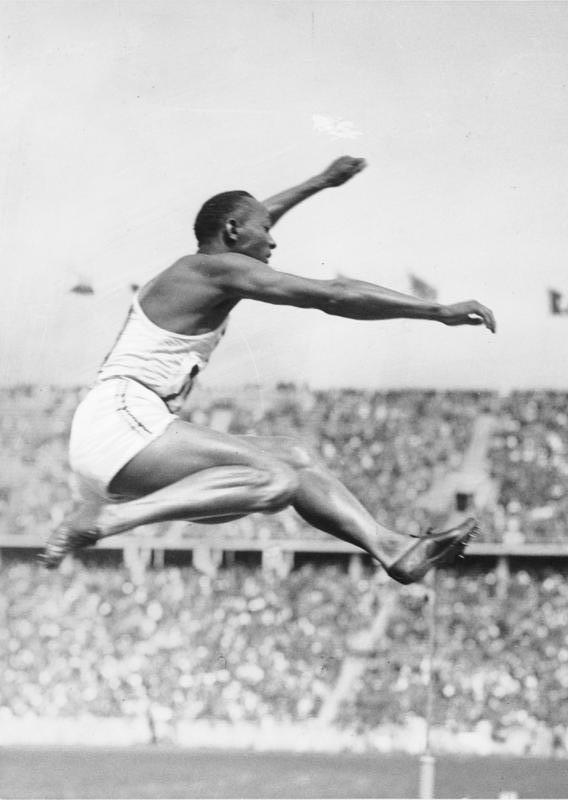
Jesse Owens távolugrás közben a berlini olimpián
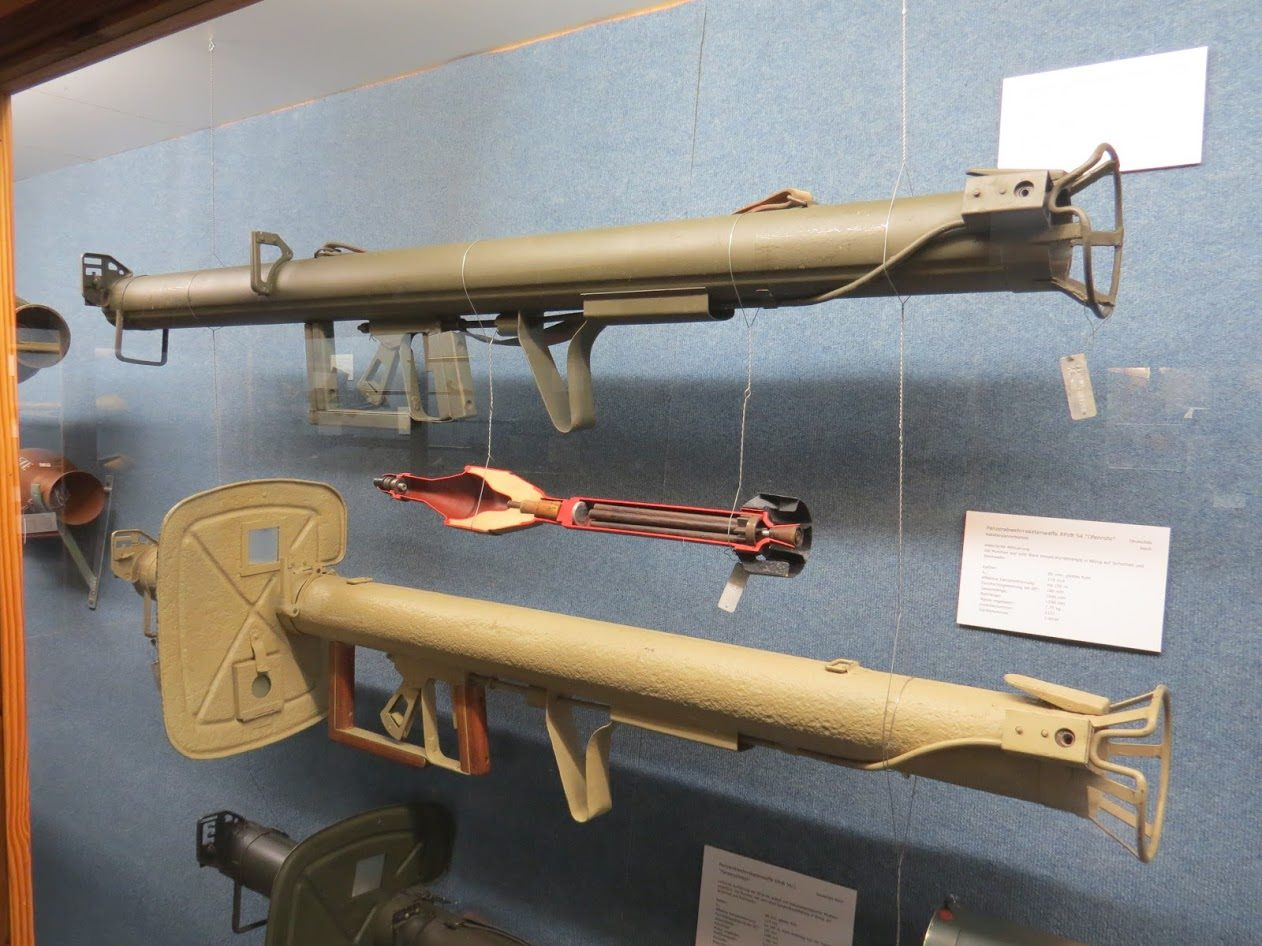
A „Panzerschreck” védőpajzzsal ellátott és anélküli változatai

### Az Adidas megalapítása és nemzetközi felemelkedése

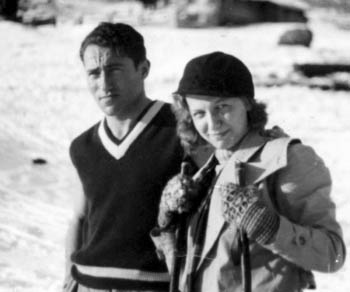
Adolf és felesége, Käthe Dassler, a cég vezetői az első évtizedekben

Adolf Dassler az Adidast 1949. augusztus 18-án vetette fel a helyi cégjegyzékbe Adi Dassler adidas Sportschuhfabrik névvel és 47 alkalmazottal. Még ugyanezen a napon szabadalmaztatott egy cipőt és bejegyeztette a három párhuzamos sávot. A cég neve egy mozaikszó, ami az Adolf becézett alakjából (Adi) és a családnév első szótagjából (Dassler) tevődött össze.
Az Adidas háború utáni felemelkedésében a német labdarúgó válogatott 1954-es világbajnokságon elért sikere játszotta a legnagyobb szerepet. A Nationalelf a háború utáni első mérkőzéseit még Puma cipőkben játszotta, de Rudolf Dassler összekülönbözött a válogatott edzőjével, Sepp Herbergerrel – állítólag a cipők használatáért Herbergernek fizetendő összegen. Az edző ezután Adolf Dasslert kereste fel, akivel hosszabb távon együtt tudott működni. Úgy tartják, hogy az Adolf által kifejlesztett csavaros stoplik jelentős mértékben járultak hozzá a németek sikeréhez a berni döntőben a jóval esélyesebb magyar válogatottal szemben, mivel a felázott pályához igazodva a hosszabbra cserélt stoplik nagyobb stabilitást adtak a játékosoknak. (A mérkőzéseken használható csavaros stoplik azonban nem ekkor debütáltak, hanem a német bajnokság 53-54-es szezonjában számos labdarúgó használta őket és ezek a Puma fejlesztései voltak.) Ezt követően Sepp Herberger kérésére Dassler a süßeni Schwahn cégtől az Adidas védjegyének számító három sávval ellátott sportruházatot rendelt kizárólag a Nationelf számára. A Schwahn felvásárlásával és Franz Beckenbauerrel, mint a márka követével való együttműködéssel 1967-ben piacra dobták a labdarúgó után elnevezett melegítőt, ami az Adidastól kijött első ruházati darab volt. 1963 óta gyárt a cég focilabdákat és 1970 óta minden FIFA-világbajnokságra az Adidas szállítja a hivatalos labdákat. 1986-ban az Azteca México már műanyagból készült labda volt, ezzel befejeződött a bőrlabdák gyártása és azóta csak szintetikus anyagokat használnak.

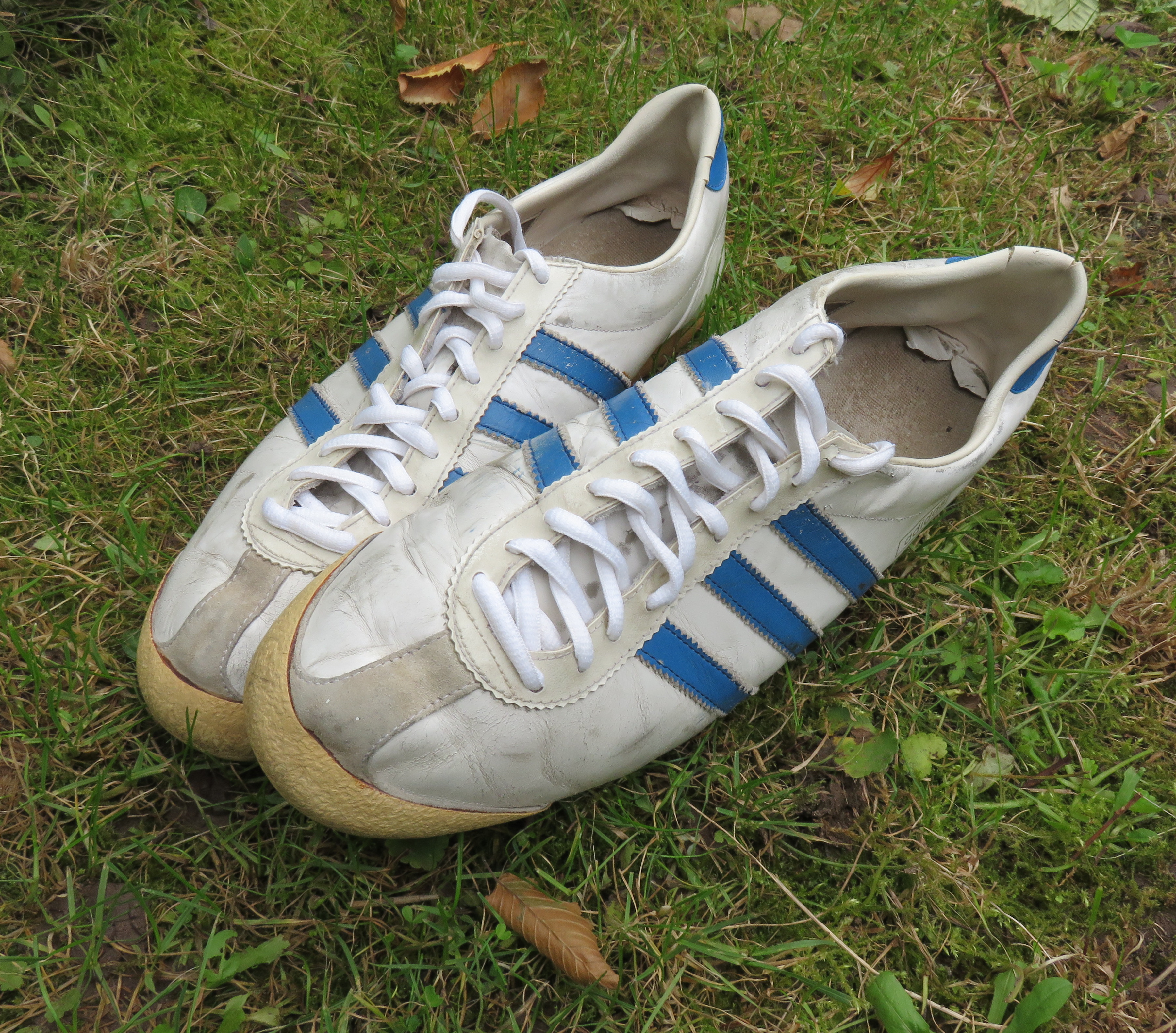
Nevében az olasz fővárosra utaló Adidas Rom 1970-ből

1960-ban Adolf fia, Horst Dassler az elzászi Dettweilerben létesített egy Adidas-üzemet. További elzászi üzemek megvásárlásával a vezetésével évek alatt létrejött az Adidas France. Ennek székhelyévé 1973-ban Landersheimet tették meg, majd innen 2018-ban helyezték át Straßburgba. 1994 óta nincs Elzászban termelő üzeme a cégnek. 1966-ban a labdarúgó világbajnokság keretében együttműködés kezdődött az Adidas és a Le Coq Sportif között, amivel az Adidas a textiliparba is belépett. Mivel a Le Coq Sportif rendelkezett Franciaországban a három párhuzamos sáv márkajelzésként való használatának a jogával, az Adidas 1974-ben felvásárolta ezt a vállalatot, majd 1995-ben az amerikai Brown Shoes Company-nek adta el. Az 1972-ben piacra dobott adidas adilette Slipper strandszandálok fél évszázaddal később is kaphatók.
Az Adidas 1965-ben a francia Robert Haillet (1931–2011) teniszező számára bőrből készített egy teniszcipőt, ami újdonságnak számított, mivel addig főként vászonból készült cipőket viseltek ebben a sportban. A cég ezzel vetette meg a lábát a teniszben. Haillet tenisztől való visszavonulását követően 1971-től a modellen kisebb változtatásokat hajtottak végre és Adidas Stan Smith névvel vitték tovább. 1972-ben 50 000 dollárért szerződtek le Ilie Năstase teniszezővel.
A cég az 1969-ben az amerikai kosárlabdázók számára kifejlesztett Superstarral lépett be a kosárlabdázásba. Ezt megelőzően a kosarasok főként a Converse által gyártott Chuck Taylor All-Stars cipőkben játszottak, melyek textilcipők voltak. Az amerikaiak szívesen viseltek sportcipőket a szabadidejükben is, ami az eladásokat tovább növelte.
Mivel Adi Dassler nem támogatta fiának azon ötletét, hogy a fürdőruhák piacára is beszálljanak, Horst 1972-ben az Adidas France-ra támaszkodva megalapította az Arenát. Ezt a céget a család 1990-ben eladta. Horst Dassler előzőleg még biztosította az Adidas France számára a Façonnable gyártási és disztribúciós jogait és ezzel kiépített egy Adidas-ruházatokat készítő textilvállalkozást Franciaországban, bár az apja még mindig szkeptikusan állt a textiliparhoz és különösképpen a szabadidős ruházatokhoz. Az 1972. évi nyári olimpiai játékok alkalmából felesége, Käthe Dassler unszolásának köszönhetően készíttetett egy új logót, ami a „három leveles” (Dreiblatt/Trefoil) logó néven vált ismertté és amivel egy sor ruházati terméket díszítettek. A három leveles logót a vállalat hivatalos logójává tették és később mindenféle ruházati terméken szerepelt. A textiltermékek hamarosan az Adidas bevételének 40%-át adták ki. 1974 óta gyárt a cég teniszütőket, 1976-ban vásárolta fel az Erima sportruházati céget. Az Adidas áruválasztéka a következő években folyamatosan bővült, kiegészült a téli és a hegyi sportokhoz való felszerelésekkel.
Adolf Dassler 1978-ban bekövetkezett halála után az ekkor már a világ vezető sportszergyártójának számító céget a családja vitte tovább. Az üzletvezetést felesége, Käthe végezte egészen 1984-as haláláig. Őt fia, Horst követte, aki az életmód (Lifestyle) részleget építette ki és aki a „sneaker” cipőket bevezette a szabadidős divatcikkek közé. Erőteljes marketinggel és szponzori szerződésekkel építette ki az Adidas márkát a világpiacon. Akkoriban naponta 280 000 pár sportcipőt gyártott a cég, ami a teljes forgalom 60%-át tette ki. Alkalmazottainak száma 10 500 volt, közülük 4500-an dolgoztak Nyugat-Németországban. Az éves forgalom három milliárd német márkát tett ki, amihez jött még több mint egy milliárd márka a licencbe adott termékekből. 1985-ben jelent meg az első férfi parfüm, amit az Astorral együttműködve hoztak létre. Napjainkban (2020-as évek) a Coty Inc. az Adidas partnere e téren. 1988-ban jelent meg az első női parfüm.

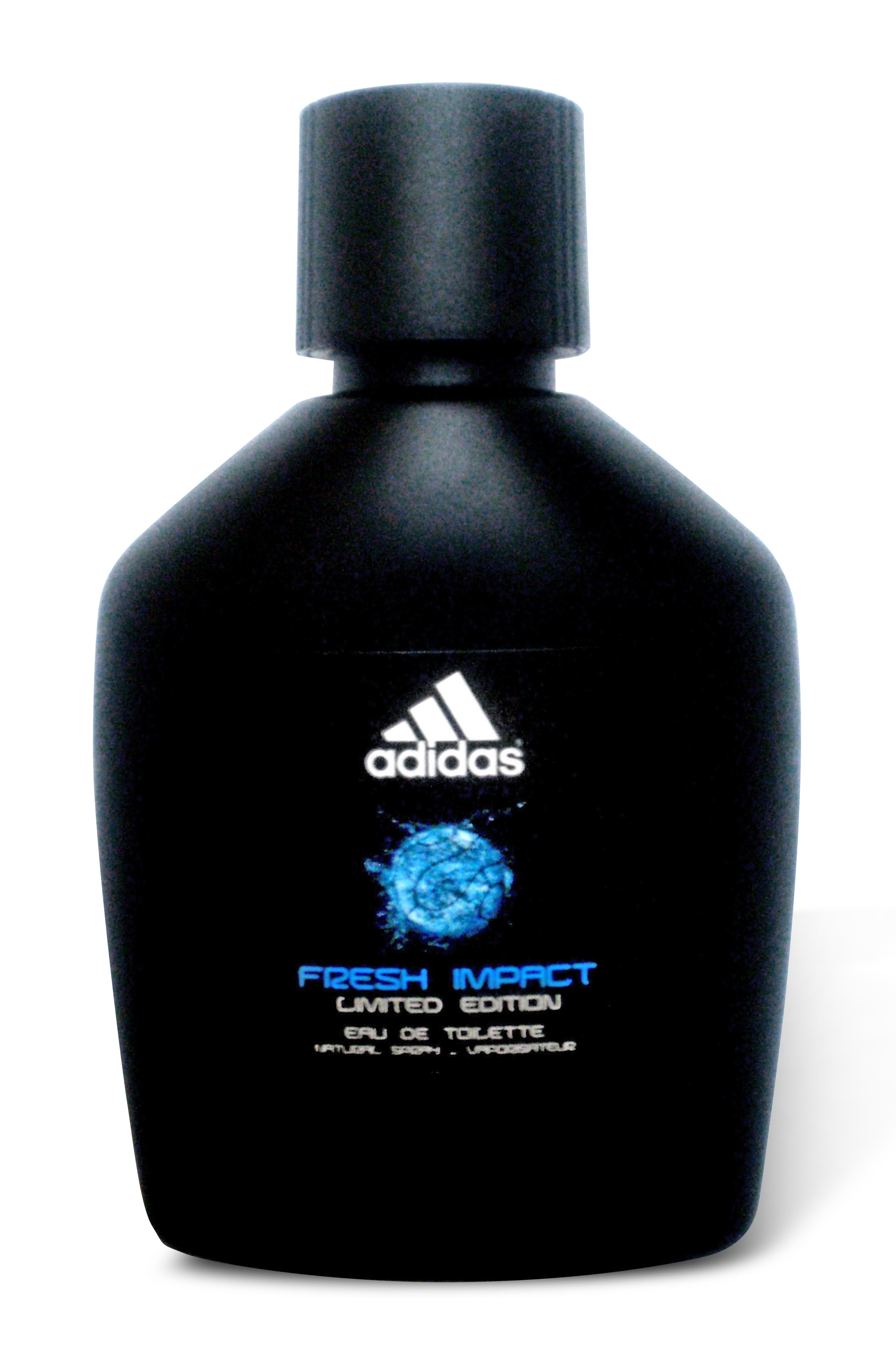
Egy limitált szériás parfüm az Adidastól

Az Adidas tervez és gyárt még ezeken túl papucsokat, szandálokat, telefonhoz való kiegészítőket, órákat, szemüvegeket, táskákat, baseball-sapkákat és zoknikat is, valamint saját márkás dezodorokat, parfümöket, aftershave-eket és arcvizeket.

### A cég eladása és bejegyzése a tőzsdén
Habár a gyártást egyre inkább áthelyezték az alacsony átlagkeresetű országokba, az Adidas az 1980-as évek közepére gazdasági problémákkal szembesült és a családi vállalkozást meg kellett nyitni az idegen befektetők előtt. Horst Dassler 1987-ben váratlanul elhunyt, a vállalat pedig négy lánytestvérére szállt. A vállalat vezetését Albert Henkel ügyvéd vette át átmenetileg, aki René C. Jägginek adta át az irányítást. 1989-ben az Adidast megelőzve a Nike lett a világ legnagyobb sportszergyártója. Ez legfőképpen annak volt betudható, hogy az Adidas alábecsülte a futófelszerelések iránti keresletet. 1989 áprilisában a vállalat részvénytársasággá alakult. Az 1989-es üzleti évben mintegy 130 millió márkás veszteséget volt kénytelen elkönyvelni.
1990. július 7-én Adolf Dassler négy lánya részvényeik 80%-át eladták Bernard Tapie francia vállalkozónak 1,6 milliárd francia frankért, ami 470 millió német márkának megfelelő összeg volt. Tapie a rákövetkező évben részesedésének 20%-át eladta a brit Pentland Groupnak, mely társaság 1992-ben fel akarta vásárolni a vállalatot, de az ajánlatot a gazdasági vizsgálatok eredményei után 1992 nyarán visszavonta, az év végén pedig még Tapie-nak is eladta a korábban tőle megvett részesedését. 1992 év végén az ebben az évben Pierre Bérégovoy kabinetjében francia „városok miniszterévé” kinevezett Tapie megbízta a fő bankját („házibankját”), a Crédit Lyonnaist, hogy Adidas-részvényein átszámítva 320 millió euróért adjon túl. Az állami bank átvette a leányvállalatok révén a részesedéseit és eladta azokat 1994-ben több mint a duplájáért (671 millió euróért) Robert Louis-Dreyfus-nak. Ez az ügylet botrányhoz vezetett Franciaországban és az ügy egészen 2017-ig foglalkoztatta az ottani bíróságokat.
1995-ben az Adidas átszámítva 1,68 milliárd euró értékben bocsátott ki részvényeket a frankfurti tőzsdén. 1996. március 18-án felvették az MDAX-ba, 1998. június 19-én a DAX-ba (a német tőzsdeindex, közepes, majd legfőbb vállalatai közé).
1997-ben az Adidas átvette a francia Salomon sportszergyártó céget 2,4 milliárd német márkáért, ezután a vállalat neve Adidas-Salomon lett. Ezzel együtt járt a golfozáshoz sportszereket gyártó amerikai TaylorMade átvétele is, melyet a Salomon még 1984-ben vásárolt fel. A főként téli sportokra fókuszáló céggel való egyesülés célja elsősorban az volt, hogy az Adidas termékkínálatát bővítsék, de a fúzió veszteséges lépésnek bizonyult. Ennek ellenére hivatali ideje alatt a konszernt teljesen átépítő, a menedzserek nagy részét lecserélő, a marketinget kiépítő és a gyártást az olcsó munkaerejű országokba kiszervező Louis-Dreyfus javára írják, hogy az előtte deficites vállalatot sikerre vezette. Robert Louis-Dreyfus 2001-ben Herbert Hainernek adta át a vezetést, aki 1987 óta volt az Adidas alkalmazásában. A Salomont 2005-ben 485 millió euróért az Amer Sportsnak adták el. A TaylorMade-et ekkor még megtartották és ez a részleg 2008-ban felvásárolta a szintén a golfban érdekelt Adams Golf és Ashworth sportszergyártókat. A TaylorMade részlegén 2017-ben adott túl az Adidas.

### A Reebok felvásárlása

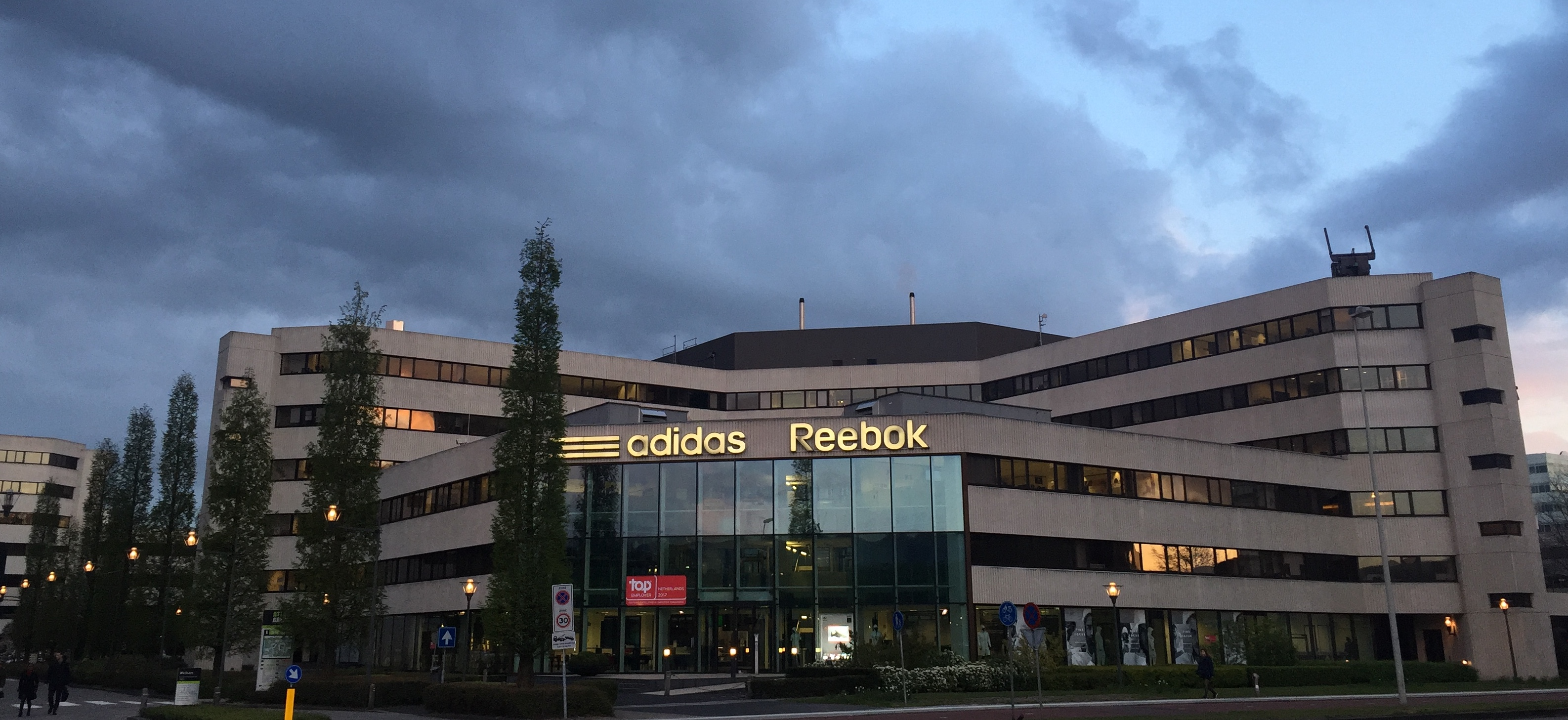
Az Adidas Reebok egykori európai központja Amszterdamban (2017)

A Reebok 2014 és 2019 közötti logója

A Salomon eladásának tervezésével egyidőben állt össze az Adidas a Reebokkal azzal a céllal, hogy közelebb kerüljön a piacvezető Nike-hez. 2006 január 31-én köttetett meg az üzlet a Reebok International Ltd. megvásárlásáról. A Reebok részvényesei részvényenként 59 amerikai dollárt kaptak készpénzben. A tranzakció értéke 3,1 milliárd euróra rúgott. Herbert Hainer maradt az új Adidas Csoport vezérigazgatója, míg Paul Fireman visszalépett a Reebok International Ltd. vezérigazgatói posztjától és Hainer tanácsadója lett. A Reebokkal együtt érkezett a Greg Norman Collection golfmárka (ezt az Adidas még 2006 októberében eladta a MacGregor Golf Company-nak), a jégkorong- és görkorcsolyagyártó CCM Hockey és az utcai cipőket előállító Rockport a csoportba, mely utóbbit a Reebok még 1986-ban szerzett meg. Az Adidas 2015-ben adta el a Rockportot a bostoni Berkshire Partners társtulajdonosi társaságnak és a New Balance-nak. A CCM Hockey-t 2017-ben a kanadai Birch Hill Equity Partners társulajdonos társaságnak adták el.
Az Adidas eddig a Reebokkal ellentétben nem tett szert nagyobb piaci részesedésre a sportcipők eladása terén az Egyesült Államokban. Európában a felállás fordított volt, mivel itt a Reebok részesedése volt jóval gyengébb. A fúzióval az Adidas piaci részesedését akarta növelni és a 2005-ben 11,6 milliárd euró forgalmat bonyolító Nike-vel szemben igyekezett pozícióit megerősíteni.
Herbert Hainer egy a Süddeutsche Zeitung lapnak adott interjújában ismerte el az év decemberében, hogy a Reebok esetében szanálásról van szó. A Reebok forgalma 2007 első három negyedévében folyamatosan csökkent. 2021. augusztus 12-én adták hírül, hogy a Reebokot eladni tervezik az Authentic Brands Groupnak 2,1 milliárd euróért. Az ügyletet 2022. február 28-án zárták le.

## Az Adidas mint márka

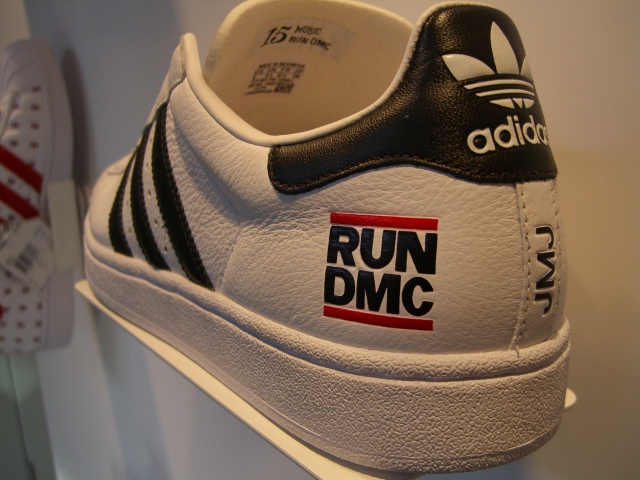
A Run-D.M.C. márkajegyévé tette az Adidas termékeket, közte a Superstar cipőket

### Márkajelzései
Az Adidas ismertsége Németországban 99%-os. A Splendid Research GmbH Németország területén 1014 részvevővel végzett online felmérése 2017-ben azt az eredményt hozta ki, hogy sportfelszerelések közül 36,5%-uk viseli legszívesebben az Adidas termékeit, második helyen a Nike állt 24,5%-kal. Az Adidas márkajelzései közül a kezdetektől fogva a három párhuzamos sáv a legismertebb: „Három vertikális, párhuzamosan futó azonos szélességű csík, melyeket a sport- és szabadidőruházatok oldalára visznek fel és melyek az öltözet alapszínével kontrasztban lévő színűek” teszik ki ezt a megjelenést.
1971 óta a három leveles logó (Trefoil/Dreiblatt) is a márkajelzéshez tartozik, mely a három kontinentális lemezt összekötő olimpiai szellemiséget hivatott szimbolizálni. 1990 óta a három sávnak egy újabb elrendezése is hivatalos logója lett az Adidasnak, ebben a megdöntött, különböző hosszúságú fekete sávok egy háromszöget, egy stilizált hegyet képeznek. Ezt a logót a „Performance” részleg részére alkották meg. Az „Equipment” hozzáadásával 1991-ben egy új almárka jött belőle létre. 2002-ben egy újabb logót kreáltak a „Style” részleg számára, melyben a három (balról jobbra szűkülő) sáv a földgolyót jelképező sötét gömbön húzódik keresztül. A (2023-as állás szerinti) utolsó logó 2006-ban jött ki. Ebben a három, azonos szélességű sáv vízszintesen húzódik, tőle jobbra pedig az „adidas” felirat szerepel.

Az Adidas logói
A három leveles logó (Dreiblatt/Trefoil; 1971)
Performance logó felirattal (1991)
Adidas-Performance logó (2022)
Adidas-Style logó (2002)
A 2006 óta használt logó
A cégcsoport logója

### A márkához fűződő jogok

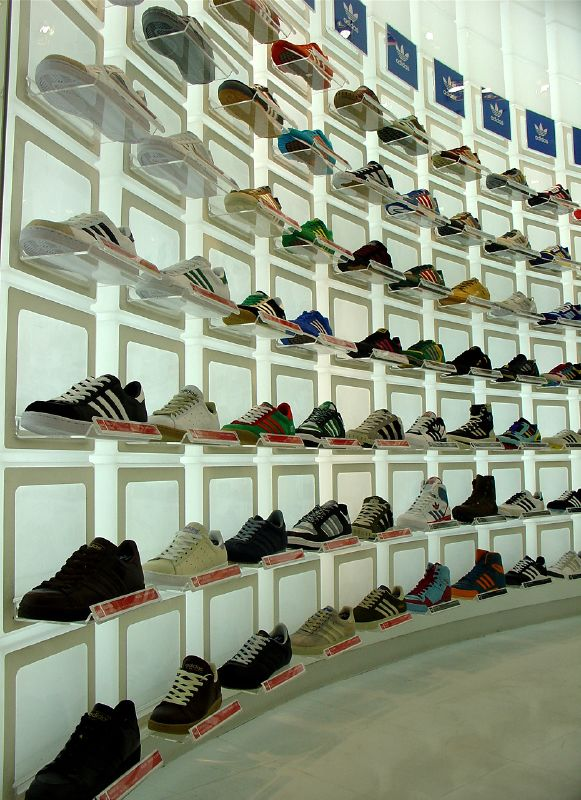
Adidas-fióküzlet Tokióban

Adolf Dassler eredetileg a cipői oldalára erősítésként varrta fel a szűk bőrcsíkokat és később állapította meg, hogy ezek alapján távolabbról is jól felismerhetők a készítményei. Különböző számú sávokkal több variációt is kipróbált, végül 1949-ben a három sávot védette le márkajelzésként. Az 1952. évi nyári olimpiai játékok során vette észre Dassler, hogy a finn Karhu is a három sávot használja márkajelzésként, amit követően megvásárolta az ahhoz fűződő kizárólagos jogokat a finn cégtől.
Azóta az Adidas fellép minden olyan cég ellen, amelyik az övéhez hasonló három sávot helyez el a termékein. Az Adidas ezentúl több olyan európai céget is beperelt, melyek dizájnelemként két sávot helyeztek el a termékeiken. Az indoklás az volt, hogy azok összetéveszthetők az Adidas levédett márkajelzésével. Nagyobb márkák igyekeztek megvédeni az eljárásuk legfelsőbb fokáig az általuk használt sávokat – némelyikük az alsóbb szinteken még részben sikeresen. Már 2000-ben megállapította a német szövetségi törvényszék (Bundesgerichtshof), hogy egy „ismert vagy éppen híres márkát”, mint az Adidas „messzemenőbb védelem illet meg az összetéveszthetőség ellen” más márkákkal szemben, habár a két sáv használatát más vállalatoknak általánosan nem lehet megtiltani.
1990-es évek végétől perelt az Adidas olyan holland cégeket, mint a Marca Mode, C&A, H&M, Fitness World Trading és a Vendex Hollandiában, amelyek két sávot használtak a termékeiken. Az ügyek az Európai Unió Bírósága elé kerültek Luxemburgban. 2003-ban a testület előbb még nem látta szükségét a cselekvésnek, 2008-ban az ügy tisztázását a nemzeti bíróságoknak utalta vissza. Nekik kellett megállapítaniuk, hogy az átlagfogyasztó egyes esetekben a két párhuzamos sávot is az Adidasszal hozza-e összefüggésbe. A kúria(CVRIA) 2015-ben azt a döntést hozta, hogy a belga Shoe Branding Europe BVBA sportszergyártó nem használhatja a két sávot annak ellenére sem, hogy 2009-ben az Európai Unió Szellemi Tulajdoni Hivatala – az Adidas tiltakozása mellett – ehhez szabadalmat adott számára. A Shoe Branding Europe által állásfoglalásra felkért Európai Unió Bírósága a kúria (CVRIA) döntéséhez igazodott 2016-ban. Ezzel a döntéssel rögzítették, hogy az Adidason kívül egyetlen más vállalat sem használhatja a három párhuzamos sávot és egyes esetekben még kettő párhuzamos sávot sem ismertetőjelként.
Az Adidas mind a mai napig használja „a márka a 3 sávval” szlogent, ami német, francia és angol nyelven magukon a termékeken, például a cipők nyelvén is felbukkan („Die Marke mit den 3 Streifen“ / „La marque aux 3 bandes“ / „The brand with the 3 stripes“).

#### A holland labdarúgó válogatott két sávos Adidas-meze a 70-es években

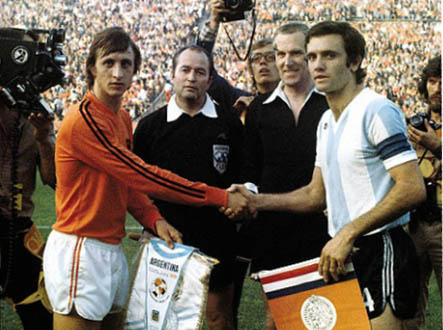
Johan Cruijff „két sávos”, Roberto Perfumo „három sávos” mezben a holland-argentin meccs előtt az 1974-es vb-n

Az 1974-es labdarúgó világbajnokságra a Holland Labdarúgó Szövetség leszerződött az Adidasszal. A holland nemzeti együttes narancsszínű mezben, az ujján a három sötétebb színű sávval játszotta a mérkőzéseit. Johan Cruijff, a csapat kapitánya és legnagyobb sztárja viszont ekkor kizárólagos szerződésben állt a Pumával, akinek a King Boots modelljét viselte a lábán, és visszautasította, hogy Adidas-felszerelésben játsszon. Az Adidas ekkor megbízta az Erimát, hogy készítsen külön mezeket a holland sztárjátékos számára, melyeken csak két sáv volt, Cruijff pedig az 1974-es és az 1978-as világbajnokságon is a két sávval díszített mezben játszott.

#### Oroszi László nyertes pere az Adidas ellen az iránysávos labdarúgócipők miatt
Oroszi László 1995-96-ban dolgozott ki egy eljárást, amivel a labdarúgócipőkkel pontosabban lehetett meglőni a labdát. Az innováció lényege abban állt, hogy a rúgófelületen finom bordákat (ún. irányítósávokat) alakított, ami javította a megrúgott labda röppályájának stabilitását. A találmányával Oroszi felkereste a Tisza Cipőt Martfűben, ahol egy megrendelés kapcsán ide érkező odaérkező Adidas-küldöttség érdeklődését felkeltette. A németek tanulmányozták az Oroszi által szabadalmaztatott modellt, de végül úgy nyilatkoztak, hogy nem fér bele az új fejlesztésük koncepciójába. Később azonban az ötletet mégis alkalmazták a 2000-ben kijött Predator Precision és Predator Mania modelleken oroszi hozzájárulása nélkül, ami miatt a magyar feltaláló 2002-ben beperelte az Adidast. 2017-ben a kúria mondta ki a végső ítéletet a kérdésben és mintegy 60,5 millió forint kárpótlás megfizetésére kötelezte a céget. A feltaláló ennek többszörösére tartott igényt, de az ügyvéd által elkövetett hiba miatt a nemzetközi szabadalmat nem kapta meg a cipőre, ami mérsékelte a kártérítés összegét.

#### A Skechers elleni perek
2016-ban az Adidas pert indított az amerikai Skechers ellen, amiért az lemásolta a Stan Smith cipőket és replikákat készített a Springblade modelljéről. 2017 júniusában egy amerikai szövetségi bíróság elutasította az Adidas keresetét azzal az indokkal, hogy az Adidas nem védette le a Springblade modelljének részleteit addigra, mikor a Skechers előállt a kifogásolt Megablade modelljével. A szabadalmat egy évvel a Skechers termékek megjelenése után nyújtották be az érintett találmányokra.

### Embléma és az olimpiai játékok
Az olimpiai atléták ruházatán lévő logók mérete körüli vita során a Nemzetközi Olimpiai Bizottság (IOC) azt a döntést hozta, hogy az Adidas a sávjait nem helyezheti el feltűnőbben, mint azt a konkurrens sportszergyártók teszik. A megengedett felület ehhez 20 cm². A Nike és a Puma a Sportszergyártóipari Világszervezettel (Weltverband der Sportartikelindustrie) közösen kifogásolta, hogy az Adidas a logóját feltűnőbben helyezi el. Az Adidas ezt azzal magyarázta, hogy a sávok nem márkajelzésnek számítanak, hanem a dizájn részét képezik. Az Athénban rendezett 2004. évi nyári olimpiai játékok alkalmával az Adidas még kapott egy különengedélyt. Az IOC ezt azzal indokolta, hogy a túlzott cégreklámot a sportruházaton el kell kerülni és minden gyártót azonos módon kell kezelni. Az Adidas azonban ennek ellenére bejelentette, hogy az „olimpiai márkaként a tradíciójához” továbbra is hű kíván maradni.

### Márka-imázs és kollekciók

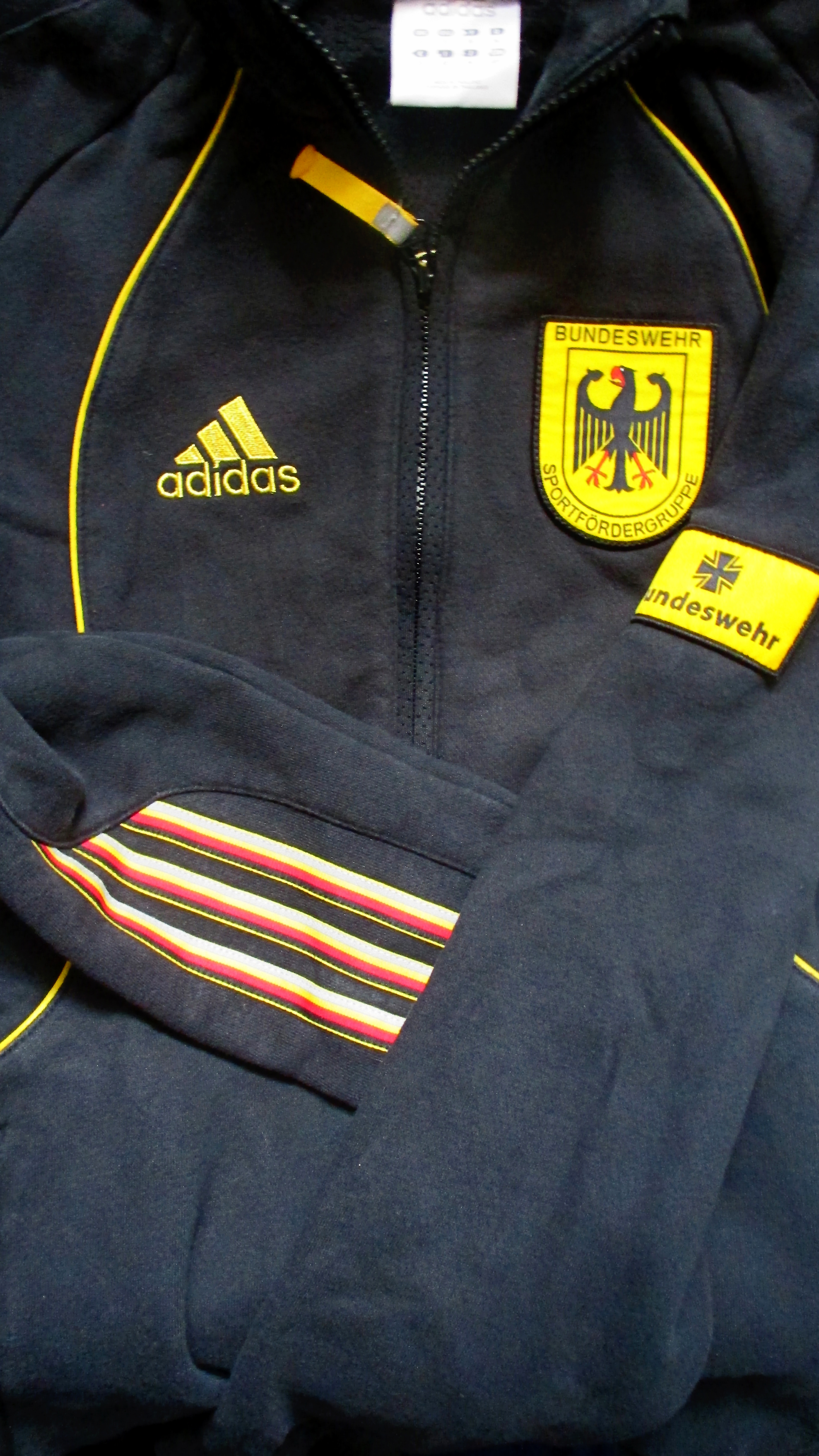
A Bundeswehr női sportolóinak edzőruhája

Az 1990-es évek elején az énekesnő Madonna, majd később neves sportolók, mint a labdarúgó David Beckham és a rúdugró Jelena Gadzsijevna Iszinbajeva segítették sikeressé tenni az Adidast. Még ezt megelőzően 1986-ban a Run-D.M.C. nevű zenei formáció a „My Adidas” számával és az abban feltűnő, a rap műfajában közkedvelt Adidas Superstar cipőmodellekkel emelt „zenei emlékművet” a háromsávos márkának. A Korn rockzenekar, mely az első éveiben Adidas öltözékekben lépett fel, szintén készített egy számot a márkára utalva a.d.i.d.a.s. címmel.
1984-ben mutatta be az Adidas a MicroPacert, egy a sportcipők nyelvébe beépített digitális mikroszámítógépet, ami egyesítette a lépésszámlálót, a stoppert és a kalóriaszámlálót. 1989-ben jelent meg a Torsion-technológia, ami a lábbeli viselőjének stabilitását javította. 1991 óta licenc-szerződésben áll a szemüvegkereteket gyártó osztrák Silhouette vállalattal, mely adidas Sport eyewear névvel készít (sport)szemüvegeket az Adidas számára.
1995-ben az Adidas leszerződtette Michael Michalsky divattervezőt, aki 2000-től a 2006-os kiválásáig a cég globális kreatív igazgatójaként (Global Creative Director) tevékenykedett. 1997-ben indították útnak az Adidas Originals kollekciót, melyben textiltermékeket és ismert Adidas cipők újabb változatait szerepeltettek, például a Stan Smith Superstart. Azóta a három leveles logót kizárólag ezen Originals-sorozatnak tartják fent, és ezek terjesztéséhez az Adidas külön bolthálózatot épített ki világszerte. A Style részlegben a 2000-es évek kezdete óta a legdivatosabb cikkeket kínálják, melyeket a japán Yohji Yamamoto (Y-3 névvel 2002 óta), a brit Stella McCartney (adidas by Stella McCartney 2005 óta) dizájnerek hívnak életre Michalsky vezetése alatt, de ide tartozik a Porsche Design is (Porsche Design Sport, 2007–2018 között). Az Y-3 márka termékeit a Párizsi Divathéten és a New York-i Divathéten mutatják be. 2016-ban az Y-3 kollekciót az Y-3 Sport vonallal egészítették ki.
2008 óta az Adidas az újra felbukkanó Adidas Originals kollekcióihoz az amerikai Jeremy Scott dizájnerrel dolgozik együtt, aki az Adidas számára a divatos öltözékek és cipők mellé egy parfümöt is „tervezett”. 2014 óta működik együtt az Adidas Pharrell Williams amerikai művésszel. 2005 óta volt együttműködés Kanye West amerikai énekessel, amiből a Yeezy-divatkollekció jött létre. A kooperációnak az énekes vállalhatatlan megnyilvánulásai vetettek véget 2022-ben. Az „adidas by” kategóriához tartoznak olyan nagyértékű ruházatok és lábbelik, melyeket Raf Simons (2013 óta), Rick Owens (2014–2017 között) és Yohji Yamamoto (2001 óta) dizájnerekkel illetve a japán Kolor dizájner-márkával (2015 óta) együttműködve keltettek életre. Ezen felül az Originals-széria fejlesztéséhez 2016 óta együttműködnek Alexander Wanggal.
2009-ben Alexander Schaper dizájnerrel a Style részleg számára létrehozta az SLVR-vonalat. Az SLVR-kollekció divatos-kísérleti és funkcionális dizájnt jelentett, amit saját SLVR-üzletekben (ún. Flagship Store-okban), például Berlinben, Los Angelesben, New Yorkban és Miamiban lehetett elérni. Az SLVR-vonalat 2014-ben felszámolták.

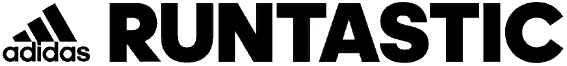
Adidas Runtastic logó

2008-ban indította útnak az Adidas a micoach márkát interaktív fitnesz-rendszerként weboldallal, applikációval, mérőműszerekkel, egy Samsung mobiltelefonnal (SGH-F110) és az ehhez illeszkedő ruházattal. A Micoach-ot feladták, miután az Adidas 220 millió euróért megvásárolta az osztrák Runtasticot. 2010-ben a Style részleghez Dirk Schöneberger német dizájnert szerződtették, aki 2015 óta kreatív igazgatóként vezeti az Adidas összes osztályát. 2011 végén az Adidas megvásárolta az amerikai Five Ten outdoor felszereléseket gyártó vállalatot 25 millió dollárért, mely megmaradt önálló márkának a konszernen belül. 2012-ben Adidas Neo névvel hoztak létre cipőmárkát fiataloknak, 2016-ban indították az Adidas Athletics-et.
A Bundeswehr sportot támogató csoportjának (Sportfördergruppe der Bundeswehr) időnként az Adidas szállítja le az edzőruhákat.

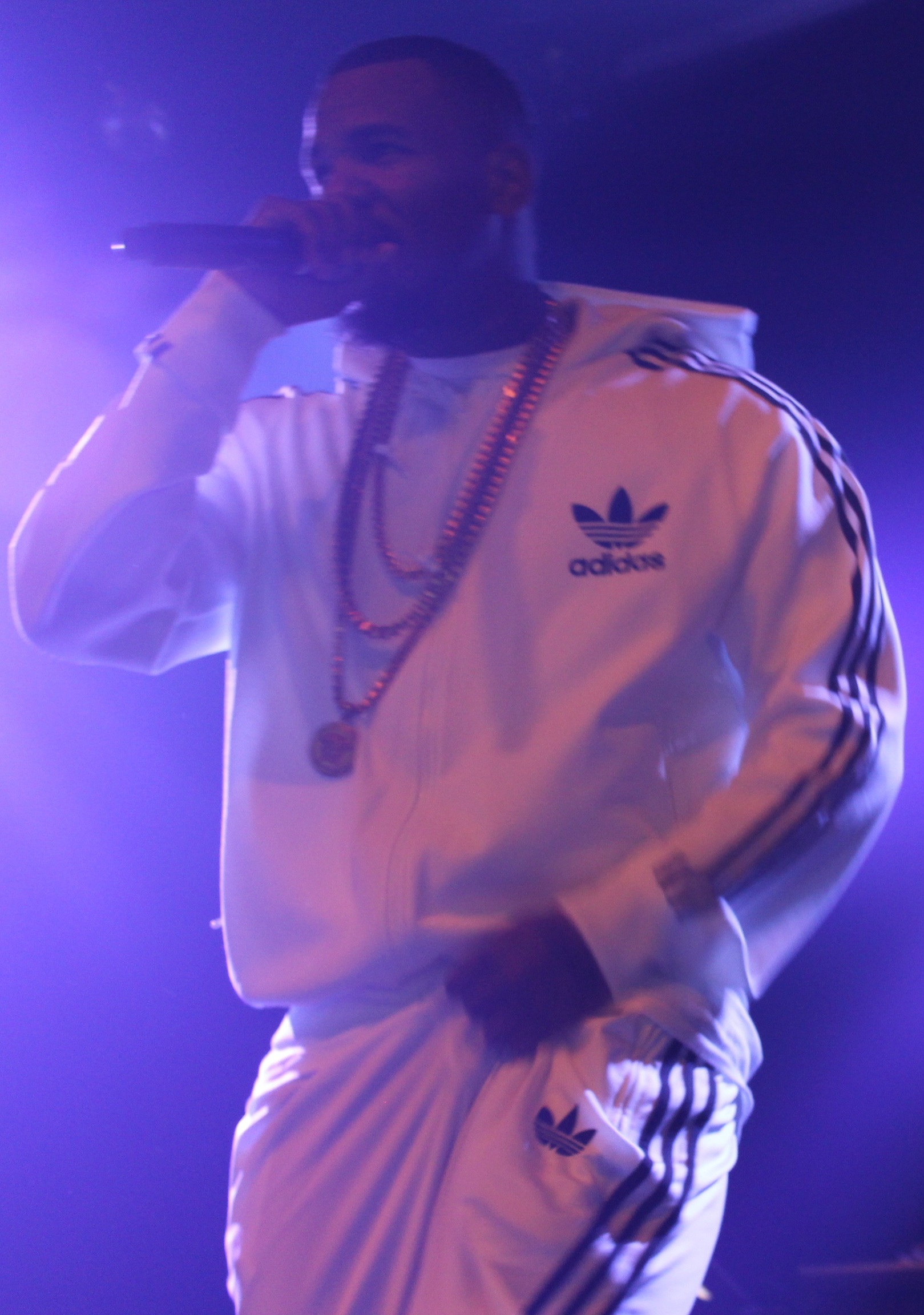
Egy rapper Adidas edzőruhában (2013)
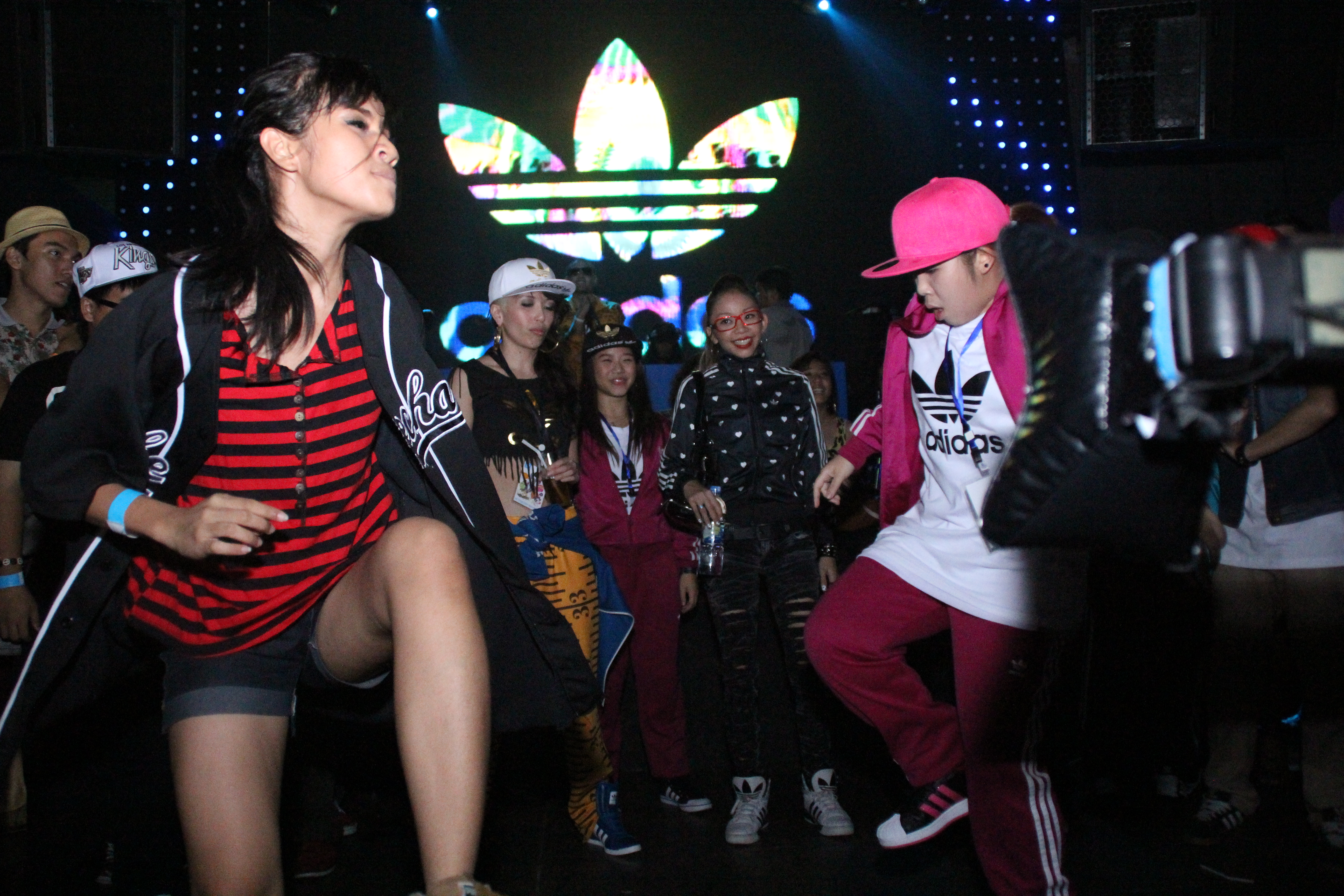
Breathe & Stop-Tour, Bangkok (2011)
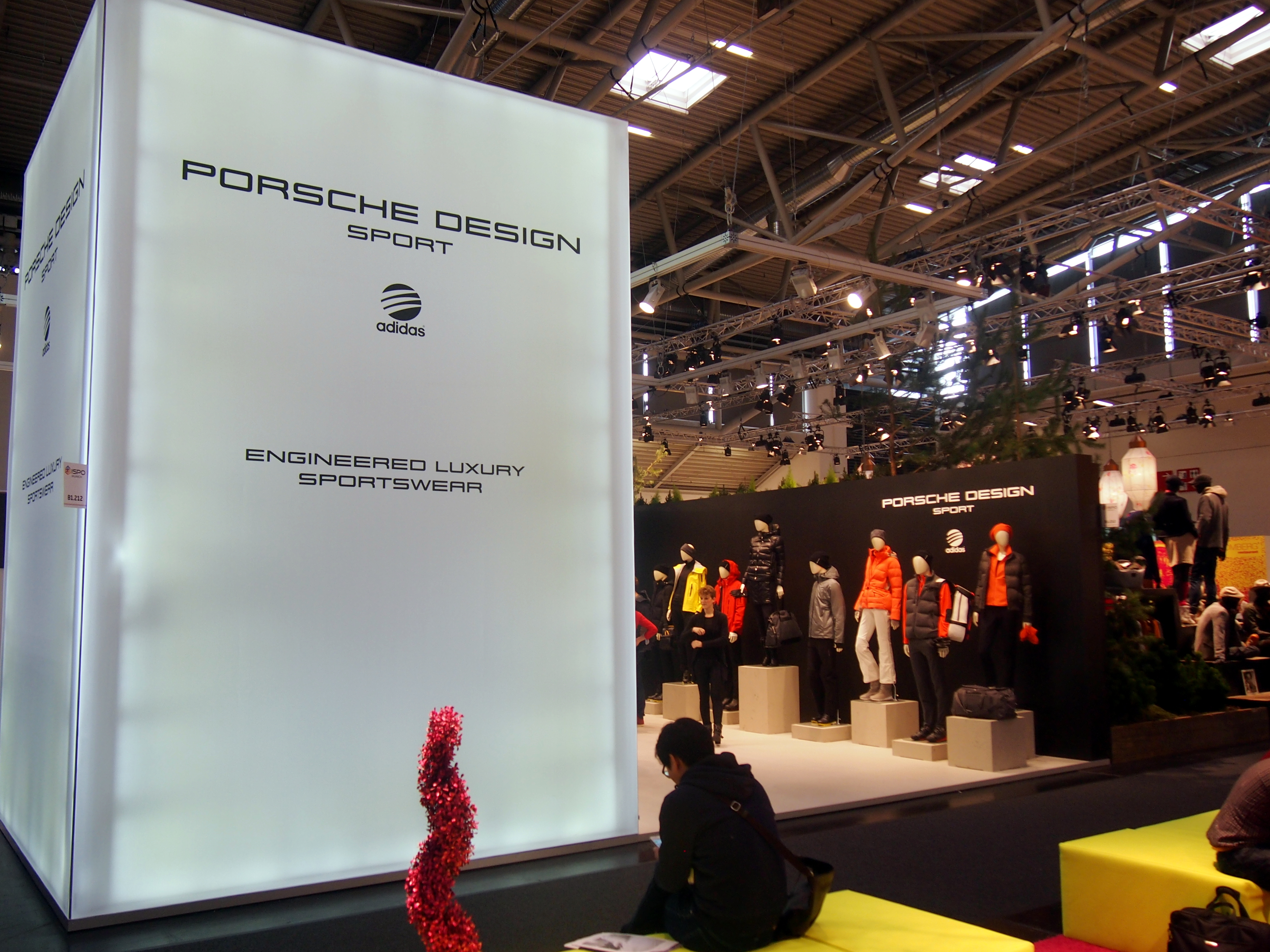
Porsche Design Sport az ISPO nemzetközi sporteszköz-kiállításon 2014-ben

### Kollekciók
Alapmárkák

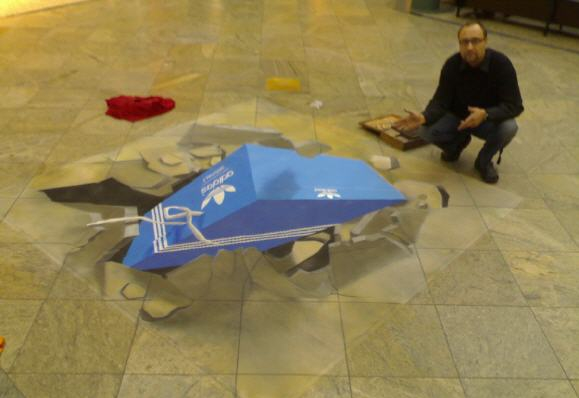
Egy a föld mélyéről a járdaburkolatot feltörve előbukkanó Adidas Originals-cipősdoboz – egy graffiti-művész alkotásán (2008)

- Adidas Originals – divatos szabadidő-sportkollekció nők, férfiak és gyerekek számára öltözettel, sportcipőkkel és kiegészítőkkel – Pharell Williams, Jeremy Scott és mások közreműködésével (korábban Kanye Westtel a Yeezy révén).
- Adidas Performance – funkcionális sportkollekciók nőknek, férfiaknak és gyermekeknek öltözetekkel, cipőkkel és kiegészítőkkel számos sportághoz, mint pl. labdarúgás, futás, golf, kosárlabda, tenisz stb.
- Adidas Skateboarding – gördeszkás kollekció fiatal fiúknak és lányoknak ruházattal, cipőkkel és kiegészítőkkel.
- Adidas Athletics – atlétikai kollekció férfiak, nők és gyerekek számára divatos-funkcionális sportruházattal, kiválasztott cipőkkel és kiegészítőkkel.
- Adidas by Stella McCartney – sportkollekció nőknek ruházattal, cipőkkel és kiegészítőkkel, melyeket Stella McCartney-vel együttműködve fejlesztettek ki.

Dizájnermárkák
- Y-3 – avantgárd sportruházati kollekció nőknek és férfiaknak a felső árkategóriából Yohji Yamamotóval együttműködésben kidolgozva.[69]
- Porsche Design Sport by Adidas – divatos sportkollekció férfiak számára ruházattal, cipőkkel és kiegészítőkkel a Porsche Design-nal 2007 és 2018 között (az autógyártó közben a közvetlen riválisra váltott, azóta Porsche Design by Puma)
- Adidas by … – együttműködések ismert dizájnerekkel vagy dizájnermárkákkal
  - Adidas by Yohji Yamamoto – uniszex sportcipő-kollekció magas árfekvésben nők és férfiak részére Yohji Yamamotóval kifejlesztve.
  - Adidas by Kolor – sportkollekció nők és férfiak számára ruházattal, cipőkkel és kiegészítőkkel a Kolorral együttműködésben kifejlesztve.
  - Adidas by Raf Simons – uniszex kollekció sportcipőkkel nők és férfiak számára magas árfekvésben Raf Simons-szal kidolgozva.

### Ismert modellek

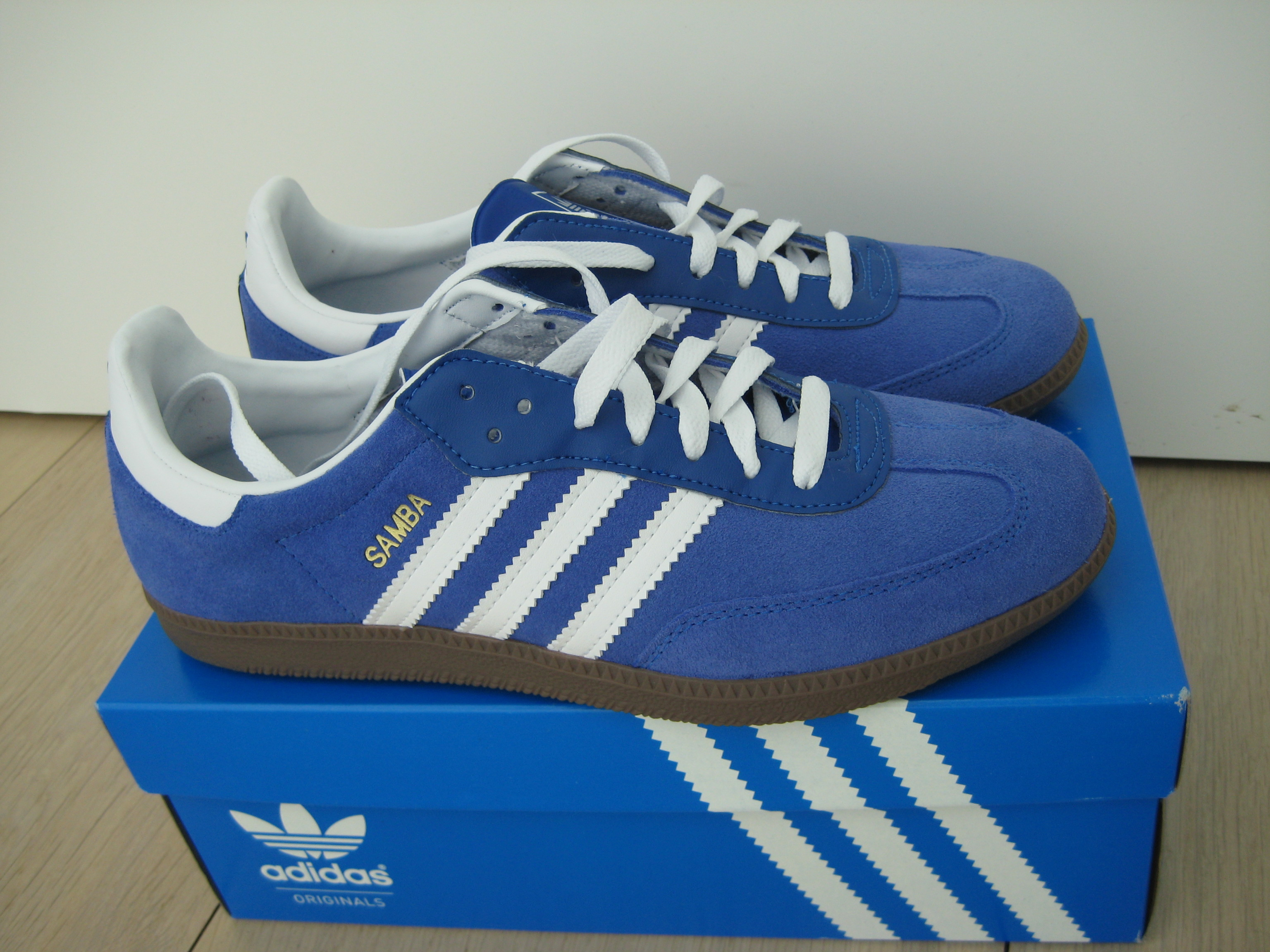
Adidas Samba az Originals dobozával

#### Cipők
Különösen a 70-es és 80-as évek folyamán jött elő az Adidas olyan cipőkkel, melyek kultusz értékűvé váltak. Ilyenek a vászonból készült Nizza és Adria modellek, továbbá a fehérszínű, kék sávokkal díszített bőrcipő, a Rom (Róma). Később, 1984 körül érkezett a Spirit, amelyik beharangozta a pasztellszínű lábbeliket. 1985-től jelentek meg a Lucy, Twister, Jolly és Sweety modellek a piacon, melyek szintén különböző pasztellszínekben voltak kaphatók és olyan széles körben terjedtek el, ami ma már aligha elképzelhető. Nem voltak még annyira fejlettek, mint a mai sportcipők, de rendkívül könnyűek és kényelmesek voltak, és a divatos színviláguk mellett ezért is számítottak annyira kedveltnek. A legkedveltebb színek a világossárga, a világoskék, a világos rózsaszín és a fehér voltak. A pasztell-éra végével 1987-től ezek a modellek egyre jobban eltűntek az utcáról és a sportcsarnokokból. Manapság ennek az érának a cipőivel alig lehet találkozni és a retrótermékek megjelenése sem hozta vissza még őket.
Az 1980-as évek további ismert modelljei voltak az Allround, Attitude, Country, Ewing, Copa Mundial, Gazelle, Grand Prix, Handball Spezial, Jeans, Malibu, Marathon, Master, Match, Orion, Player, Rivalry, Samba, Titan, Trophy und Vienna.

#### Papucsok
Az Adilette volt az első papucs ami az Adidastól megjelent még 1963-ban. Az első Adidas-papucs állítólag arra vezethető vissza, hogy néhány sportoló azt kérte Adolf Dasslertől, készítsen számukra egy olyan cipőt, amit az öltözőben is viselhetnek. Az igény kielégítésére készült termék mindmáig keresettnek számít. Az első Adilette-ek kék-fehér színűek voltak, ehhez jöttek később a fekete, piros, zöld, szürke, narancs, barna, sárga, rózsaszín, arany és ezüst változatok. A 21. század elején a papucsok a Predator futballcipő és az adizero futócipők színkombinációiban is feltűntek. A leggyakoribb Adilette színkombinációk a matrózkék illetve a fekete, a pántjukon három fehér sávval. A Woodilette és a Trefoil modellek is hasonló dizájnúak, de ezeknek a pántján nincsenek rajta a sávok.[forrás?] A modell talpa kontúrozott gumi, a felső része szintetikus anyagból készül. Eredetileg sportolás utáni lábbelinek szánták, de gyorsan elterjedt a sportvilágon kívül is.[forrás?]
Az Adissage az Adilette-hez hasonló papucs, tépőzárral ellátva. A lábágyban apró masszázsdudorok találhatók, melyek a sportolás utáni lábfájást hivatottak csillapítani. a márkajelzés ezeken a papucsokon már oldalt és a lábágy sarokrészén is megtalálható. Szintén nagy népszerűségnek örvend a sportot nem űző vásárlók körében.[forrás?]
A Santiossage papucsokon is a tépőzáras pánton található a három sávos márkajelzés, ami masszázsfunkcióval bíró lábágyon hosszában is végigfut fehér színben. Fekete, matrózkék és vörös színekben kapható.[forrás?]

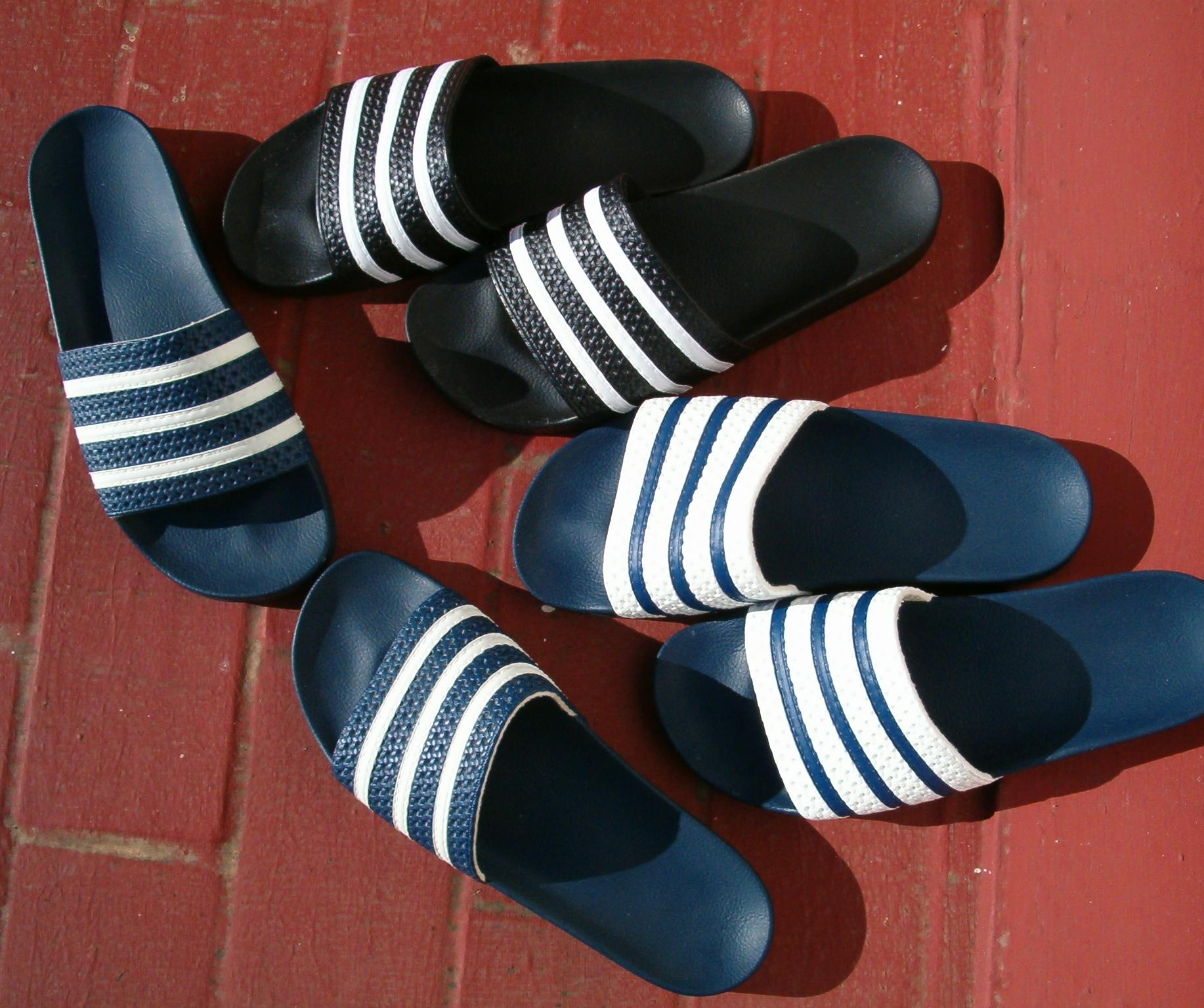
Adilette papucsok
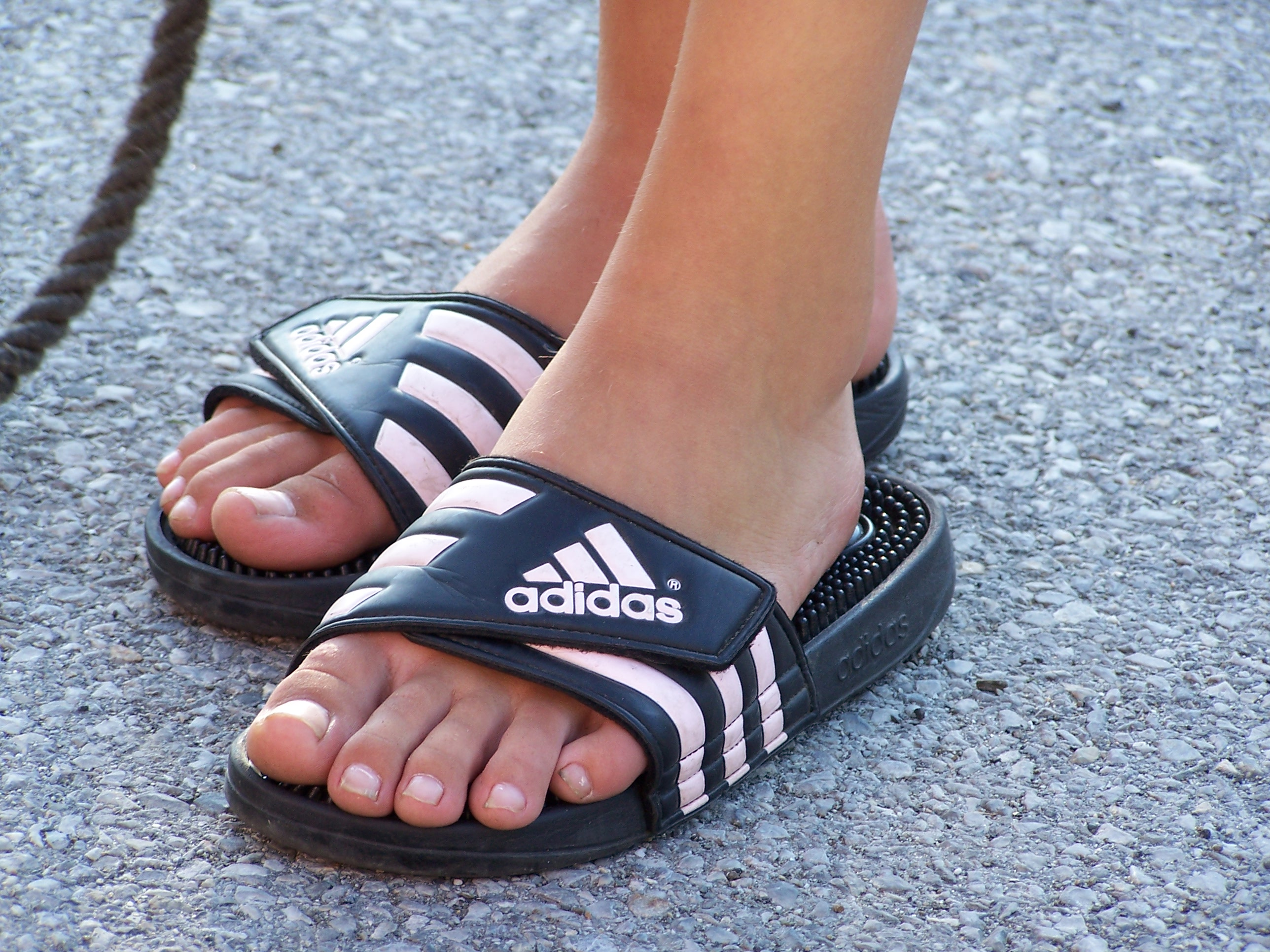
Adissage
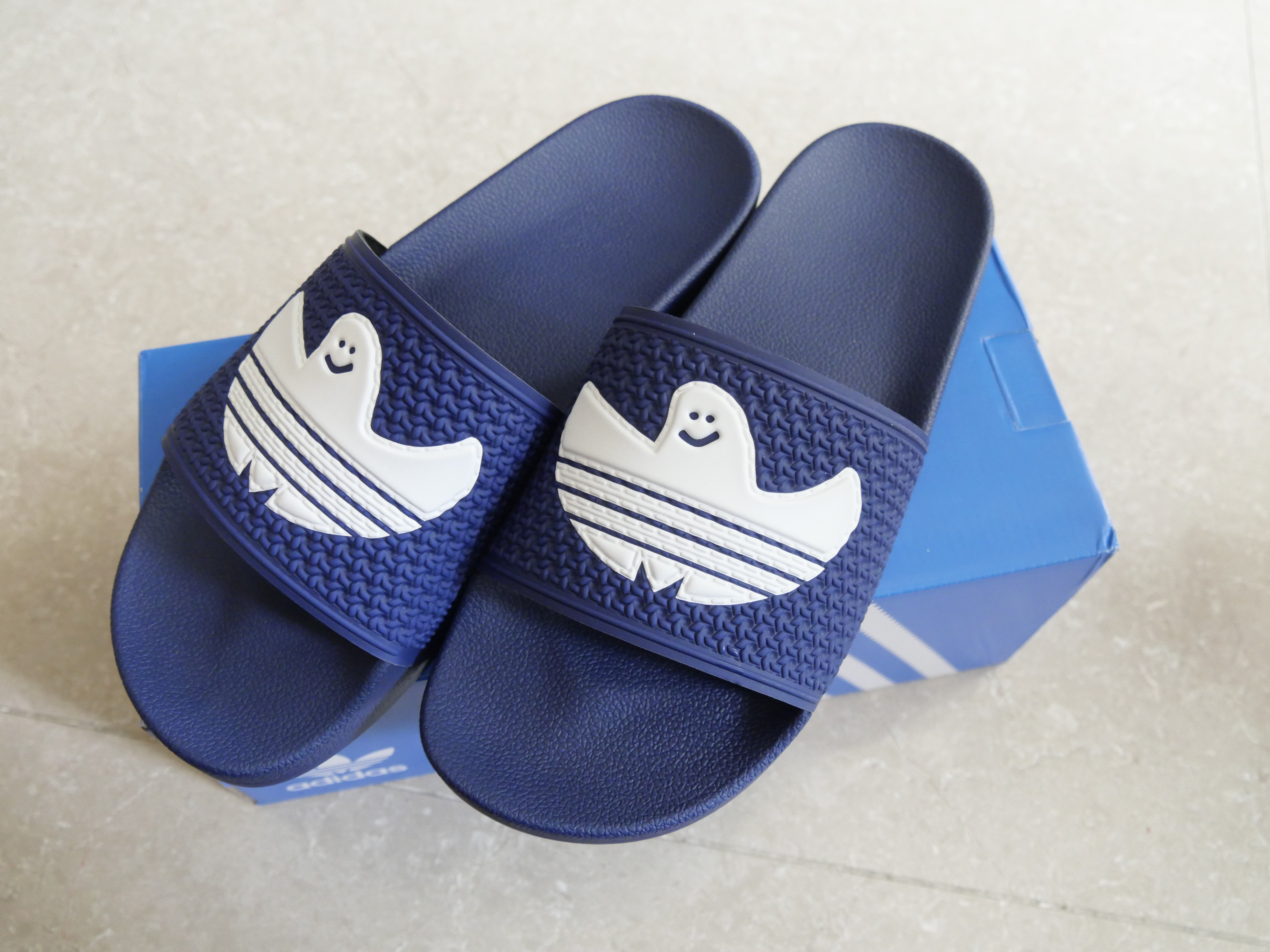
Szellemes Trefoil papucs
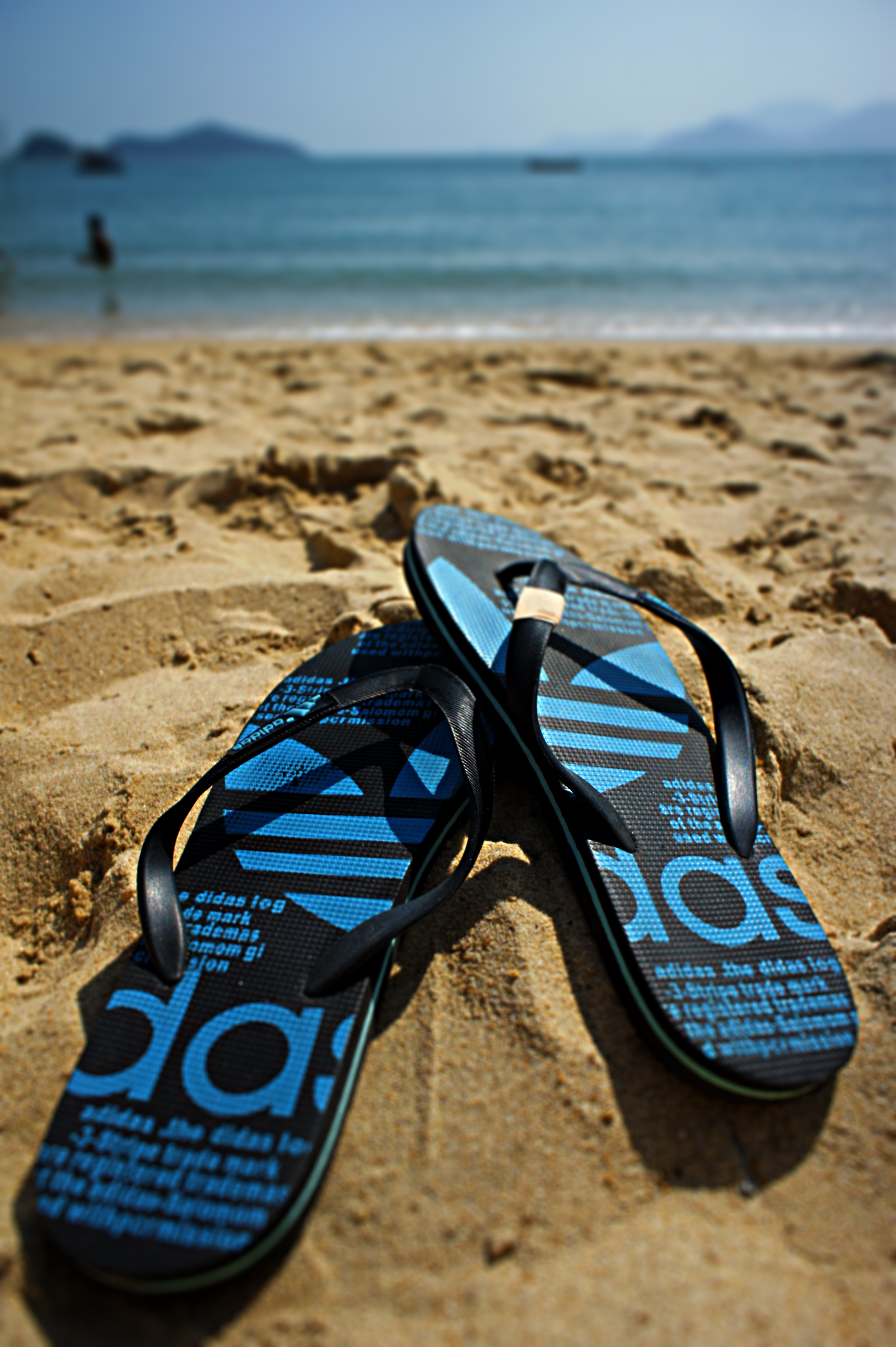
Egy Adidas flip-flop

## Sportok
Az Adidas számtalan sportághoz készít termékeket. Az alábbi felsorolás az ismertebb sportokat érinti.

### Labdarúgás
Cipők és mezek

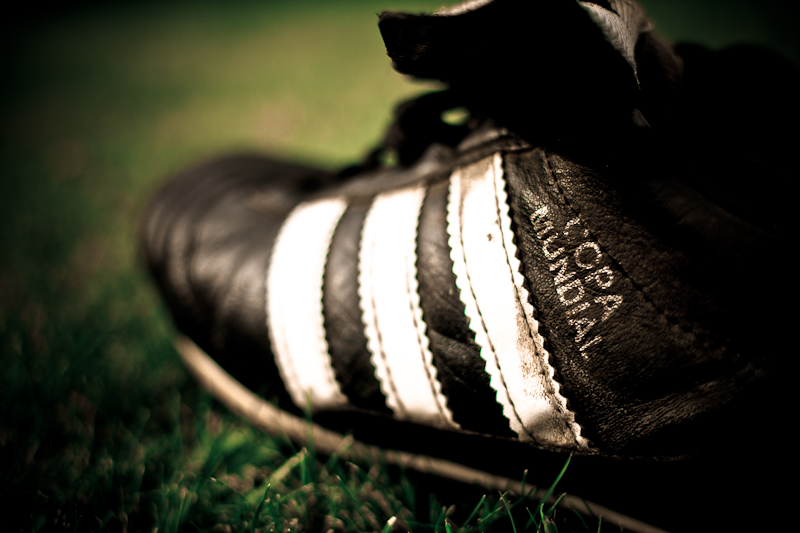
Minden idők legnagyobb példányszámban eladott labdarúgó cipője, a Copa Mundial

Az Adidas mindig kiemelt figyelmet fordított a labdarúgófelszerelésekre és az ezekhez kapcsolódó kiegészítőkre, amikben a világ vezető cégének számít. Világszerte számos válogatott (közte a magyar válogatott) és klubcsapat mezgyártója, beleértve játékvezetők felszerelését is – az európai topcsapatok közül hagyományos beszállítója a Bayern München és a Real Madrid csapatának, és jelenleg a Juventusnak, az Arsenalnak és a Manchester Unitednek is. Magyarországon az élvonal 12 csapatából öt játszott a mezeikben a 2022-23-as szezonban (Debrecen, Fehérvár, Mezőkövesd, Kisvárda, Vasas). Az Adidas a mezbeszállítója az összes csapatnak az Észak-amerikai Labdarúgó-Bajnokságban (MLS). A cég Generation Adidas névvel tehetségtámogató rendszert tart fenn 1997 óta az MLS-szel és az U.S. Soccerrel, melynek célja az ifjú tehetségek útjának egyengetése az első ligába.
A labdarúgó cipők terén számos innovatív megoldással állt elő. Az egyik legismertebb modellje a Copa Mondial volt 1979-ből, amit száraz, szilárdabb talajú pályákra szántak. Ez számít minden idők legnagyobb darabszámban eladott „csukájának”. A puhább talajra szánt változata a World Cup volt, és mind a kettő (továbbfejlesztett változata) elérhető még a vásárlók számára. Az 1994 óta kisebb megszakítással gyártott Adidas Predator labdarúgócipők mellett a cég gyártott még adiPure névvel másik szériát is 2007 és 2015 között.
A 2006-os világbajnokságra építették meg az Adidas World of Football stadiont Berlinben a Reichstag előtti területen és hozott ki a sportszergyártó minden résztvevő együttes mezének megfelelő színben cipőket, melyek sarkát az adott országra vagy a labdarúgásra jellemző motívum díszített. Például az argentin csuka esetében ez „Isten kezére”, a hollandnál Johan Cruijff 14-es mezére utalt a motívum.

Képgaléria
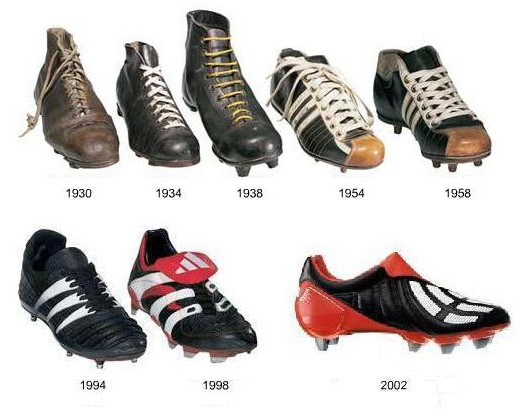
A labdarúgócipő-evolúciójának jelentősebb modelljei, 1954-2002 között Adidas modellekkel szemléltetve
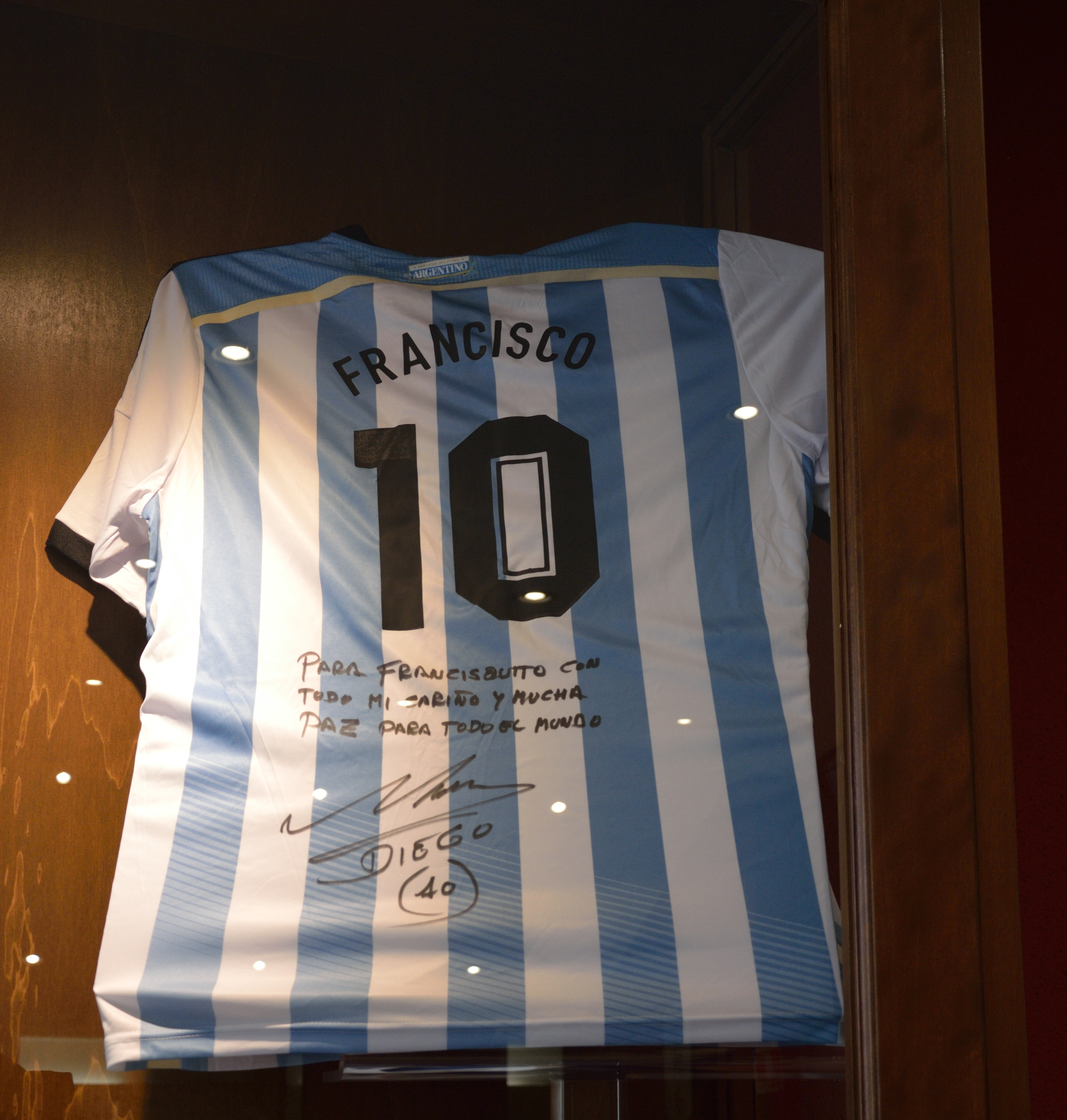
Diego Maradona által Ferenc pápának adományozott, dedikált argentin válogatott mez
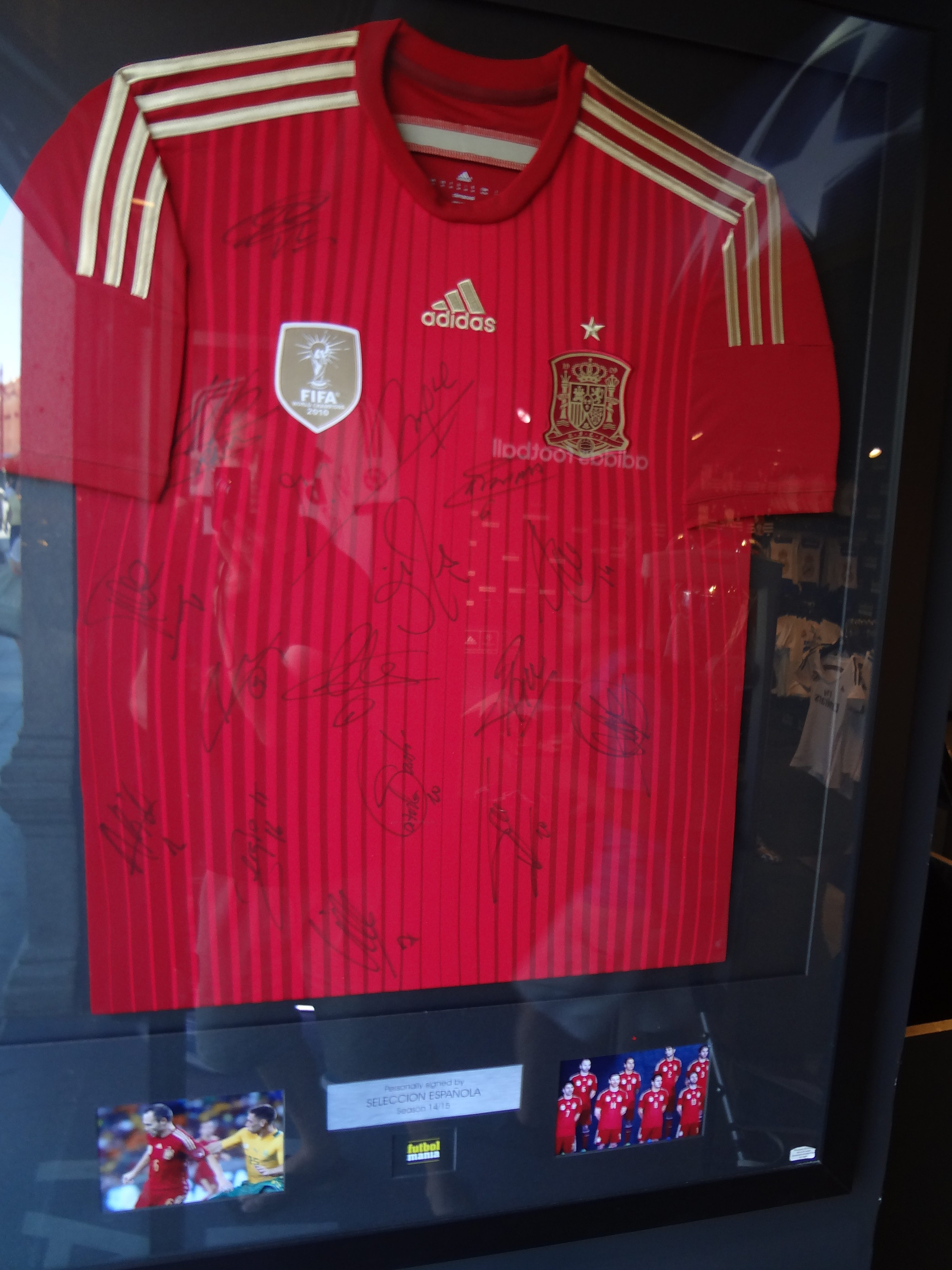
A 2010-ben vb-t nyerő spanyol válogatott dedikált meze
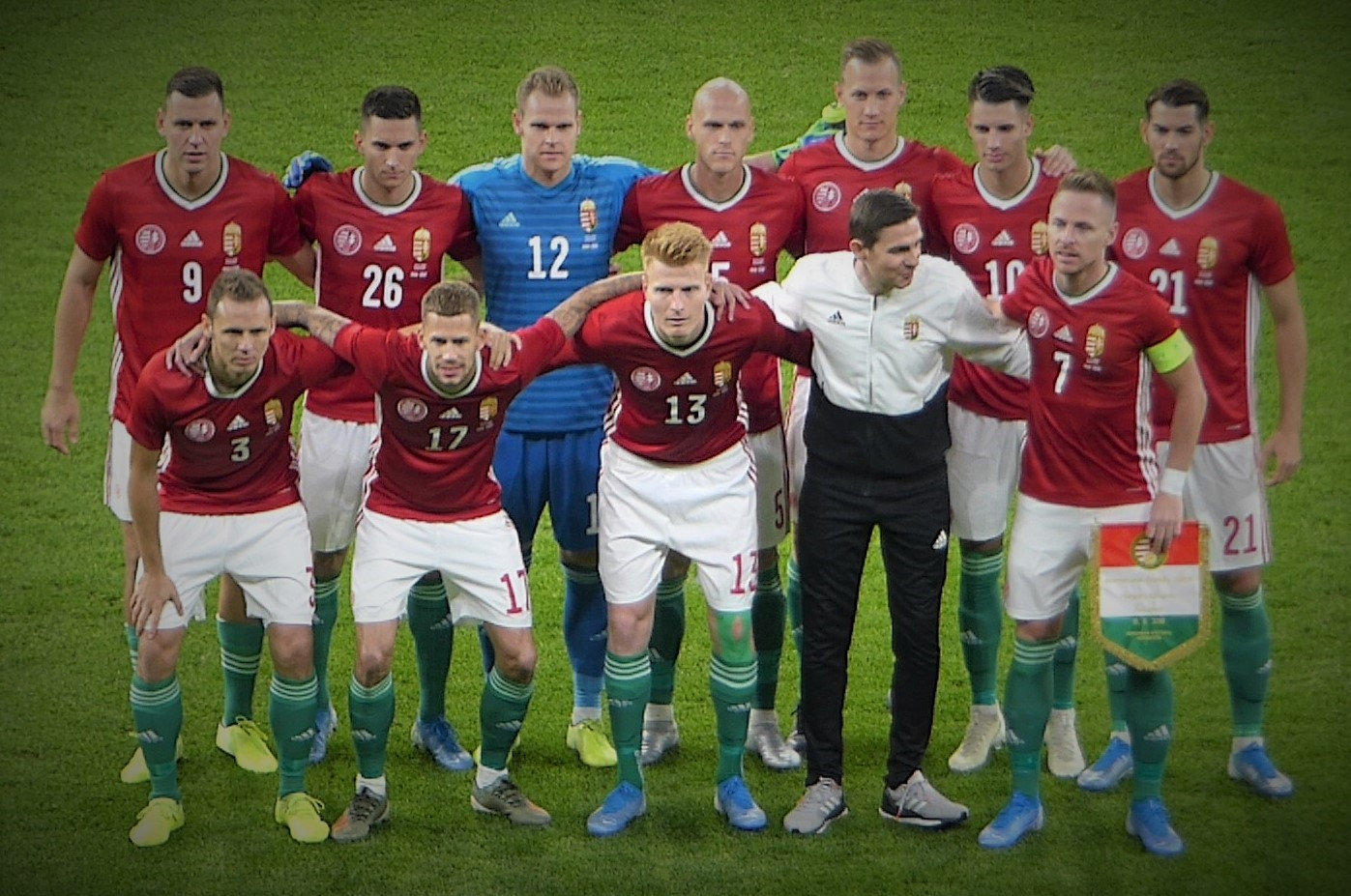
A magyar válogatott a Puskás Aréna avató mérkőzésén (2019. november 15.)
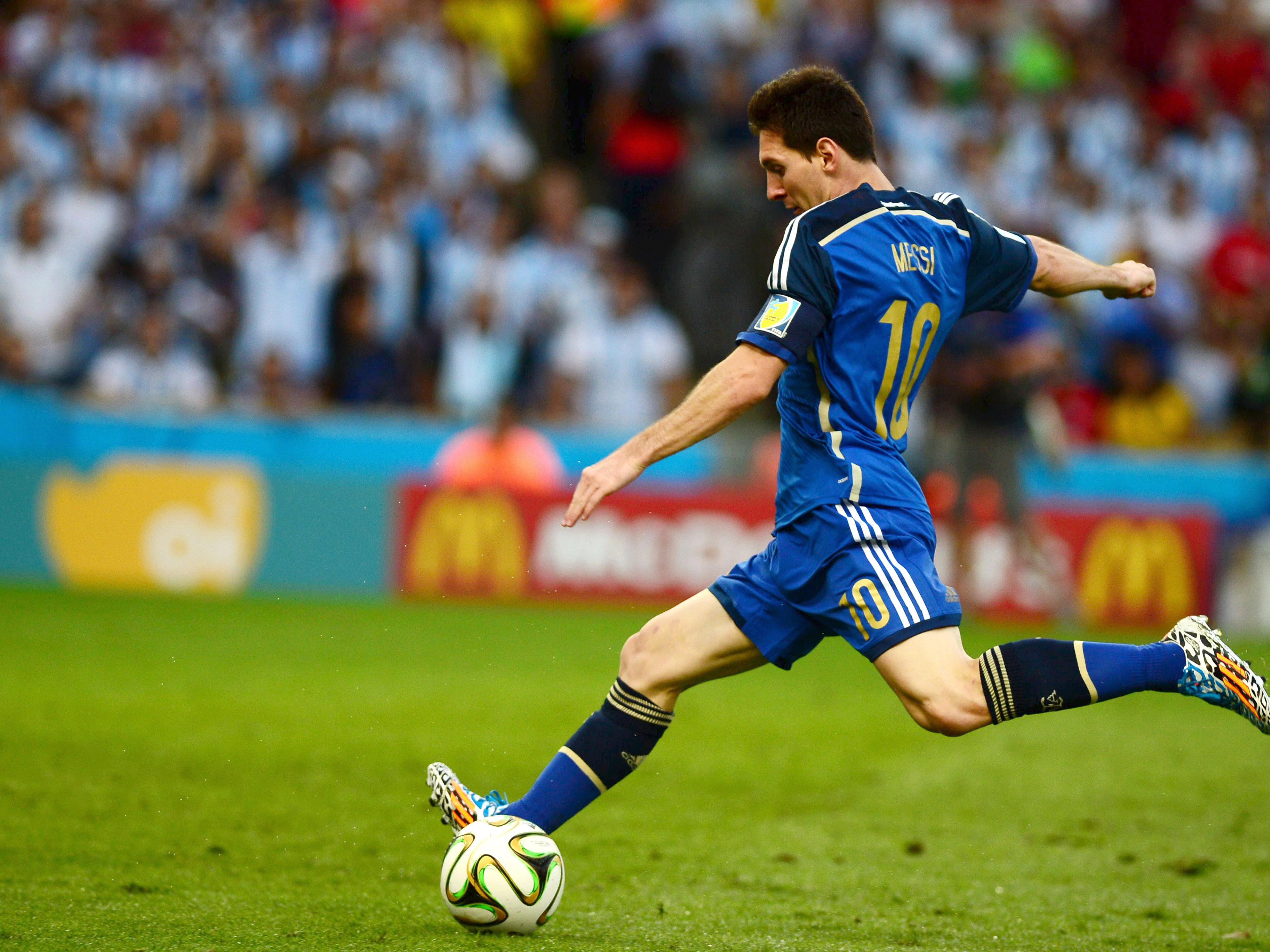
Lionel Messi a 2014-es labdarúgó-világbajnokság döntőjén
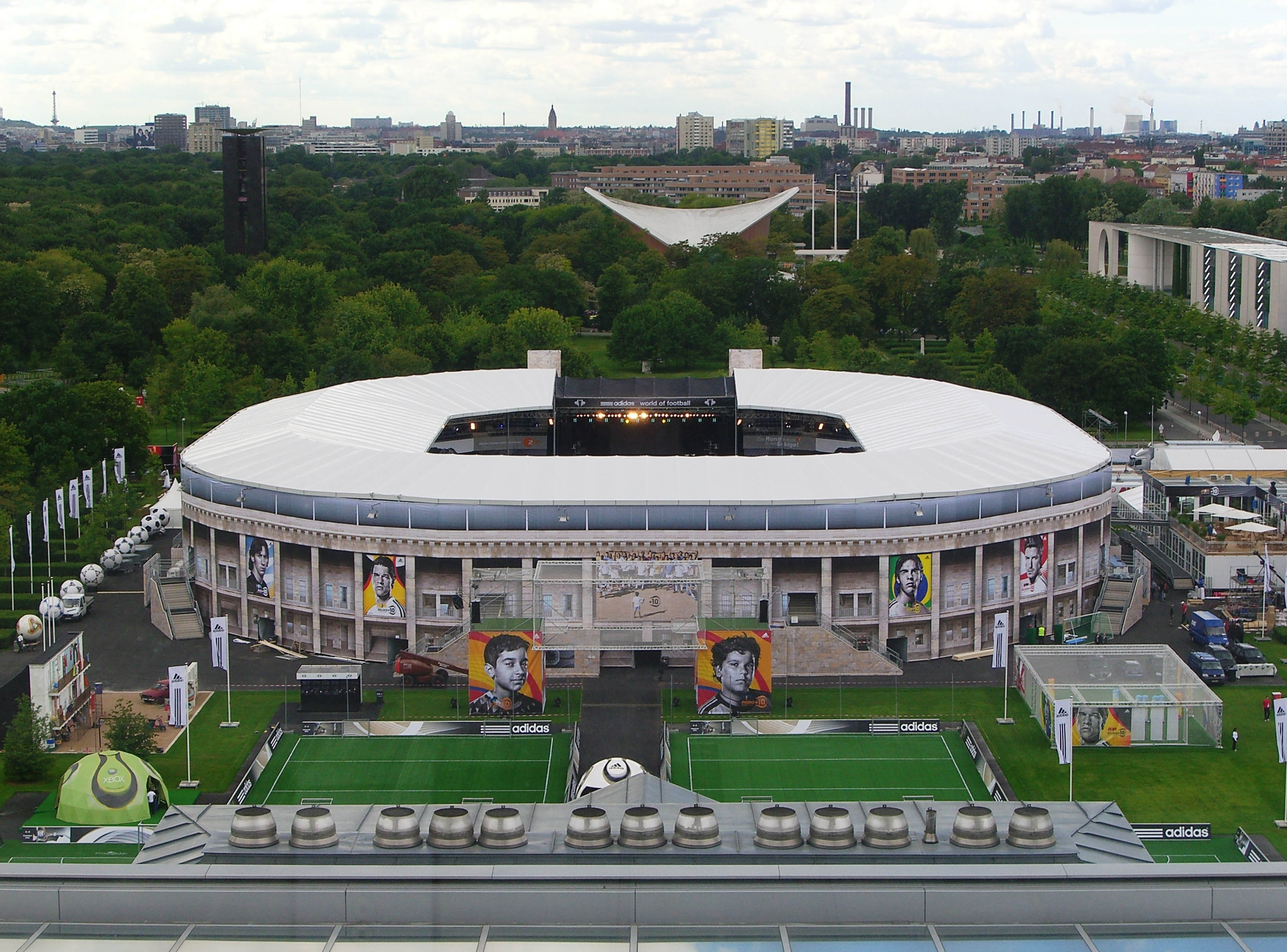
A 2006-os labdarúgó-világbajnokságra Berlinben megépített Adidas-Arena (Adidas World of Football)

Labdák

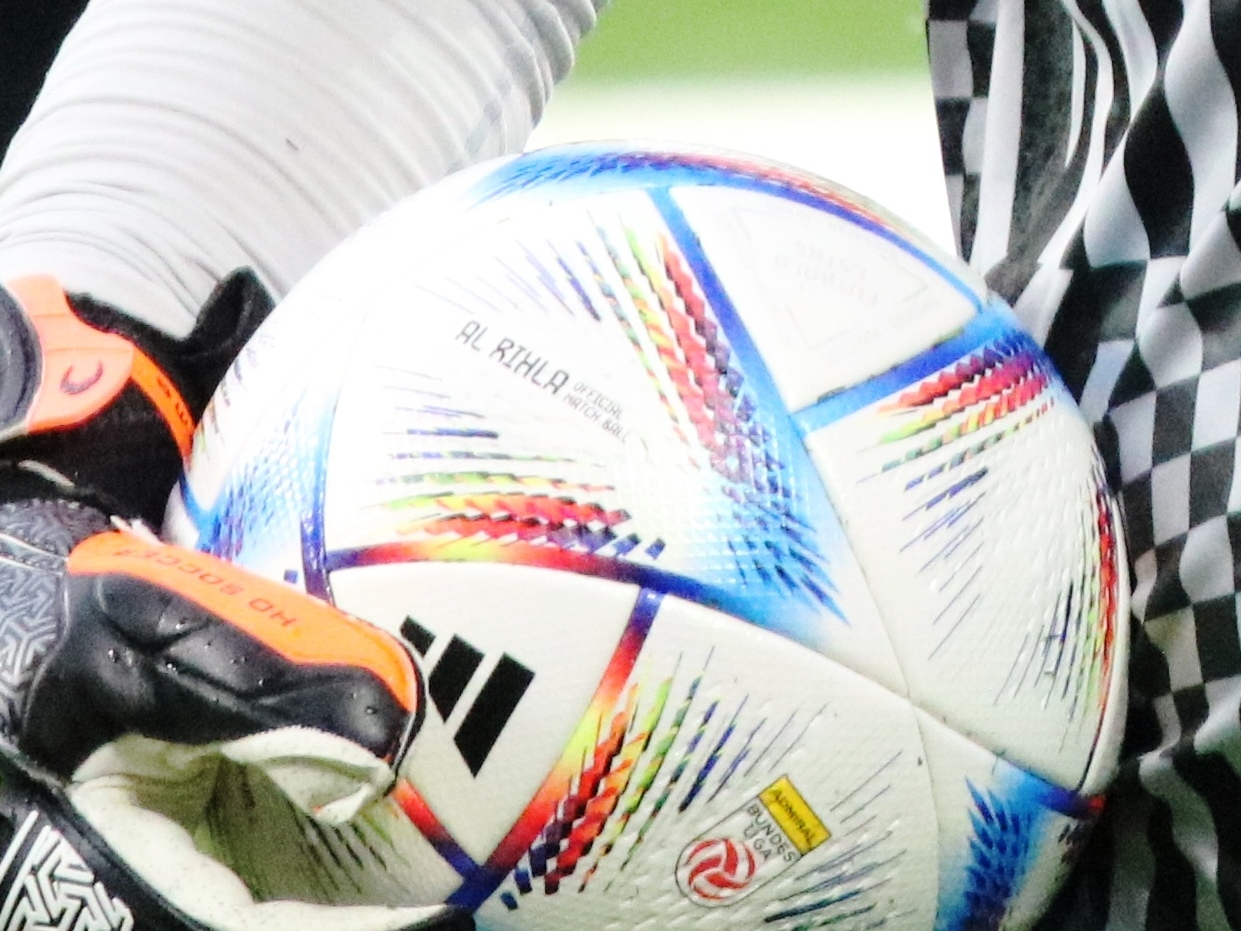
A 2022-es vb labdája, az Al-Rihla

A cég 1956 óta partnere a Nemzetközi Labdarúgó-szövetségnek (FIFA). A szervezet a világbajnokságokhoz 1970 óta speciális tervezésű labdák elkészítésére ad megbízást, melyeket azóta mindig az Adidas szállított és az Adidas Telstar volt az első világbajnoki labdája, melyet az 1970-es vb-n használtak Mexikóban. A labdák rendre saját nevet kapnak, mint:
Telstar Durlast, Tango Durlast, Etrusco Unico, Adidas Tricolore, Adidas Finale, Questra, Terrestra Silverstream, Fevernova, +Teamgeist, Europass, wawa aba, Tango 12, Roteiro, Jabulani, Speedcell, Torfabrik, Brazuca, Beau Jeu stb.
Az 1986-os vb-re készített Azteca México volt az első szintetikus anyagokból készült labda.
A 2006-os Németországban rendezett vb labdája a Teamgeist volt, ami jóval messzebbre tudott szállni az elődeinél, és ennek köszönhetően gyakoribbak lettek a nagy távolságból elért gólok. A kapusok tetszését kevésbé nyerte el az új játékszer, mivel kiszámíthatatlan volt a mozgása és jelentős kitérésekre volt képes.
Az Adidas a 2010-es vb-re a Jabulani névre keresztelt labdával állt elő, amit a Loughborough Egyetem a Bayern Münchennel együttműködve tervezett meg és fejlesztett ki. Az ezt követő brazil vb labdája volt az első, melynek a szurkolók adtak nevet (Brazuca).
2022-ben már zsinórban 14. alkalommal szállította az Adidas a vb-re a hivatalos meccslabdákat, mely ezúttal az Al-Rihla (arabul: „utazás” avagy „útleírás”) nevet kapta. A labda újdonsága volt, hogy a középpontjában elhelyezett chip révén pontosan le lehetett követni a mozgását a videóasszisztenseknek a VAR-szobában. A torna elődöntőin, a bronzmeccsen és a döntőn a labda egy másik változatával játszottak, mely az Al-Hilm („az álom”) nevet kapta. Ez teljesen megegyezett az addig használt változattal, mindössze a megjelenésében tért el attól.
Az Adidas a UEFA-bajnokok ligája egyik főszponzora és az Adidas Finale a torna hivatalos labdája.

Nemzetközi tornák labdái
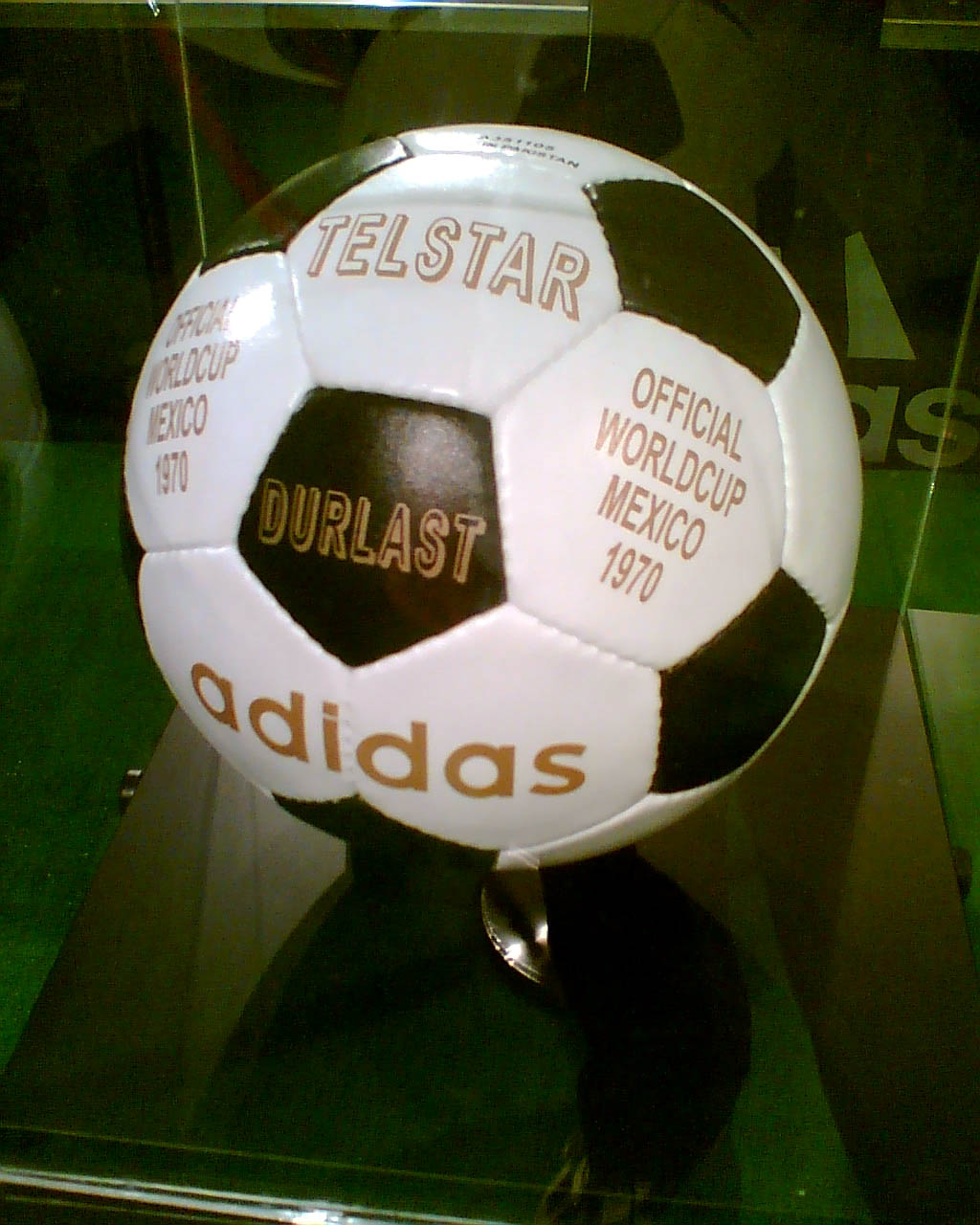
A Telstar Durlast volt az Adidas első vb-labdája 1970-ből
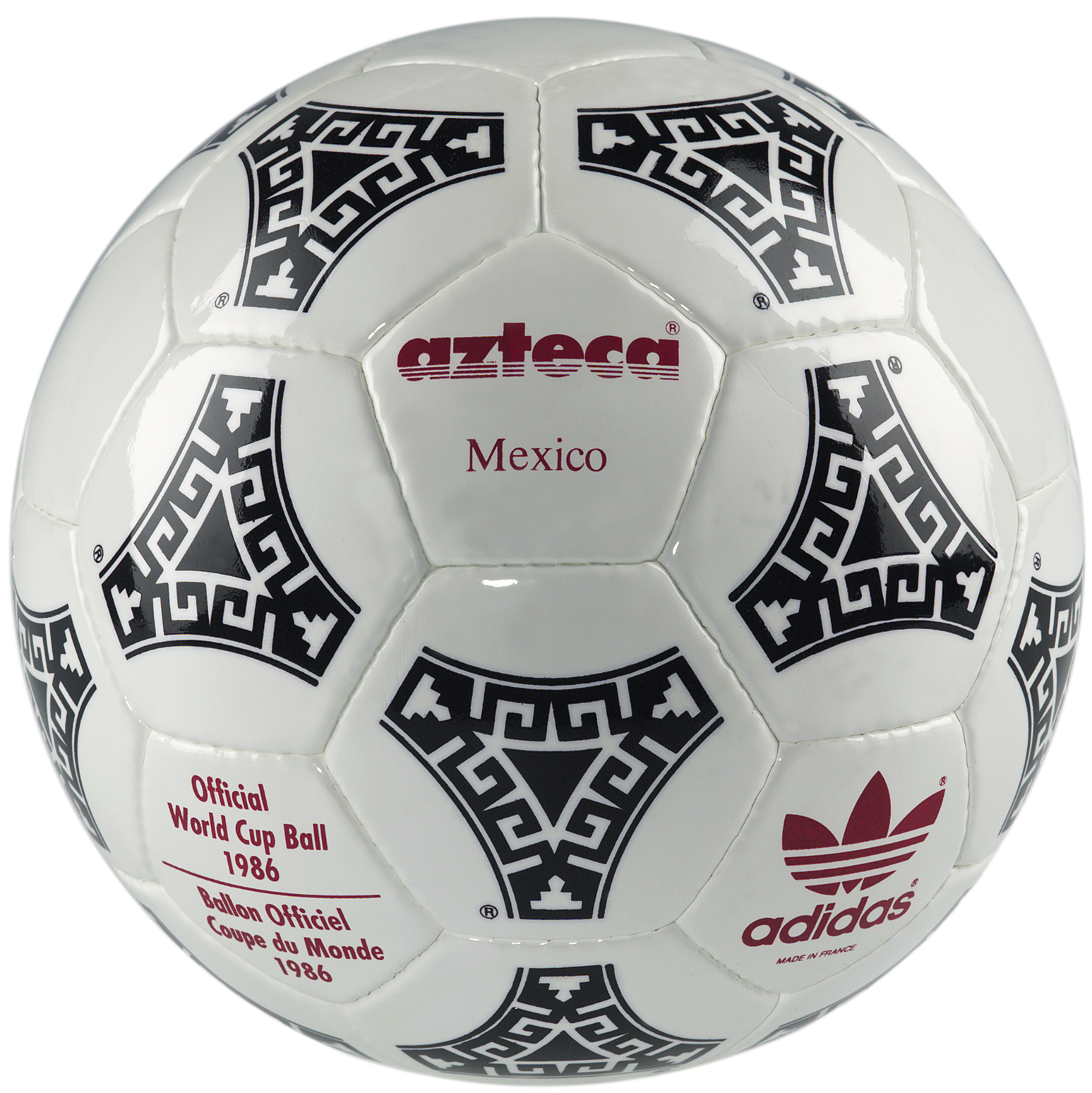
Az Azteca México, az első szintetikus anyagokból készült világbajnoki labda
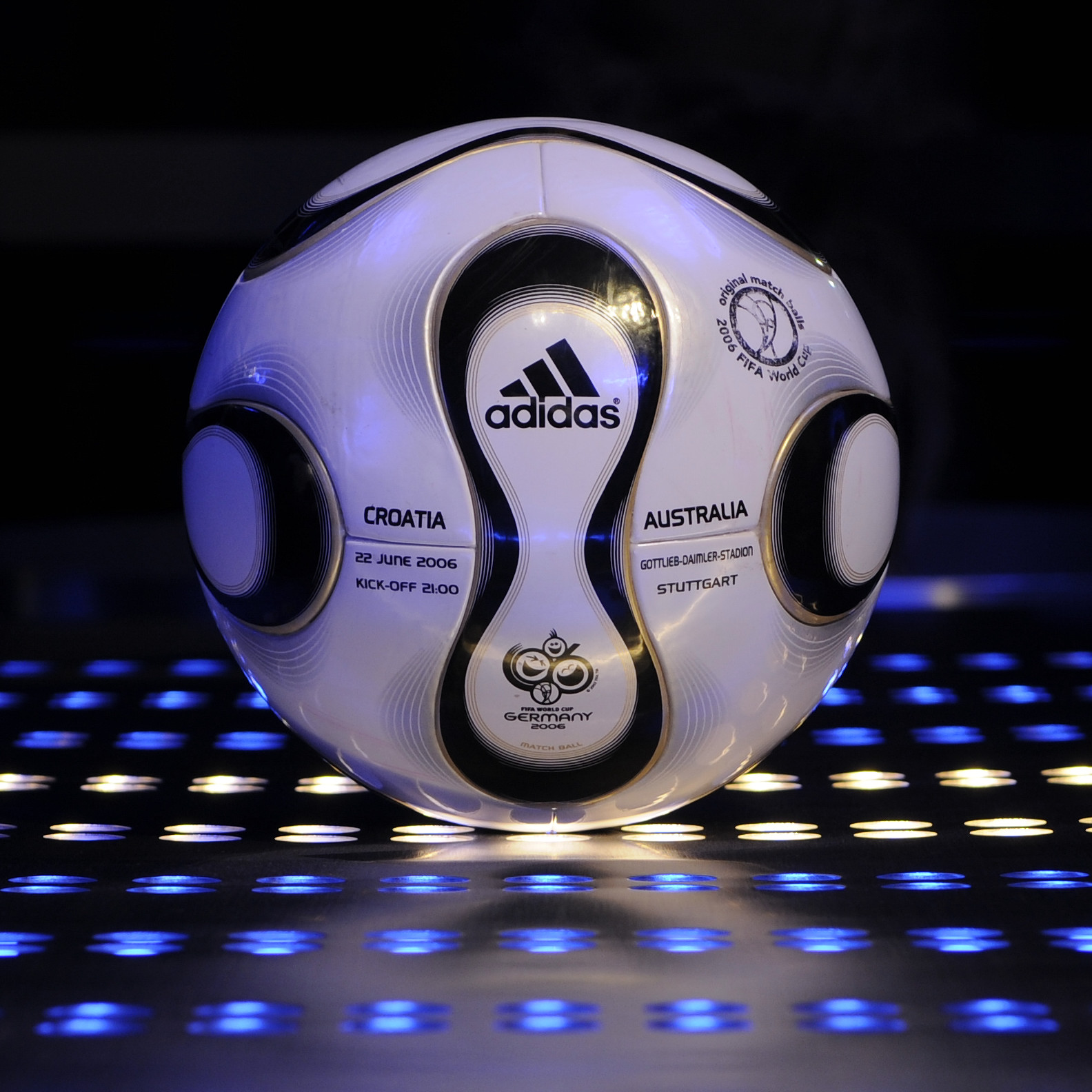
A 2006-os vb labdája, a Teamgeist
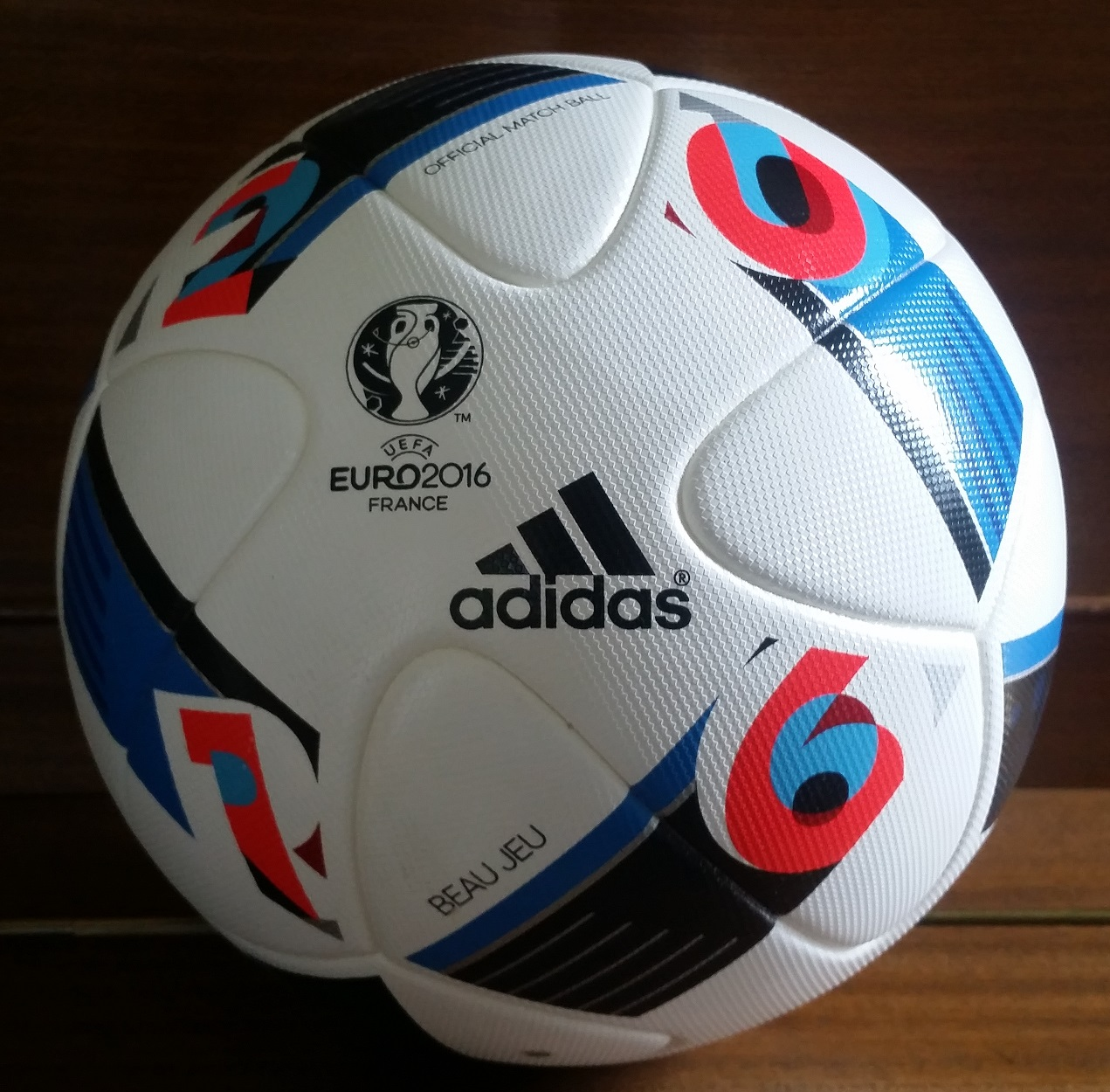
A 2016-os EB labdája, a Beau Jeu („Szép Játék”)
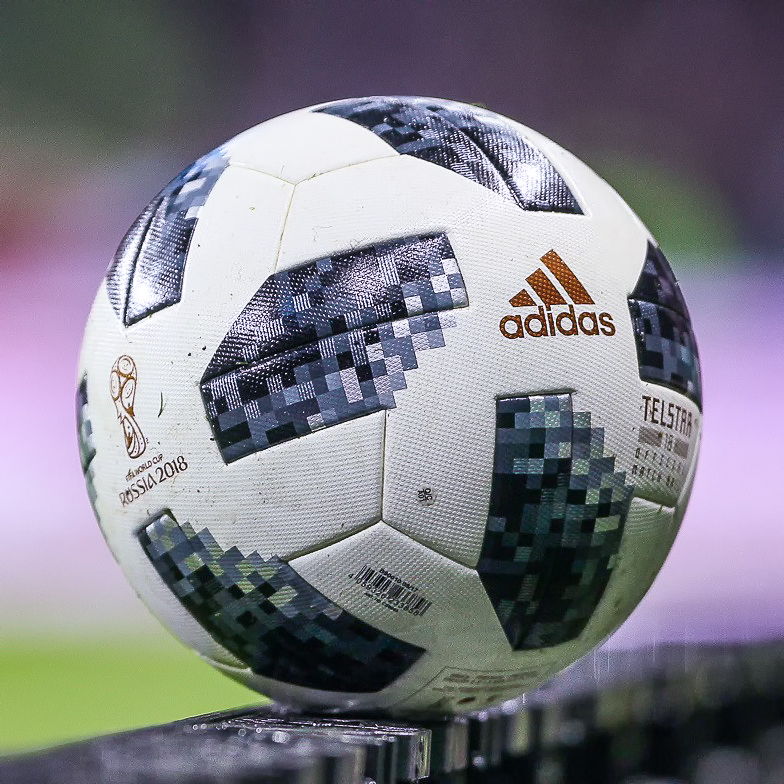
Az Adidas Telstar 18 a 2018-as VB-ről
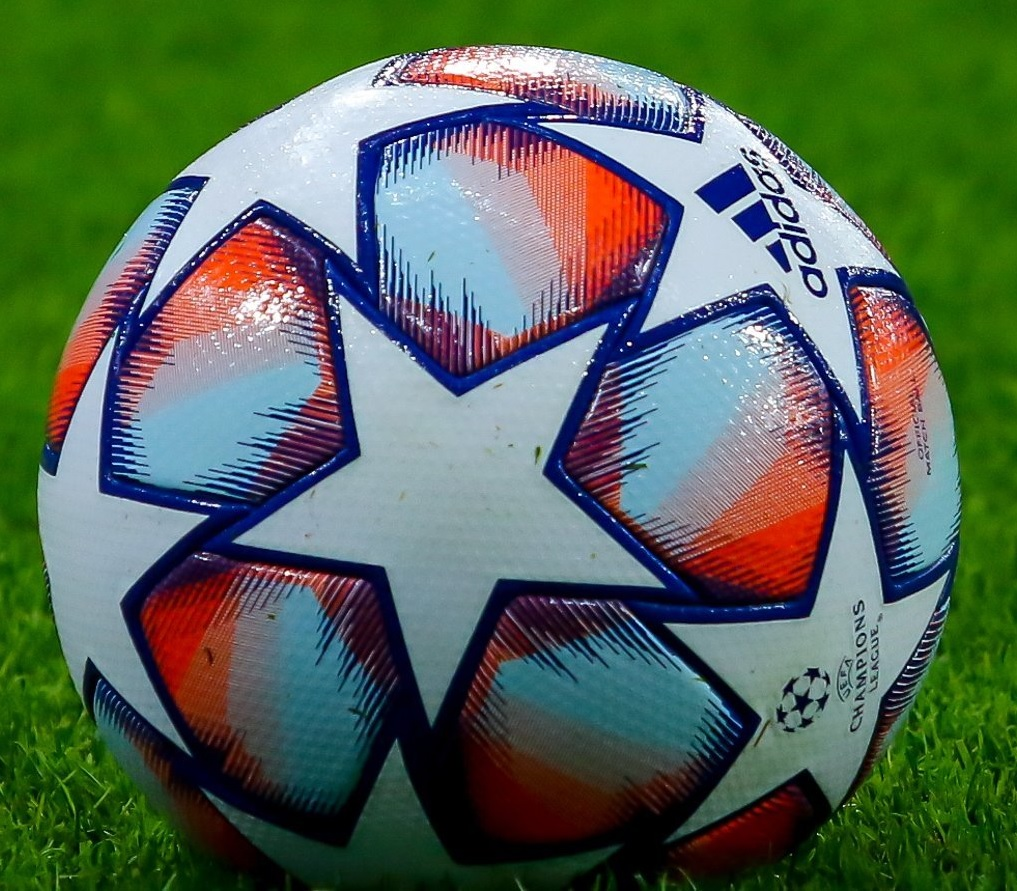
A 2020-21-es szezon Adidas Finale labdája a Bajnokok Ligájában

### Tenisz

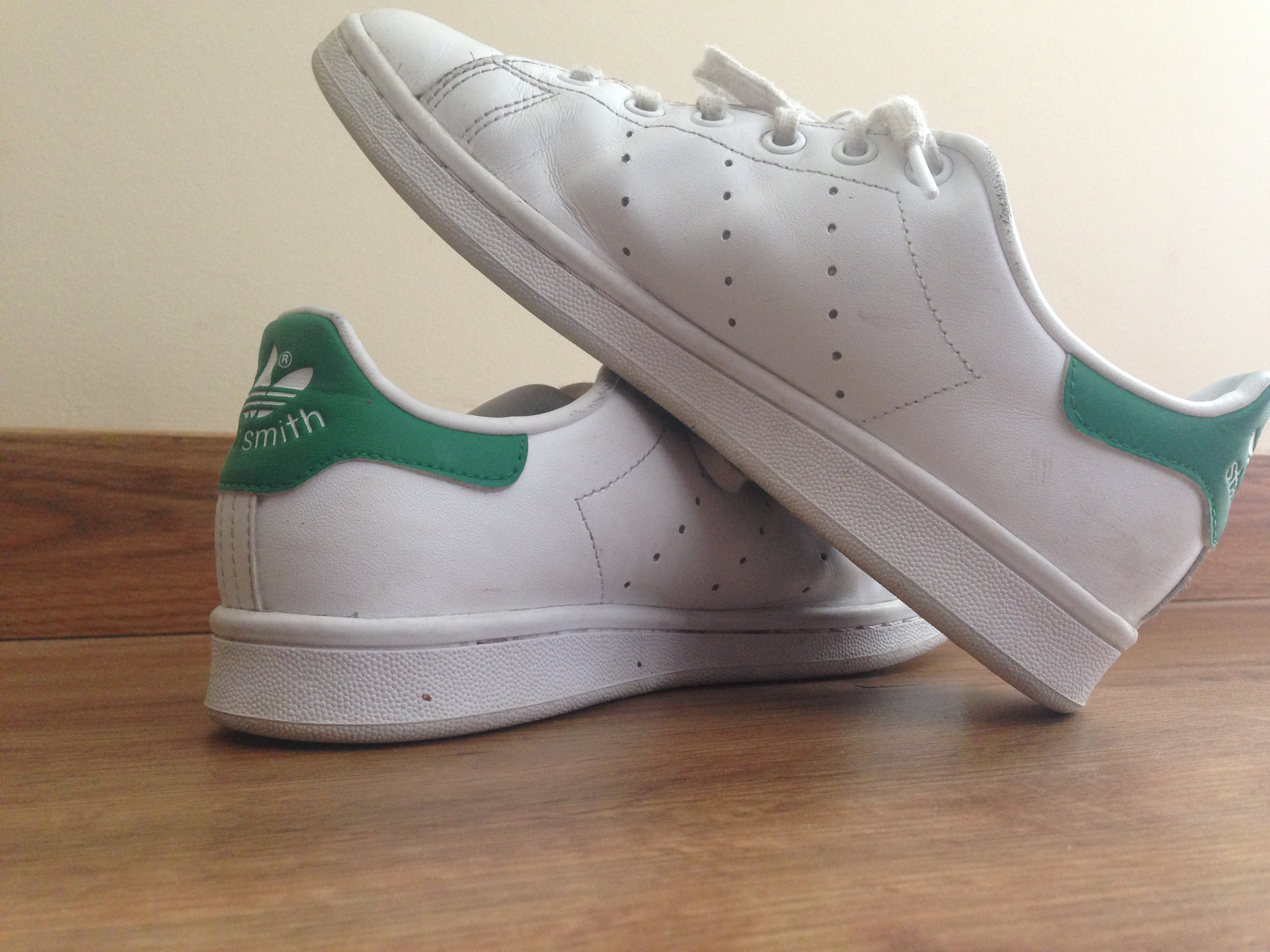
Az ikonikus Adidas Stan Smith teniszcipő

Az Adidas az 1960-as évek közepe óta gyárt teniszfeleszereléseket és azóta számos sztárjátékost szponzorált, köztük a professzionális tenisz kezdetének két legdominánsabb férfi teniszezőjét, Stan Smith-t és Ilie Nastase-t. Az 1980-as években nem pusztán biztosították a ruházatot és a lábbelit a két világelső férfi teniszezőnek, Ivan Lendlnek és Stefan Edbergnek valamint a női világelső Steffi Grafnak, hanem mindegyikük számára külön színvilágú felszerelést készítettek, amit aztán a piacon is elérhetővé tettek a nagyközönség számára. Ivan Lendl a karrierje során számos Adidas teniszütővel játszott és főként a legendás Adidas GTX-Pro, majd később az Adidas GTX Pro-T modelleket használta. 2009-ben a vállalat egy új teniszütő-szériát mutatott be. Míg a Feather a „normál játékosok” és a Response a „klub játékosok” számára készült, addig a Barricade tour modell a versenysorozatokon részt vevő „torna játékosok” részére lett kifejlesztve.

### Kosárlabda
Az Adidas Superstar és Pro Model cipői, melyeket az erős gumiból készült orruk bordázata miatt shelltoe-nak („kagylóujjas”) is szoktak nevezni, a játékosok mellett egyes edzők is népszerűsítettek, mint például John Wooden. Az Adidas az 1970-es évek közepére a Converse szintjére emelkedett az amerikai kosárlabdában, mielőtt a 80-as évek elején megelőzte őket a Nike. Ezt követően az Adidas Superstar a hip-hop kultúrába is betört a cég oldalt hosszú három sávval díszített poliészter ruházataival együtt.[forrás?]
2006 és 2017 között az Adidas volt az NBA mind a 30 csapatának a mezszállítója leváltva a Reebokot annak megvásárlása után. Az Adidast a 2016-17-es szezon után a Nike váltotta általános beszállítóként.

### Futás

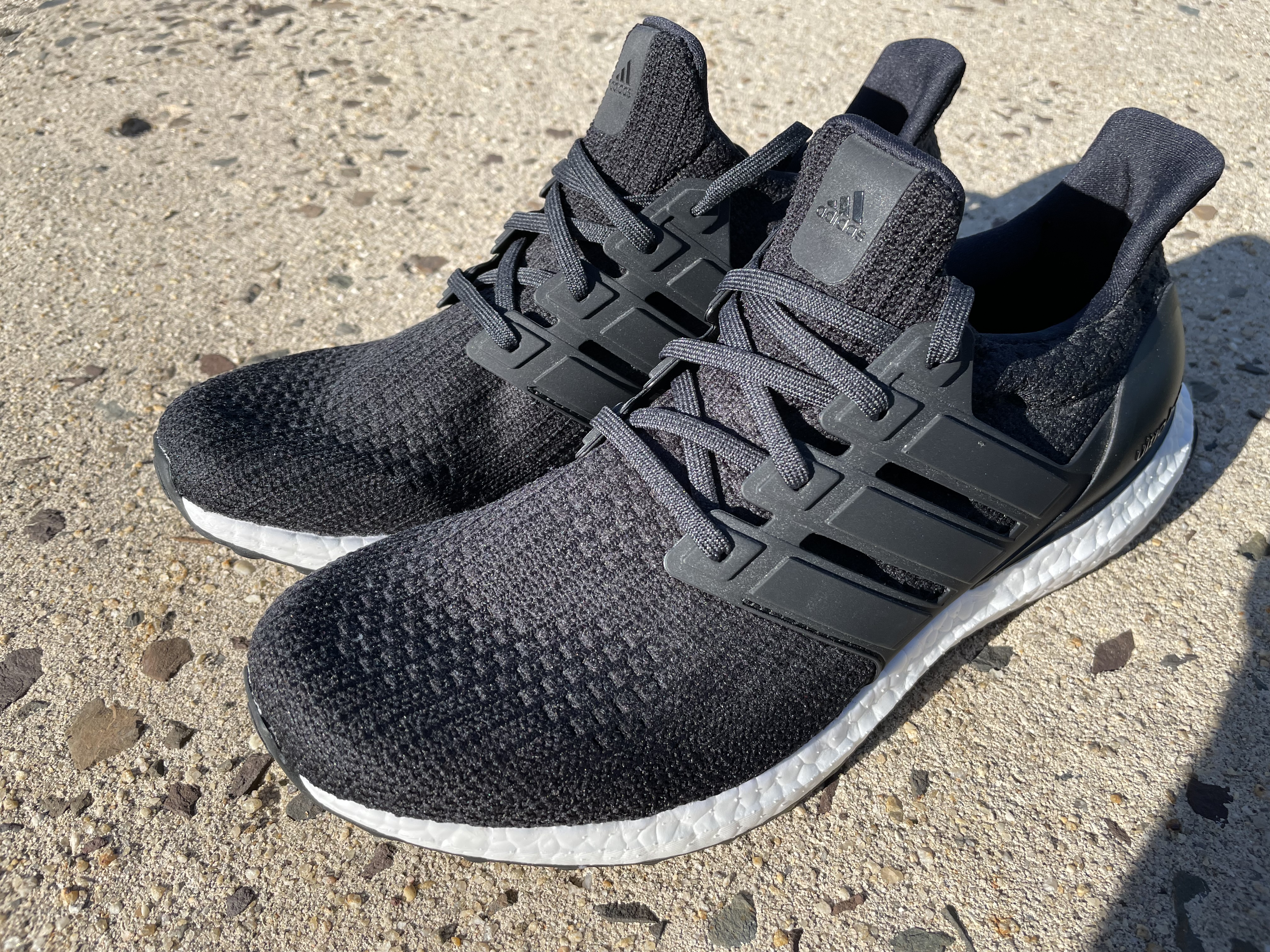
Adidas Ultraboost 4.0 futócipő 2017-ből

Az összes sportszergyártó által az alap futócipőkhöz használt tisztán EVA-középtalpakon túl (a 2022-es állás szerint) az Adidas négy technológiát alkalmaz a középtalpakhoz: Lightstrike Pro, Boost, Repetitor, Lightstrike & Bounce. Az Adidas által Boost névvel használt anyagot a BASF fejlesztette ki és – miután a Puma elutasította az ajánlatot – felkereste vele az Adidast. Az Adidas Boost modell 2013-as megjelenésével adott új lendületet a futócipők fejlesztésének. Azóta újabb, hatékonyabb és könnyebb technológiák jelentek meg a piacon, de a csillapítás tekintetében sokan még mindig ezeket a cipőket (Adidas Ultraboost-sorozat) tartják a legkimagaslóbbnak.
A Boost-elemekkel rendelkező Supernova-modellek számítanak a médium futócipőnek az Adidastól, melyek minden szempontból (stabilitás, sebesség, kényelem) átlagosnak tekinthetők. A szinténide sorolható Ultraboost modellek középtalpa teljes egészében Boost anyagból áll, amitől nagyon magas szintű a párnázottsága, de a súlya is nagy ettől.
A stabilitást előtérbe helyező modellek közé tartoznak az Adistar, a Solarglide és a Solarboost sorozatok, illetve az extrém erős alátámasztást biztosító Solarglide 4 ST.
Az Adidas Adizero-sorozatba tartoznak a cég gyors futócipői. A gyors napi edzőcipőnek szánt Adizero SL-széria középtalpához a hagyományos EVA-nál sokkal könnyebb Lightstrike-habot használják. Az Adizero RC 4 és az Adios 6 modellek ennél gyorsabbaknak számítanak, de a 2017-től megjelent karbontalpú cipők jelentik a csúcskategóriát a versenycipők között, amik már vastagabb talprésszel rendelkeznek. Az Adizero Boston 10-nél a Lightstrike-habot Lightstrike Pro jelzésű anyaggal kombinálják, és a középtalpban karbontalppal rendelkezik (ebben az esetben: karbonrudak futnak benne hosszirányban), ami nagyobb lendületet biztosít elrugaszkodáskor. A két leggyorsabb változatok az Adizero Adios Pro- és a Takumi Sen-sorozatok. Előbbi vastag Lightstrike Pro középtalppal rendelkezik és bár nem számít a leggyorsabb és leghatékonyabb futócipőnek a piacon, mégis számos rekordot döntöttek meg benne profi versenyzők maratoni és félmaratoni távokon. A Takumi Sen ennek vékonyabb középtalppal rendelkező változata és ez számít a legkönnyebb, leggyorsabb Adidas-futócipőnek, de a kisebb csillapítás miatt nagyobb a sérülésveszély lehetősége is.
A sportszergyártó egy újabb hosszútávokra szánt cipője az Adizero Prime X, ami 50 mm vastag középtalppal rendelkezik, benne két réteg karbontalppal (a felső réteg öt karbonrúd, az alsó réteg három karbonlemez) a hatékonyság növelése érdekében. A Nemzetközi Atlétikai Szövetség nem engedélyezi ennek a cipőnek a használatát hivatalos versenyeken a túl magas középtalpa miatt, ami miatt túlzottan nagy a sérülésveszély az ezt a modellt használó futóknál.
Az újabb futócipőin az Adidas a Continental AG gumiabroncsgyártóval közösen kifejlesztett futótalpat használ, melyet a legjobb tapadást biztosítónak tartanak a piacon.
A médium futócipők közé sorolható a 3D nyomtatással készített középtalpú 4D FWD (4D Forward) futócipő, mely rácsos-üreges szerkezetének köszönhetően a talajra érkezéskor lefelé irányuló energiát előre való mozgássá képes átalakítani, ellenben viszonylag nehéz cipőnek számít és nem rendelkezik ruganyossággal, ami miatt a technika még nem tudott betörni a professzionális futók körébe.
2016 novemberében az Adidas előállt egy sportcipővel, melyet óceánból kihalászott műanyagból (ocean plastic) készítettek a német AMSilk biotechnológiai vállalattal együttműködve. Az Adidas Futurecraft Biofabric modellt egy „BioSteel” („bioacél”) nevű anyagból készítették, ami 15%-kal könnyebb mint a hagyományos selyemrostok és 100%-ban lebomló. Csak akkor indul bomlásnak, ha nagy koncentrációjú emésztő enzim proteinázzal érintkezik, ami természetben előforduló anyag. Amint ez megtörténik, a cipő 36 óra alatt lebomlik. A cipő soha nem került kereskedelmi forgalomba.

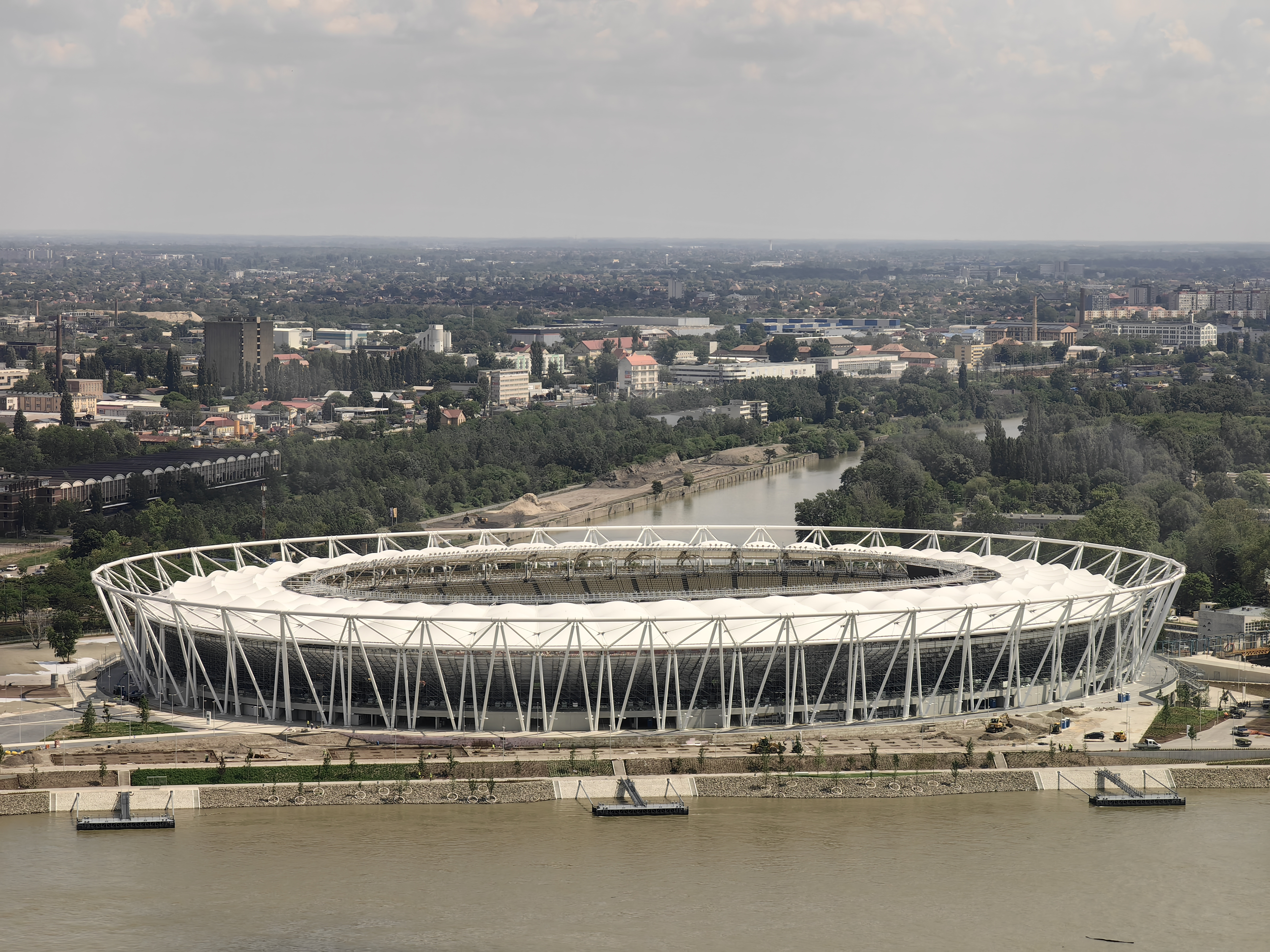
A 2023-as atlétikai világbajnokságnak otthont adó Nemzeti Atlétikai Központ Budapesten

A Budapest által rendezett 2023-as atlétikai világbajnokság 100 méteres síkfutás férfi döntőjének győztese, az amerikai Noah Lyles az Adidas szeges cipőiben versenyzett. Ugyancsak Adidas cipőkben szerezte aranyérmét a 110 méteres gátfutás győztese, a szintén amerikai Grant Holloway.
2023. szeptember 24-én a Berlin Marathonon az etióp Tigist Assefa 2:11:52 óra alatt ért célba az Adidas Adizero Adios Pro Evo 1 futócipőjében, így több mint két perccel megjavította a női maratonfutás világcsúcsát. A vállalat két nappal később dobta piacra a "szupercipőt" 500 dolláros bevezető áron. Az új rekord kapcsán tovább folytatódik a vita arról, hogy az ütéscsillapító habot és szénszálas lemezt tartalmazó "szupercipők" mennyiben járulnak hozzá az újabb atlétikai eredményekhez.

### Baseball
Az Adidas szponzorált és baseball-felszerelésekkel látott el számos az amerikai MLB és a japán NPB bajnokságokban szereplő csapatokat. Az Adidas felszereléseit a Dick’s Sporting Goods gyártotta le licencszerződés keretében. 1997 és 2008 között az Adidas volt a beszállítója a New York Yankees csapatának.

### Krikett

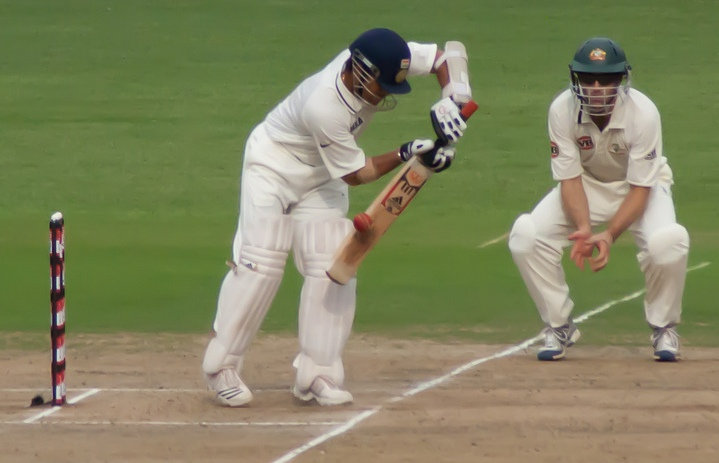
Szacsin Tendulkar Adidas ütővel

Az Adidas az 1970-es évek közepétől gyárt kriketthez való lábbeliket első sorban az ausztrál piacra szánva őket. A cipőik radikális változtatást jelentettek az eddigi hagyományos bőrcipőkhöz képest, melyek alig változtak az évtizedek alatt. A Adidas cipői könnyebbek és hajlékonyabbak voltak, de emiatt kevésbé védték a lábujjakat, és nem ritkán előfordult, hogy az ütőjátékosok fél lábon ugráltak a fájdalomtól, ha egy labda eltalálta őket e kényes ponton. 2006-ban a cég az ütők gyártásába is beszállt és 2008-ra a Pellara, Incurza, Libro és M-Blaster modelleket fejlesztette ki.
Az 1990-es években az Adidas leszerződött a szupersztárnak számító Szacsin Tendulkar indiai ütőjátékossal és cipőket készített a számára. A 2008-as visszavonulásáig szállította Tendulkar számára az ütőket és egy új modellt fejlesztett ki számára 'Adidas MasterBlast Elite' névvel.
2008-ban az angol krikettbe szállt be és egyből szponzora lett Kevin Pietersennek, miután annak élethosszig tartó egyezsége megszűnt a Woodwormmal a pénzügyi nehézségek miatt. A következő évben Ian Bellt, a pakisztáni ütőjátékost, Salman Buttot és az indiai Ravindra Jadeját szerződtették le.
Az Indian Premier League-ban (IPL) a Mumbai Indians csapatát szponzorálta 2008 és 2014 között, valamint a Delhi Daredevils-t 2008 és 2013 között. 2011-12-ben a Pune Warriors India csapatát szponzorálták, de ezt a csapatot a szövetség kizárta anyagi gondjaik miatt. 2015-ben a Royal Challengers Bangalore-t szponzorálták.

### Jégkorong
A Reebokot váltva az Adidas látja el felszereléssel az NHL-t a 2017-18-as szezontól a 2023-24-es szezon végéig.

### Lacrosse
2007-ben az Adidas bejelentette, hogy felszereléseket fog szállítani a lacrosse sportágnak és az Egyesült Államokban 2008 júliusában a Adidas National Lacrosse Classic névvel tornát szervezett a legjobb 600 elsőéves játékos számára. A vállalat saját márkát indított "Adidas Lacrosse" névvel és botokat, kesztyűket, védőfelszereléseket és cipőket gyárt a sporthoz.

### Gördeszkázás
Az Adidas Skateboarding gördeszkázáshoz használható cipőket állít elő, amihez korábbi modelleket is átterveznek erre a célra. Ismert gördeszkások által tervezett és aláírásokkal ellátott modelleket is piacra dobtak a „… by adidas” széria részeként.

### Kabaddi
Az Adidas beszállt a kabaddiba, egy fogócskaszerű csapatjátékba, ami ugyan még nem számít olimpiai sportnak, de nagy népszerűségnek örvend az Indiai szubkontinens és a Távol-Kelet országaiban. 2014-ben Pro Kabaddi League indulásával viharos gyorsasággal meghódította a régiót. 2015-ben az Adidas a mumbai-i U Mumba csapat szponzora lett.

### Olimpiai játékok
Az Adidas (az) „olimpiai márkaként” definiálja magát. A Londonban megrendezett 2012. évi nyári olimpiai játékok és a paralimpiai játékok hivatalos sportruházati partnere volt, ami legnagyobb beruházás volt az Adidas részéről egyetlen sportrendezvényt illetően az Egyesült Királyságban. A beruházás érintette az atléták és az önkéntesek felszerelését, az értékesítési licencdíjakat, valamint az esemény előtti marketingtevékenységeket. A cég összesen több mint 70 000 önkéntes segítőt szerelt fel.
A Koreában megrendezett 2018. évi téli olimpiai játékokra az Adidas volt a német küldöttség díjmentes felszerelője. Ezt megelőzően egészen 1936 óta minden egyes téli olimpián a Bogner volt a német csapat beszállítója.
Az olimpiai játékok és labdarúgótornák mellett szponzorált sportrendezvények:
- Adidas Grand Prix, atlétikai verseny, New York (2016-ig)
- Adidas Track Classic, Carson (Kalifornia), 2005 óta
- adidas Sickline Extreme Kayak World Championship, Ötz-völgy, 2007 óta
- Adidas Rockstars, falmászóverseny, Porsche-Arena, 2011 óta
- ATP Toulouse két utolsó rendezvénye (Adidas Open de Toulouse 2000)
- Sydney International ATP torna, 1998 és 2004 között, NSW Tennis Centre, (Adidas International 1998 – Adidas International 2004)

Képgaléria
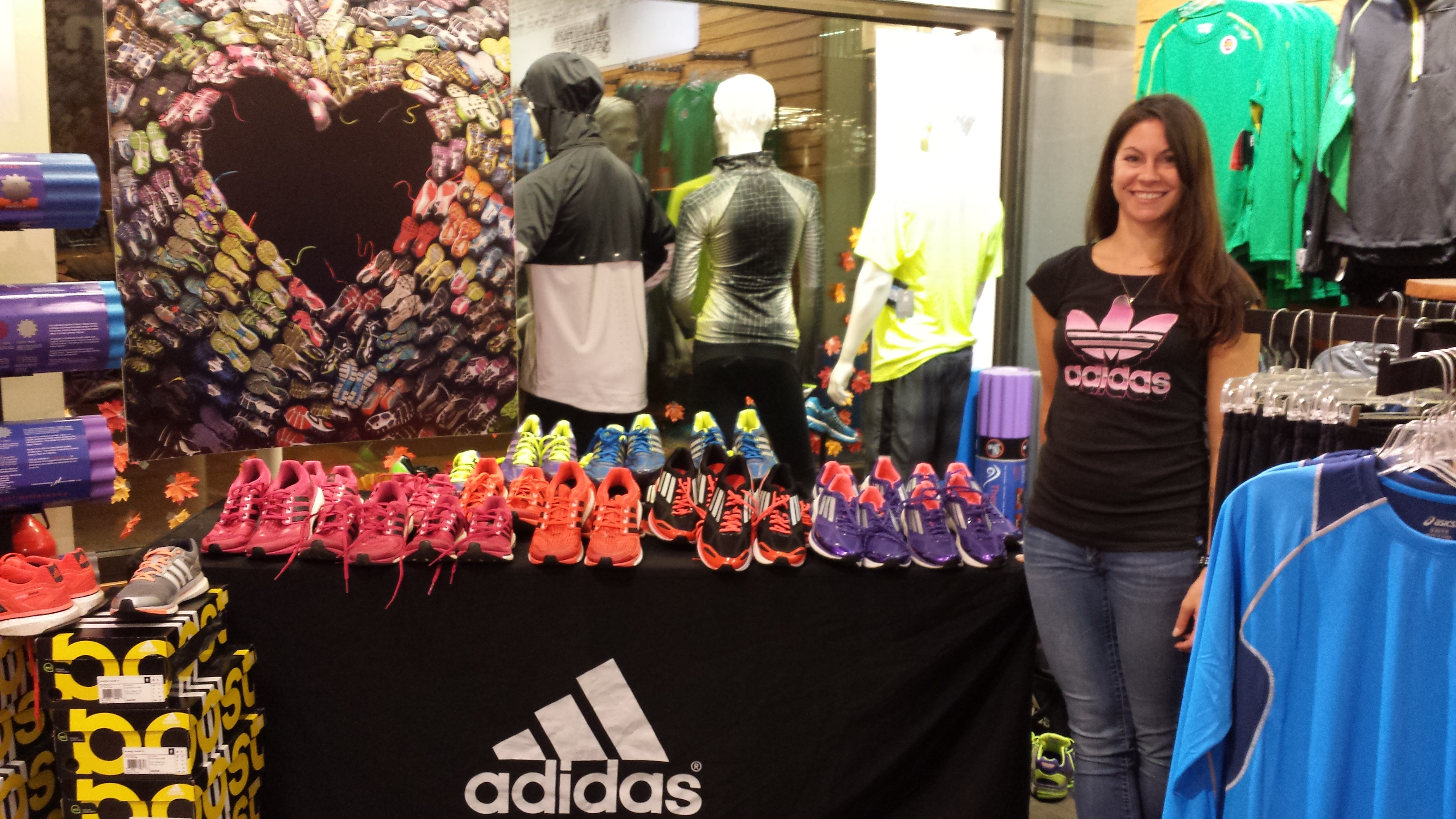
Adidas futócipő-bemutató Bostonban (2013)
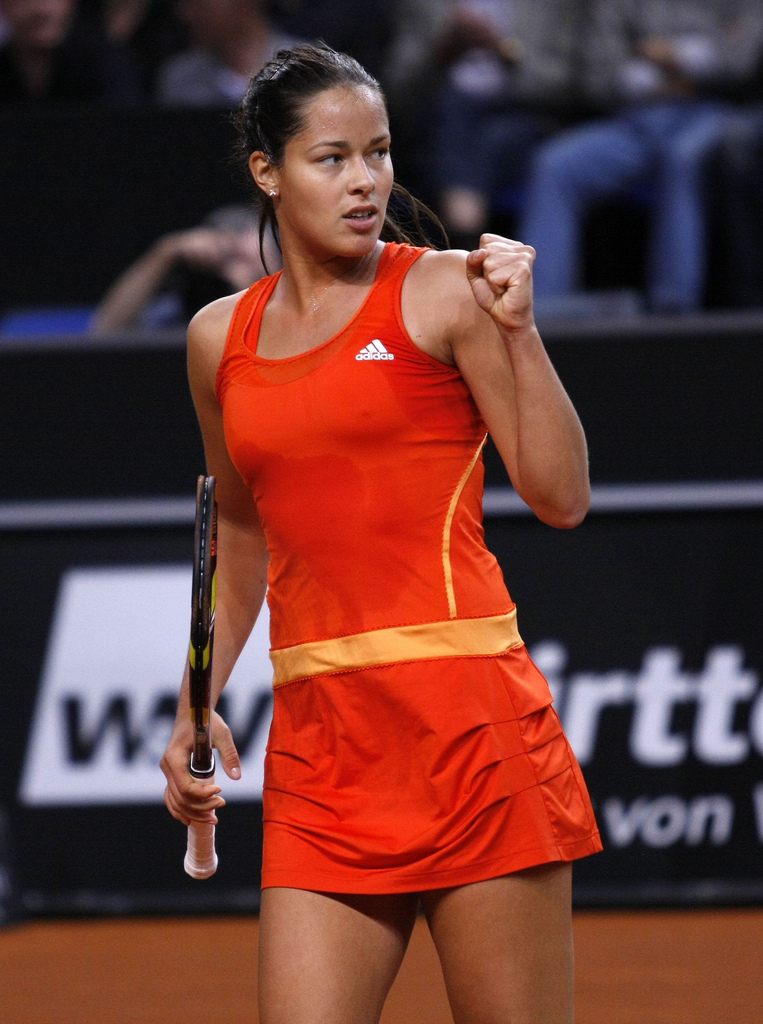
Ana Ivanović 2010-ben
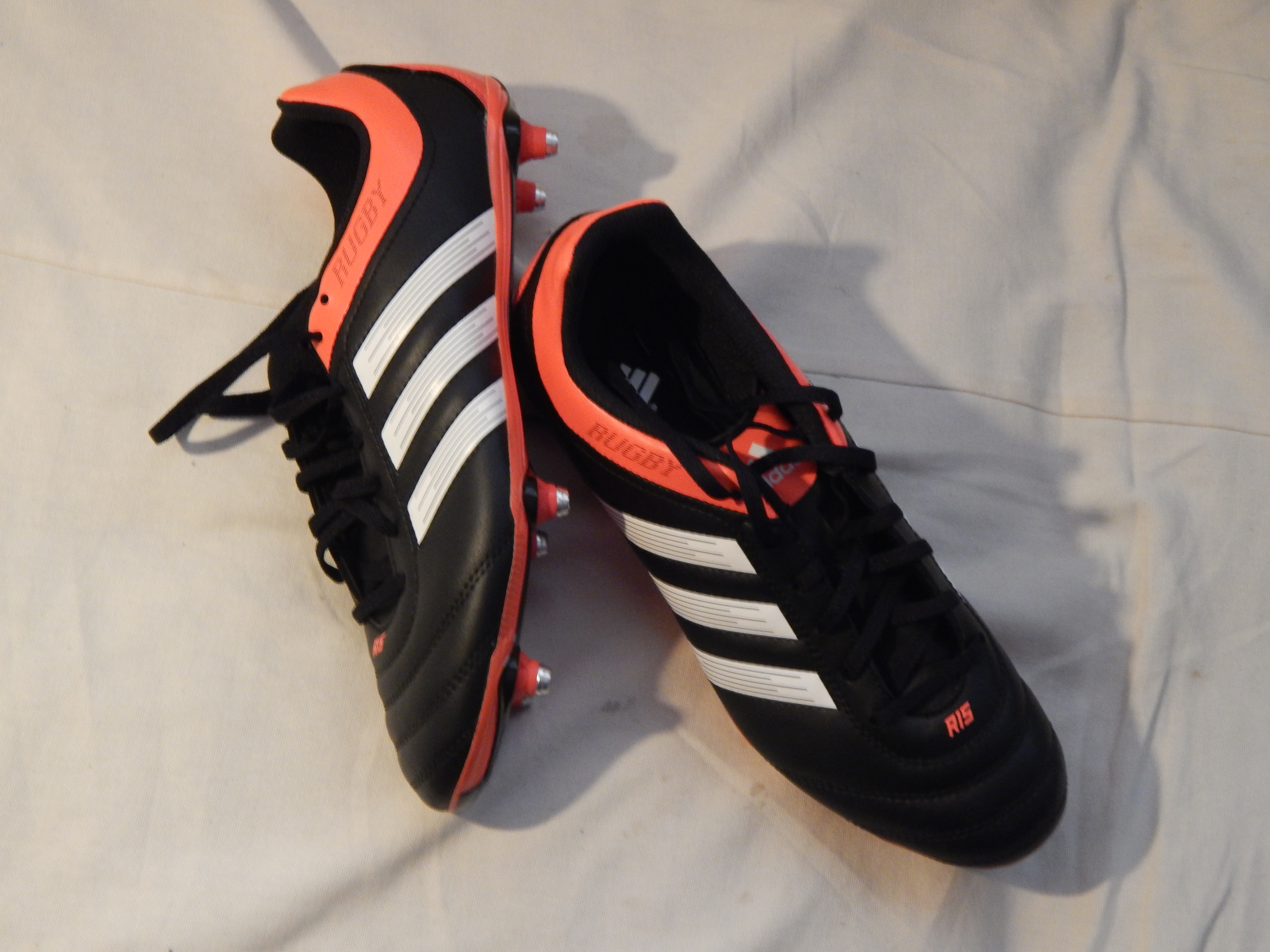
R15 TRX rugby-cipő
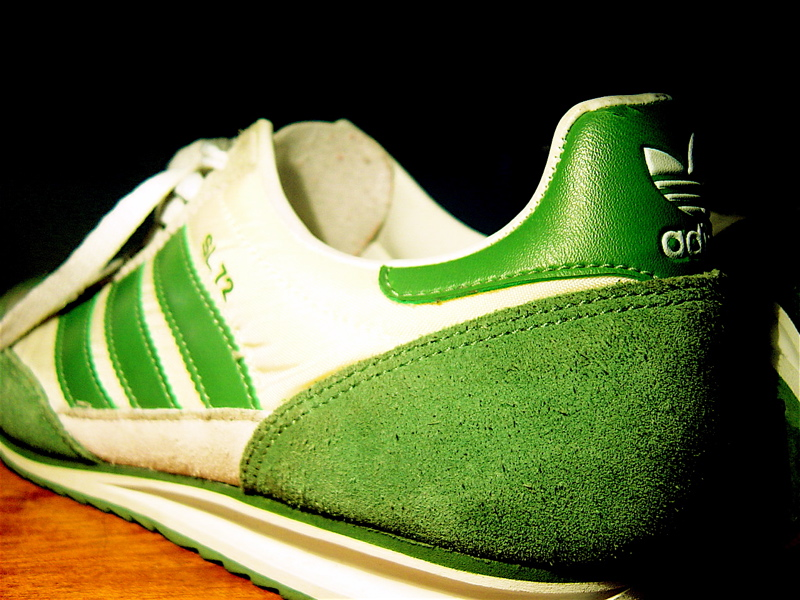
SL72 edzőcipő
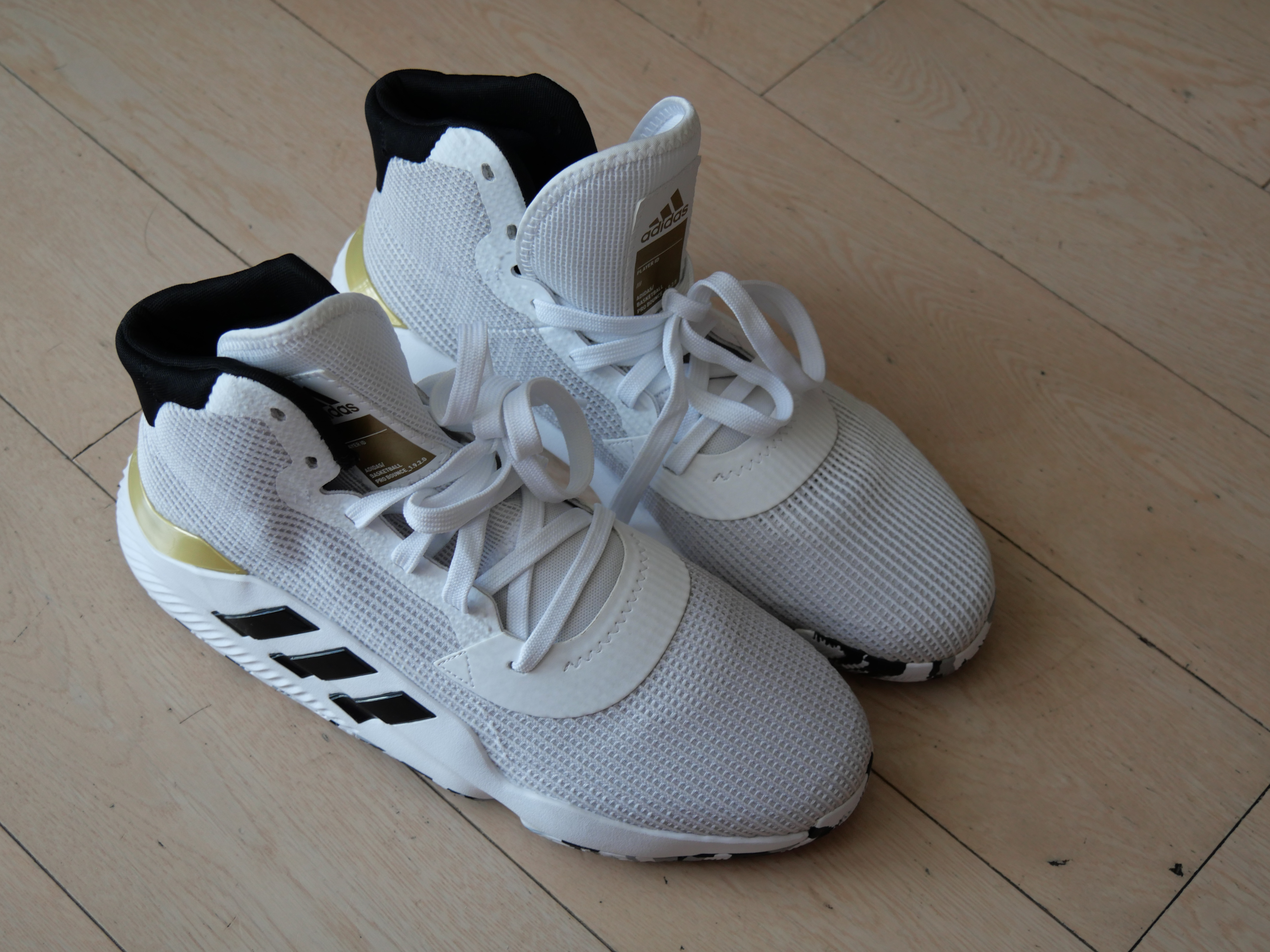
Kosárlabdacipők
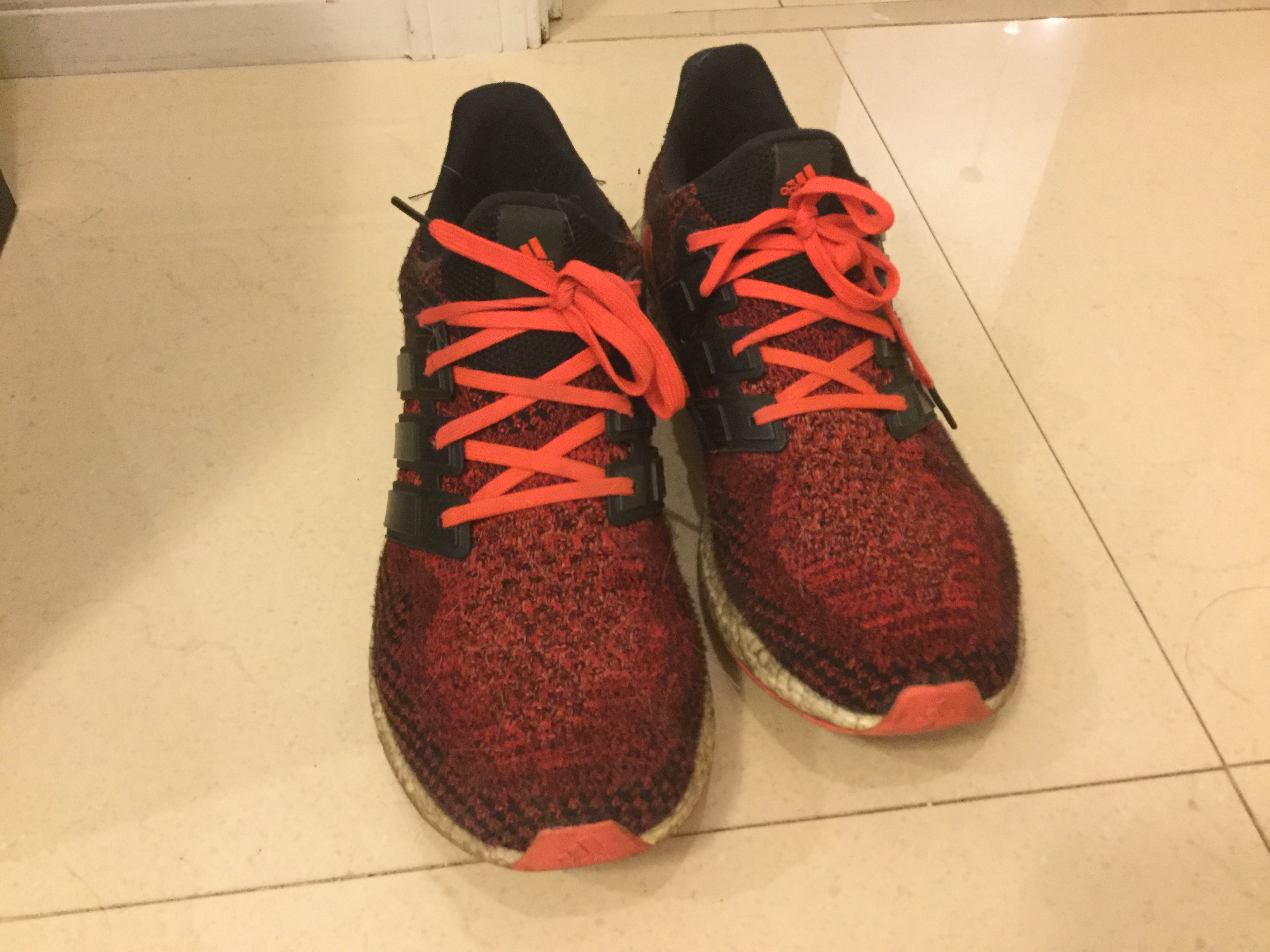
2015-ös Ultraboost modell
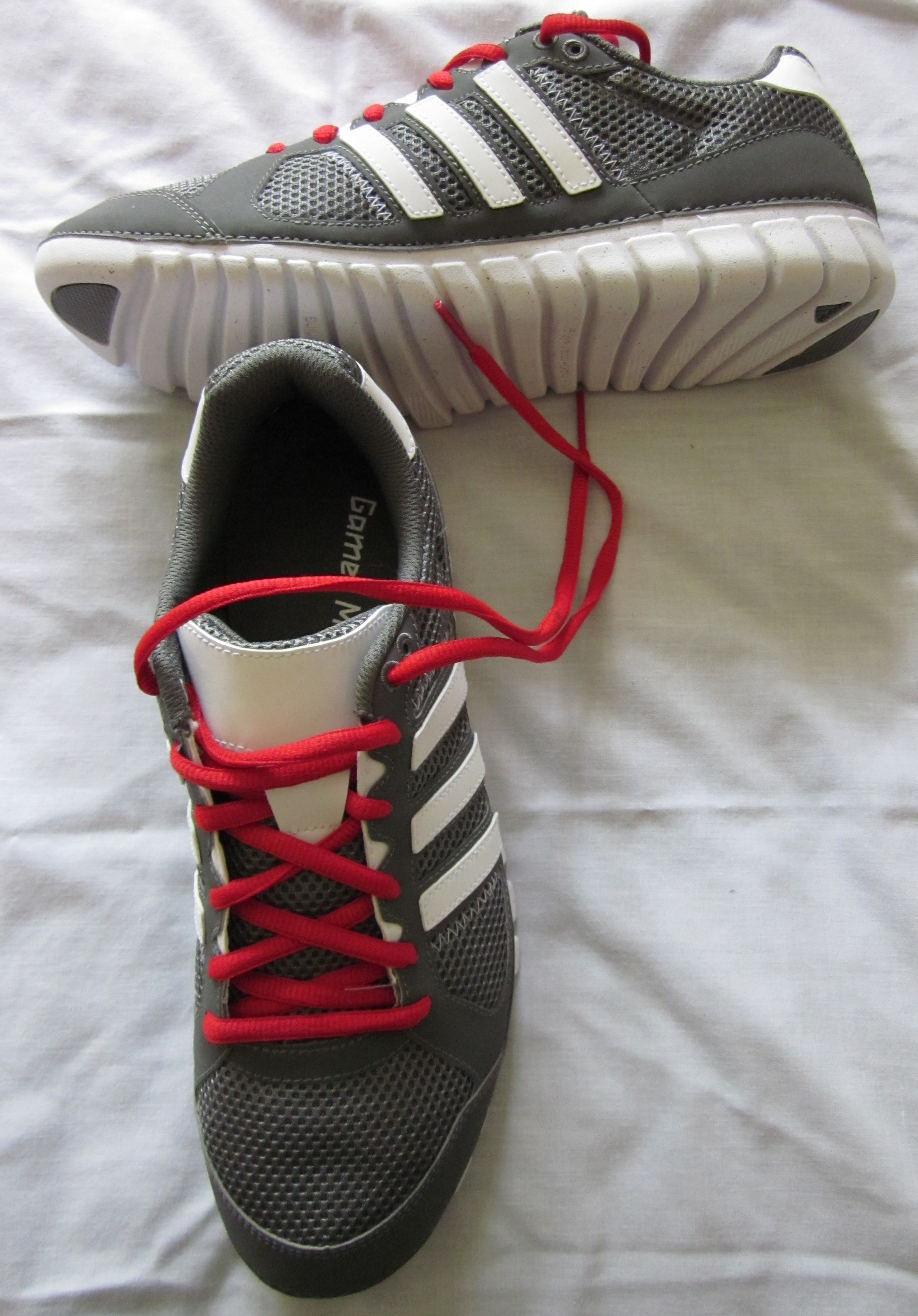
A londoni olimpia önkénteseinek cipője

## Az Adidas Csoport

### Felépítése

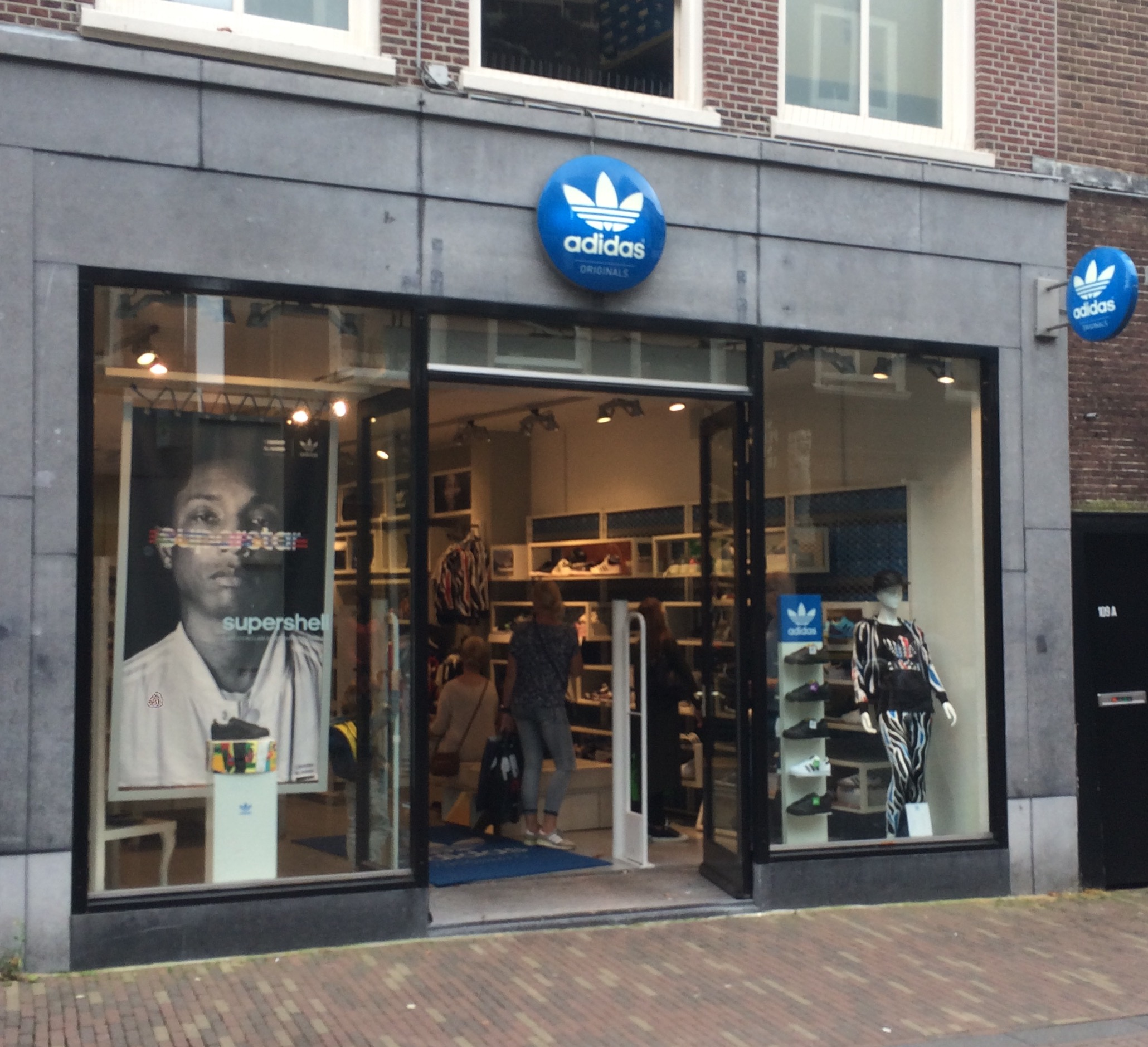
Adidas-Originals üzlet

Egészen az 1990-es évek végéig az Adidas szegmenseit a „Cipők” és a „Textíliák/Kiegészítők” két fő részlegre osztották fel. 2002-ben alegységeket hoztak létre Sport Performance, Sport Heritage (Adidas Originals) és Sport Style (Y-3, Stella McCartney) névvel. Ezek számát 2007-ben kettőre csökkentették – Sport Performance és Sport Style (Adidas Originals, Y-3, Stella McCartney, Porsche Design (2007–2018), Adidas NEO stb.). Az átvétele után a Reebok külön részleget képezett. 2017-ben az Adidas eladta a TaylorMade egészét az Adams Golffal és az Ashworth-szel együtt 425 millió dollárért a KPS Capital Partners-nek.

#### A herzogenaurachi központ
Az 1990-es évek elején fontolóra vették a Herzogenaurach centrumában lévő vállalati központ kibővítését. 1999-ben láttak hozzá az ettől 1,6 km-re, a Herzo Base városrészben lévő és 1992 óta üresen álló egykori amerikai kaszárnya helyén az új konszernközpont építésének, mely a World of Sports nevet kapta. az első épület egy átépített kaszárnyaépület volt, mely a Spikes nevet kapta. Ide már 1999-ben beköltöztek a vállalat alkalmazottai. Ezt a következő években újabb épületekkel bővítették. 2011-ben adták át a „kadawittfeldarchitektur” tervezői iroda által tervezett, Laces („cipőfűzők”) névre keresztelt kutató- és fejlesztőépületet, ahol 1700 alkalmazott kaphat helyet. 2013-ban „World of Kids” névvel adták át az üzemi óvodát, 2014-ben a fitneszstúdiót – mindkettőt bővítették később. 2018 óta a Halftime ad otthont az üzemi étteremnek és konferenciatermeknek. 2019 augusztusában, a vállalat alapításának 70. évfordulójának közeledtével adták át az 52 000 m² alapterületű Arena nevű épületet, mely 2000 férőhellyel bír. Számos sportlétesítménye között van továbbá egy 4000 fős labdarúgóstadion, több strandröplabda-, tenisz- és kosárlabdapálya, valamint egy mászófal is. Két parkolóházban több mint 3500 gépjárműnek biztosítanak helyet, az alkalmazottak közlekedését könnyítendő díjmentes buszjáratok kötik össze a központot Nürnberggel és Fürth-tel.

### A konszern vezetése

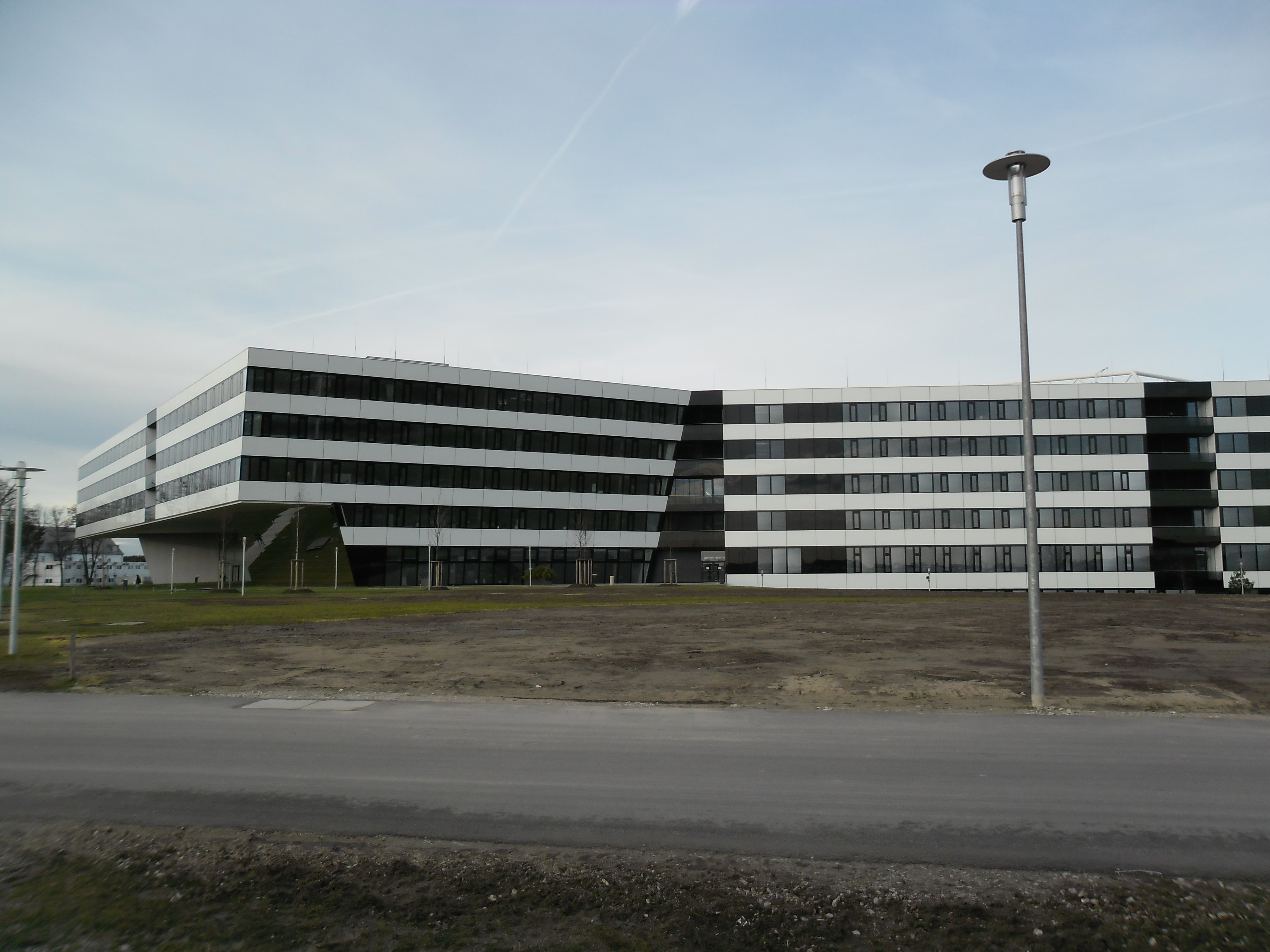
A Laces déli homlokzata 2012 januárjában

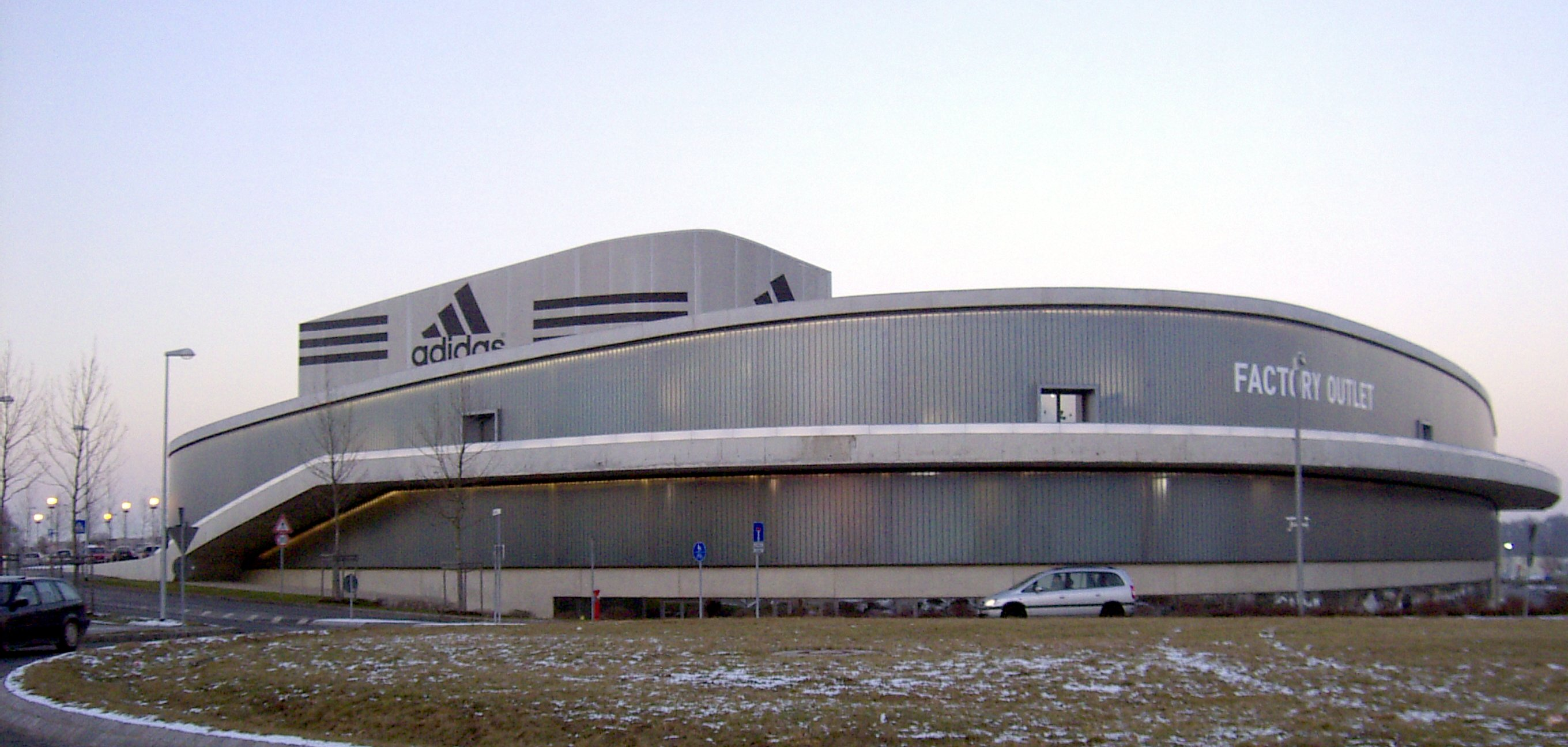
Az Adidas gyári boltja Herzogenaurachban

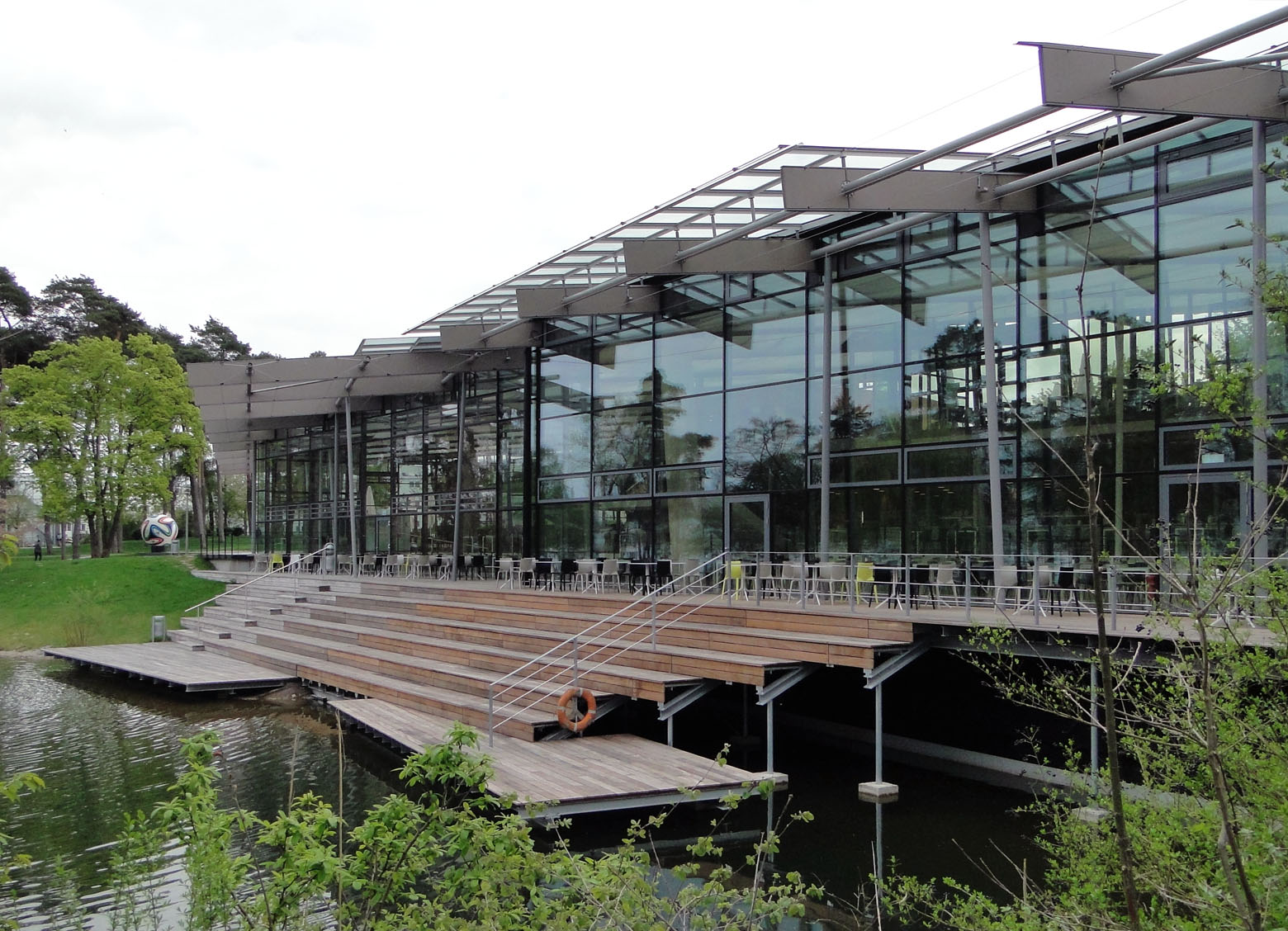
A vállalat dolgozóinak fenntartott étterem Herzogenaurachban, a Stripes

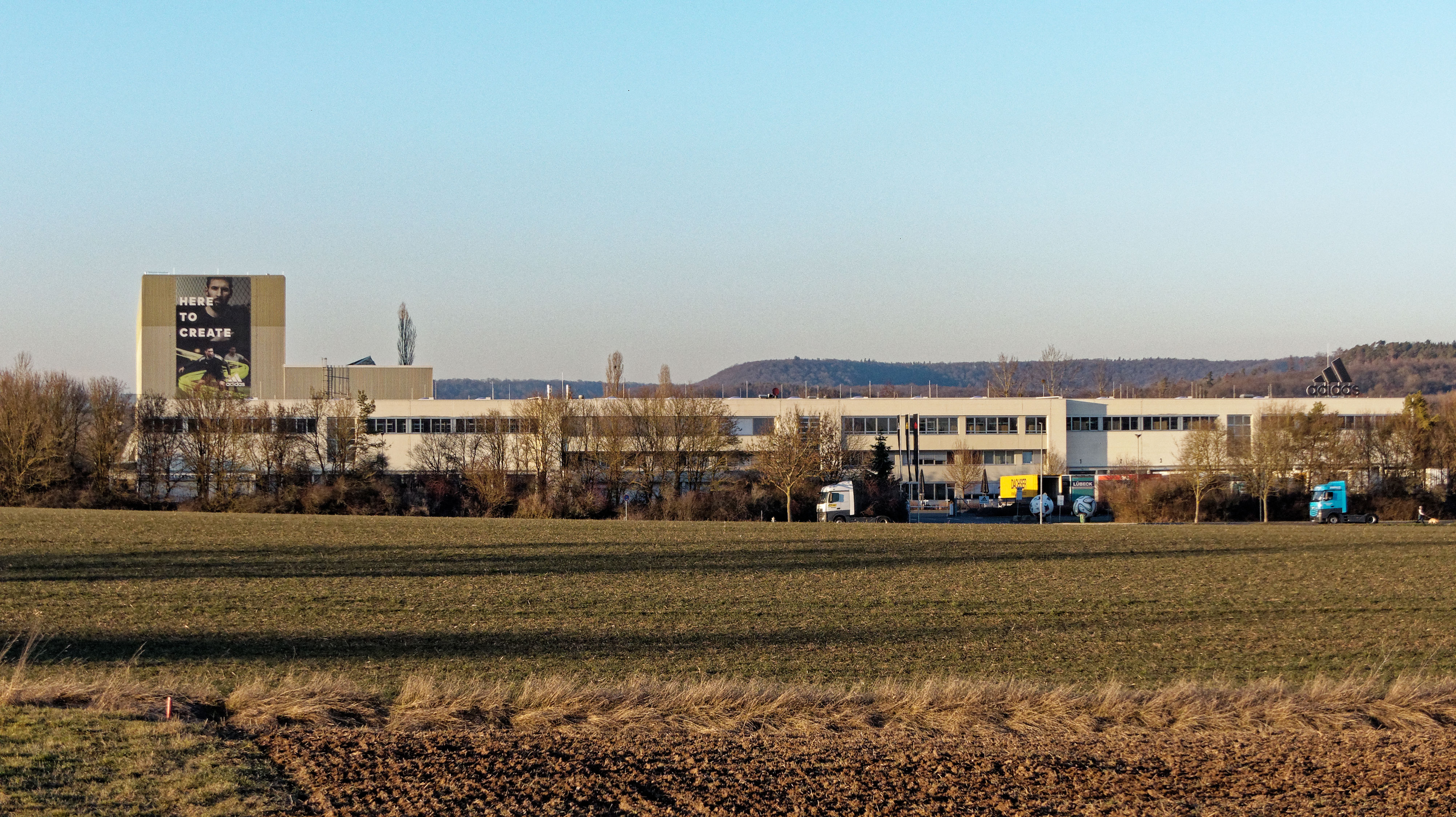
Az utolsó németországi gyáregység Scheinfeldben

A vállalat vezetési feladatait a hat főből álló igazgatóság látja el. Az igazgatókat a vállalat szerződteti, a szerződéseik rögzítik a fizetéseiket és a bónuszaikat. 
- Az igazgatóság tagjai:[102]
  - Bjørn Gulden (2023. január 1. óta az igazgatóság elnöke)[103]
  - Roland Auschel (globális értékesítés, az igazgatóság tagja 2013. október 1. óta)[104]
  - Brian Grevy (globális márkák, igazgatósági tag 2020. február 1. óta)[105]
  - Harm Ohlmeyer (pénzügyek, igazgatósági tag 2017. március 7. óta)
  - Amanda Rajkumar (emberi erőforrás, igazgatósági tag 2021 januárja óta)
  - Martin Shankland (globális műveletek, igazgatósági tag 2019. március 4. óta)[106]

Egykori elnökségi tagok:
- Glenn Bennett (1997 márciusától 2017. szeptember 30-ig)[107]
- Frank Dassler (2004. július 1. – 2018. január 31.)
- Robert Louis-Dreyfus (1993. április 7. – 2001. március 8.)[108]
- Herbert Hainer (2001. március 8. – 2016. szeptember 30., mint elnök)[109]
- Manfred Ihle (1998. július 1. – 2004. június 30.)
- Eric Liedtke (2014. március 6. – 2019. december 31.)
- Karen Parkin (2017. május 12. – 2020. július 31.)
- Michel Perraudin (1989 – 2005. március 31.)
- Robin J. Stalker (2001. február – 2017. május 11.)[110]
- Erich Stamminger (2006. január 9. – 2014. március 5.)[111]
- Gil Steyaert (2017. május 12. – 2019. február 26.)
- Christian Tourres (1993 – 2001. március 8.)[112]
- Kasper Rorsted (2016. augusztus 1. – 2022. november 11.)[113]

Az igazgatóságot a felügyelőbizottság nevezi ki és ellenőrzi. A felügyelőbizottságnak 16 tagja van. A német közös határozati törvény (Mitbestimmungsgesetz) értelmében a tagok felét a munkavállalók képviselőinek illetve a vállalattól független szakszervezetek képviselőinek kell állítaniuk.
- A részvénytulajdonos képviselői:
  - Thomas Rabe (felügyelőbizottsági elnök, a bizottság tagja 2019. május 9. óta)
  - Ian Gallienne (helyettes felügyelőbizottsági elnök, a bizottság tagja 2016. június 15. óta)
  - Jackie Joyner-Kersee
  - Christian Klein
  - Kathrin Menges
  - Nassef Sawiris
  - Bodo Uebber
  - Jing Ulrich
- A munkavállalók képviselői:
  - Udo Müller (helyettes felügyelőbizottsági elnök, a bizottság tagja 2016. október 6. óta.)
  - Petra Auerbacher
  - Bastian Knobloch
  - Roswitha Hermann
  - Roland Nosko
  - Beate Rohrig
  - Frank Scheiderer
  - Michael Storl
  - Günter Weigl

A felügyelőbizottság egykori ismertebb tagjai:
- Alekszandr Popov, korábbi világbajnok és olimpiai bajnok úszó, bizottsági tag 2009 óta, szakmai okokból kifolyólag nem jelöltette magát újra[115]
- Katja Kraus, egykori német válogatott labdarúgókapus és DFB-tisztviselő

### Részvényesek összetétele
| Hányadtulajdonos                                                           | Hányad             |
| -------------------------------------------------------------------------- | ------------------ |
| intézményi befektetők, köztük - BlackRock - FMR LLC (Fidelity Investments) | 92 % 6,22 % 5,31 % |
| Privát befektetők                                                          | 8 %                |
| Magántulajdon                                                              | 1 %                |

2019 januári állapotok szerint

### Az Adidas-konszern pénzügyi adatai
| Euró                  | 2018       | 2019       | 2020       | 2021       |
| --------------------- | ---------- | ---------- | ---------- | ---------- |
| Forgalom              | 21,92 Mrd. | 23,64 Mrd. | 19,84 Mrd. | 21,23 Mrd. |
| EBITDA                | 2,882 Mrd. | 3,845 Mrd. | 2,079 Mrd. | 3,066 Mrd. |
| Adózás utáni nyereség | 2,368 Mrd. | 2,660 Mrd. | 0,751 Mrd. | 1,986 Mrd. |
| Saját tőke            | 6,377 Mrd. | 6,796 Mrd. | 6,454 Mrd. | 7,519 Mrd. |
| Osztalék              | 3,35       | -          | 3,00       | 3,30       |

Egy másik forrás alapján:
| Év              | 2006   | 2007   | 2008   | 2009   | 2010   | 2013   | 2014   | 2015   | 2016   | 2017   | 2018   | 2019   | 2020   | 2021   |
| --------------- | ------ | ------ | ------ | ------ | ------ | ------ | ------ | ------ | ------ | ------ | ------ | ------ | ------ | ------ |
| Árbevétel       | 10,084 | 10,299 | 10,799 | 10,381 | 11,990 | 14,492 | 15,534 | 16,915 | 19,291 | 21,218 | 21,915 | 23,640 | 19,844 | 21,234 |
| EBITDA          | 1,078  | 1,165  | 1,280  | 780    | 1,159  | 1,202  | 883    | 1,039  | 1,491  | 2,070  | 2,368  | 2,660  | 751    | 1,986  |
| Bevétel (nettó) | 483    | 551    | 642    | 245    | 567    | 787    | 490    | 634    | 1,017  | 1,097  | 1,702  | 1,976  | 432    | 2,116  |
| Adósság (nettó) | 2,231  | 1,766  | 2,189  | 917    | 221    |        |        |        |        |        |        |        |        |        |

A 2019-es év lezárása után az igazgatóság és a felügyelőbizottság azt tervezte, hogy a 2020-as közgyűlésnek 3,85 eurós részvényenkénti osztalék kifizetését tanácsolja. A koronavírus-világjárvány ideje alatt (részben a KfW-től) felvett konzorciumi hitel azonban nem tette lehetővé osztalékok fizetését. 2021-től a Reebok adatai nem kerülnek be az összesítésbe.

### A márka nagykövetei

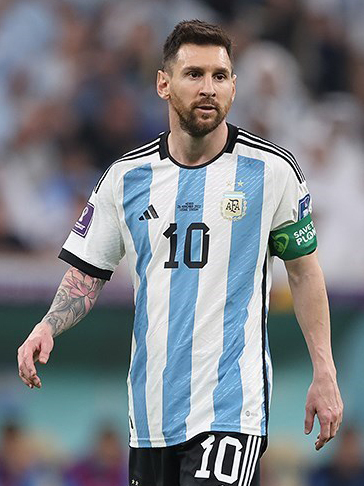
Lionel Messi, az Adidas talán legismertebb nagykövete

A márkát népszerűsítő személyek, köztük a jelen és a közelmúlt ismert sportolói:
- Labdarúgók: Gareth Bale, David Beckham, Hakan Çalhanoğlu, Julian Draxler, Mats Hummels, Ciro Immobile, Lorenzo Insigne, Lionel Messi, Philipp Lahm, Javi Martínez, Thomas Müller (labdarúgó), Manuel Neuer, Mesut Özil, Bastian Schweinsteiger, Luis Suárez
- Tenniszezők: Andrea Petkovics
- Énekesek: Rita Ora, Pharrell Williams, Katy Perry, Justin Bieber, Blackpink[122]
- Labdarúgóedzők: Pep Guardiola, José Mourinho
- Futók: Gina Lückenkemper, Lisa Hahner, Anna Hahner, Wilson Kipsang
- Téli sportok: Louif Paradis, Eric Jackson, Helen Schettini, Forest Bailey, Jake Blauvelt, Keegan Valeika, Kazu Kokubo
- Kosárlabdázók: Derrick Rose, James Harden, Andrew Wiggins, Damian Lillard

## A vállalatot ért kritikák

### Képzési gyakorlatok miatti kritikák
A vállalatot kritikák érték 2006-ban amiért a többi DAX-vállalathoz képest nagyon alacsony, mindössze 2%-ot kitevő volt a továbbképzés alatt álló alkalmazottainak a számaránya. A Német Szakszervezetek Szövetségének ifjúsági tagozata (DGB-Jugend) ezért Adidas muss ausbilden (az Adidasnak képeznie kell) névvel kampányt indított azzal a céllal, hogy a nyilvánosság figyelmét felhívják – a más nagyvállalatoknál is megfigyelhető – alacsony továbbképzési arányra.

### Az új-zélandi rugby-mezek árazása körüli vita

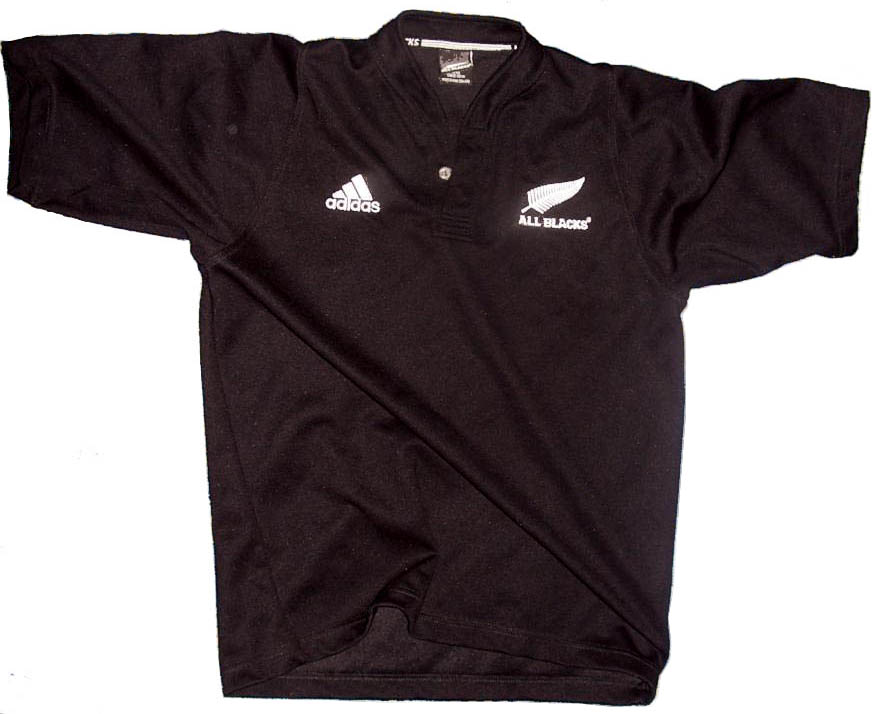
„All Blacks jersey”

2011-ben az új-zélandi rugby-szurkolók elégedetlenségüket fejezték ki a válogatott mezeinek magas ára miatt a helyi boltokban és az árak csökkentését követelték. Miután kiderült, hogy a 220 új-zélandi dolláros ár több mint a duplája volt a külföldi weboldalakon kínált árnál, ők is innen kezdték beszerezni maguknak a mezeket. Az Adidas erre válaszul olyan egyezségre kényszerítette a külföldi kereskedéseket, ami alapján azok nem szállíthattak új-zélandi lakosoknak. Az ügyet hatalmas PR-katasztrófának bélyegezték a helyi PR-cégek és fogyasztóvédelmi szervezetek. Az új-zélandi Rebel Sport sportbolt felháborodásának adott hangot és az „All Black Jersey”-k áron aluli értékesítésébe kezdett.

### Kizsákmányolás és gyerekmunka „munkásnyúzó” üzemekben
A konszern németországi illetőségű, azonban a termékeit csaknem mind kizárólag külföldön állítja elő. A termelést nagyrészt Délkelet-Ázsiába helyezték ki és az Adidast – hasonlóan legnagyobb riválisához, a Nike-hoz – a Márkacégek feketekönyve azzal vádolta, hogy profitálnak az itteni „munkásnyúzó üzemekben” (angolul sweatshop-okban) folyó kizsákmányolásból és gyerekmunkából.
A kritikák szerint rossz körülmények vannak egyes a cég számára dolgozó üzemekben, főként Indonéziában. 2006 és 2007 között számos olyan beszállítójával megtagadta az együttműködést, melyek támogatták a szakszervezeteket, és helyettük olyan alvállalkozókat választottak, melyeknél kevésbé tartották be a munkavállalók jogait. A feladatok különböző alvállalkozóknak való kiutalása miatt jóval nehezebb lett az Adidas számára betartatni a vállalat munkaügyi sztenderdjeit. Az Adidas szabályzatában benne foglaltatik, hogy a munkások kollektív szerződéseket kössenek, és hogy nem érheti megtorlás azokat a munkavállalókat, akik kifejezésre juttatják véleményüket. A gyakorlatban azonban az Adidas számos beszállítója nem tartotta be ezeket az előírásokat. A Jáva szigetén lévő Panarub gyárban 33 dolgozót rúgtak ki 2005-ben, mert jobb fizetést követelve sztrájkba kezdtek.
A PT Kizone egy másik olyan Adidas gyár, ami miatt kritikák érik az Adidast a dolgozókkal való bánásmód miatt. A gyár termelt az Adidas mellett a Nike és a Dallas Cowboys számára is a 2011 januárjában való bezárásáig. A megegyezés nélkül elbocsátott 2686 dolgozónak összesen 3 millió dollár értékben tartoztak végkielégítésekkel és juttatásokkal a sportszergyártó cégek. A Nike 1,5 millió dollárt kifizetett ebből, de az Adidas vonakodott kifizetni a saját 1,48 millió dolláros hátralékát. Emiatt a United Students Against Sweatshops nevű szervezet felszólította az egyetemeket, hogy mondják fel a szerződéseiket az Adidasszal. 2012. július 16-án a War on Want aktivistákat toborzott Londonban, hogy az Adidas sporttermékek árcéduláit 34 penny-sekre cseréljék, amivel az Adidas által az indonéz dolgozóknak fizetett alacsony órabérre utaltak. A Labour behind the Label kampánycsoport arra hívta fel a figyelmet, hogy az Adidasnak dolgozó indonéz munkások hetente mindössze 10 fontot kaptak a munkájukért. William Anderson, a cég Ázsiai–Csendes-óceáni régiójának szociális és környezeti ügyekért felelős vezetője blogbejegyzésben reagálva azt közölte, hogy a bérek a bónuszokkal és túlórákkal együtt gyakran a dupláját teszik ki ennek, és felhívta a figyelmet a vásárlóerő-paritásra. Miután a globálisan felépített nyomás arra kényszerítette a céget, hogy találkozzon a munkásokkal, azoknak 43 euró értékben kínáltak fel élelmiszerjegyeket.
2014 áprilisában 40 000 alkalmazott részvételével a dél-kínai tungkuani Yue Yuen Industrial Holdings egyik cipőgyárában zajlott le Kína történetének egyik legnagyobb sztrájkja, mely gyár többek között az Adidasnak is dolgozott. Ennek oka az volt, hogy a tajvani cég nem volt hajlandó teljes nyugdíjat és megfelelő szociális juttatásokat fizetni az alkalmazottainak. 2015-ben nyilvánosságra került, hogy ugyanebben a délkínai városban egy labdákat készítő gyáregység alkalmazottait arra kényszerítették, hogy éjszakába nyúlóan a munkahelyükön maradjanak és dolgozzanak.

### Hszincsiangból származó gyapot
2022-ben a Nordhauseni Alkalmazott Tudományok Egyeteme megvizsgálta az Adidas termékekben lévő gyapotot és az eredmények azt mutatták, hogy a vállalat állításaival szemben azok tartalmaznak a Hszincsiang-Ujgur Autonóm Területről származó gyapotot. Ebben a tartományban a kínai kormányzat átnevelőtáborokat tart fenn, ahol a kisebbségekhez tartozó személyeket a gyapot szedésére és feldolgozására kényszerítik.

### Megvesztegetési pénzek
Az ISL-en (International Sport and Leisure) és az Adidas Nemzetközi Kapcsolatok részlegén keresztül Horst Dassler az 1980-as években éveken át megvesztegetett sportfunkcionáriusokat és befolyásolt választásokat olyan irányban, hogy az általa favorizált tisztviselők kerüljenek csúcspozíciókba. 2017 szeptemberében James Gatto, a cég kosárlabda marketingjének globális igazgatóját őrizetbe vették az Egyesült Államokban. A vád szerint középiskolás kosárlabdázókat fizetett le annak érdekében, hogy az Adidas által felszerelt csapatokhoz szerződjenek le.

### A Gumball 3000 szponzorálása
Az Adidas támogatta a Gumball 3000-et, egy európai közutakon 1999 óta évente megrendezett privát autóversenyt, ami Németországban illegális rendezvénynek számít. 2007-ben az egyik résztvevő figyelmen kívül hagyva egy előzést tiltó táblát balesetet okozott, amiben egy albán állampolgár életét veszítette. A férfi felesége több napi kóma után hunyt el a súlyos sérülései következtében. Az Adidas csak ezt követően határolódott el a versenytől és hagyott fel a szponzorálásával.

### Szovjet időket idéző termékek és reklámozásuk
2018-ban az Adidas szovjet témájú árukkal jött elő. A szociális médiákon tapasztalt felháborodás után a diktatúrát idéző termékeket kivonták a kereskedelemből.

### Bérleti díjak fizetésének halasztása a Covid19 miatt
2020 márciusának végén jelentette be az Adidas, hogy – az előző évi többmilliárd eurós nyereség ellenére – a bérleti díjakat nem fogja fizetni a Covid-19 pandémia miatt zárva tartott üzletei után. Az éves fő közgyűlésén 2021 májusában adta közre, hogy a részvényeseinek magasabb osztalékot kíván fizetni, mint tette azt 1999 és 2017 között. A Kritikus Részvényesek Fedőszervezete ellenkérelmet nyújtott be kritizálva az eljárást, mivel a mérlegben elért nyereség a világjárvány hatásait mérsékelni hivatott állami segélynek is betudható volt. A Romero Keresztény Kezdeményezés nevű szervezet azt rótta fel az Adidasnak, hogy a „válság költségeit szocializálja, a nyereségeket viszont privatizálja”. A közép-amerikai textilgyárak szakszervezeteinek regionális koordinációs irodájának egyik jelentésére hivatkozva a szervezet azt kritizálja, hogy az Adidas kihasználja a bonyolult beszállítási láncokat annak érdekében, hogy a válság költségeit az ottani gyárak munkásaira hárítsa át. El Salvadorban a Varsity Pro gyáregységben például a pandémia alatt 757 munkásnak mondtak fel rövid határidővel és mintegy 700 másikat küldtek kényszerszabadságra. Az Adidas egy másik El Salvador-i beszállítója, az Impression Apparel Group gyáregység az alkalmazottainak a három hónapos kényszerszabadságolásuk ideje alatt „csak két ún. Corona-bónuszt 41,33 amerikai dollár értékben” fizetett.

### Az emberi erőforrás részleg vezetőjének lemondása a rasszizmus vádja miatt
2020 júniusának végén a vállalat személyi igazgatója, Karen Parkin bejelentette, hogy elhagyja az Adidas csoportot. A lépését azzal indokolta, hogy a távozásával a változásnak kíván szabad utat engedni. Parkin előzőleg a Reebok amerikai leányvállalatánál tartott egyik üzemi rendezvényen George Floyd erőszakos halála után fellángoló rasszizmus körüli vitákat mint „zaj” (angolul: „noise”) tudta le. A Portland-ben lévő amerikai központ előtt tartott nyilvános tiltakozómegmozdulások, a csillapodni nem akaró felháborodási hullám és az őt érő erős kritika arról győzték meg Parkint, hogy a vállalat számára a távozása lenne az előnyös. Kasper Rorsted vezérigazgató vette át átmeneti jelleggel 2020 júliusáig a személyzeti részleget. Parkin a lemondásakor közleményt adott ki, melyben kifejezte, hogy támogatja a vállalat faji egyenjogúságot célzó lépéseit, és bocsánatot kért a történtek miatt.

### Együttműködés Kanye Westtel az antiszemita megnyilvánulásai ellenére
Kanye West amerikai rapper és divattervező egy a Black Lives Matter-mozgalommal kapcsolatosan tett vitatott kijelentése után a kritikusai megpróbálták rávenni az Adidast a Westtel való gazdasági kapcsolatainak megszűntetésére. West termékeivel a Handelsblatt német gazdasági újság szerint az Adidas évi egymilliárd dollár forgalmat bonyolított. West ezután nyilvánosan szólalt fel a „zsidó médiák” vélt „hatalmáról” és azzal dicsekedett, hogy antiszemita dolgokat mondhat úgy, hogy az Adidas szakítani tudna vele emiatt. A szélsőséges jobboldali csoportosulások az Egyesült Államokban pozitívan fogadták a zsidókra tett megjegyzéseit. 2022. október 24-ig az Adidas nem foglalt állást West megnyilvánulásaival kapcsolatban, habár erre a Jüdische Allgemeine (a legnagyobb németországi zsidó lap) külön felkérte. A Balenciaga divatcég ezzel szemben már október 21-én megszakította az együttműködést Westtel. Az Adidas 2022. október 25-én mondta fel azonnali hatállyal az együttműködést Westtel a cég megfogalmazása szerint annak „elfogadhatatlan, gyűlölködő és veszélyes” megnyilatkozásai miatt.

## Szociális elkötelezettség

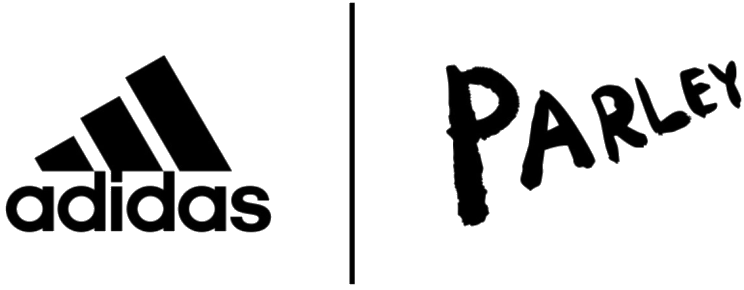
Adidas Parley kooperációs logó

2015 júniusában állt elő az Adidas egy olyan cipőkollekcióval, melyben a lábbelik felső anyaga teljes mértékben a tengerekből kiszedett műanyaghulladék és halászhálómaradványok felhasználásával készült a Parley of the Oceans szervezettel együttműködve, melynek az Adidas az egyik társalapítója és pénzügyi támogatója.
Ezzel összefüggésben a konszern az Adidas x Parley névre keresztelt cipő 50 példányát sorsolta ki nagy médianyilvánosság kíséretében. Az előállításukhoz nyílt-tengeri halászhálókat dolgoztak fel, melyeket a Sea Shepherd Global szervezet bocsátott a rendelkezésükre. 2015 novemberében az Ultraboost Uncaged Parley modellt bocsátották ki 7000 darabban limitált szériában, melyekhez csak néhány kiválasztott árusítóhelyen lehetett hozzájutni a vásárlóknak. Az Adidas közlése szerint mindegyik pár cipőhöz tizenegy műanyag flakont hasznosítottak újra. 2017-ben Eric Liedtke vezérigazgató közlése szerint az Adidas 2017-ben egymillió pár a Parley of the Oceans termelésből származó cipőt tervezett értékesíteni, melyek párja 200 euróba kerül.
A cég 2023 áprilisi közleménye szerint a termékeikhez felhasznált poliészter 96%-a már újrafelhasznált poliészter. A cég még 2017-ben tűzte ki célul, hogy 2024-re ahol csak lehet újonnan előállított poliészterek nélkül oldja meg a termékei gyártását, és az előző év tavaszán elért 96%-os arány azt mutatja a közlemény szerint, hogy a kitűzött célt a tervezettnél előbb sikerül elérni. Ezzel a vállalat annyi energiát tudott megspórolni, amennyi 50000 USA-beli háztartás éves átlagfogyasztásának felel meg.
2021 februárjában csatlakozott a vállalat a Fur Free Retailer szerveződéshez, mely olyan ruházati vállalatokat tömörít, melyek elkötelezték magukat az állati eredetű szőrmék felhasználása mellett.

## Fordítás
- Ez a szócikk részben vagy egészben  az   Adidas című német Wikipédia-szócikk ezen változatának fordításán alapul.  Az eredeti cikk szerkesztőit annak laptörténete sorolja fel. Ez a jelzés csupán a megfogalmazás eredetét és a szerzői jogokat jelzi, nem szolgál a cikkben szereplő információk forrásmegjelöléseként.
- Ez a szócikk részben vagy egészben  az   Adidas című angol Wikipédia-szócikk ezen változatának fordításán alapul.  Az eredeti cikk szerkesztőit annak laptörténete sorolja fel. Ez a jelzés csupán a megfogalmazás eredetét és a szerzői jogokat jelzi, nem szolgál a cikkben szereplő információk forrásmegjelöléseként.

## Forrás
- Christian Habermeier, Sebastian Jäger: The Adidas Archive. The Footwear Collection. Taschen, Köln 2020, ISBN 978-3-8365-7195-1.
- Rainer Karlsch, Christian Kleinschmidt, Jörg Lesczenski, Anne Sudrow: Unternehmen Sport. Die Geschichte von adidas. Siedler, München 2018, ISBN 978-3-8275-0122-6.
- Barbara Smit: Drei Streifen gegen Puma. Wie aus einem Bruderzwist zwei Weltkonzerne entstanden. Riva, München 2017, ISBN 978-3-86883-918-0.
- Adidas Strategy Overview. Adidas Group . [2021. július 27-i dátummal az eredetiből archiválva]. (Hozzáférés: 2017. szeptember 27.)
- Adidas Golf USA moves to Carlsbad; Adidas faces legal suit. Sports Business Daily, 1998. augusztus 19. (Hozzáférés: 2010. október 22.)
- Taylor Made Golf Co. FundingUniverse. (Hozzáférés: 2010. október 22.)
- Freeman, Mike. „Taylor, Adidas merge, reshuffle : Hiring of Callaway official for key post could trigger lawsuit”, The San Diego Union-Tribune , 1999. augusztus 19., C.1. oldal. [2011. május 23-i dátummal az eredetiből archiválva] (Hozzáférés: 2010. október 22.)
- Ward, Denise T.. „Profile: Mark King, Taylor Made For His Job”, San Diego Business Journal, 2001. május 14.. [2011. január 10-i dátummal az eredetiből archiválva] (Hozzáférés: 2010. október 22.)

## Linkek
- Adidas AG hivatalos honlapja
- Anne Kunze: Vier Menschen gegen drei Streifen. In: Die Zeit, Nr. 21/2015, 21. Mai 2015.